# 1906
Portal Geschichte | Portal Biografien | Aktuelle Ereignisse | Jahreskalender | Tagesartikel

◄ |
19. Jahrhundert |
20. Jahrhundert
| 21. Jahrhundert

◄ |
1870er |
1880er |
1890er |
1900er
| 1910er | 1920er | 1930er | ►

◄◄ |
◄ |
1902 |
1903 |
1904 |
1905 |
1906
| 1907 | 1908 | 1909 | 1910 | ► | ►►
Staatsoberhäupter · Wahlen · Nekrolog  · Literaturjahr · Musikjahr · Filmjahr  · Sportjahr
| Januar | Januar | Januar | Januar | Januar | Januar | Januar | Januar |
| Kw     | Mo     | Di     | Mi     | Do     | Fr     | Sa     | So     |
| ------ | ------ | ------ | ------ | ------ | ------ | ------ | ------ |
| 1      | 1      | 2      | 3      | 4      | 5      | 6      | 7      |
| 2      | 8      | 9      | 10     | 11     | 12     | 13     | 14     |
| 3      | 15     | 16     | 17     | 18     | 19     | 20     | 21     |
| 4      | 22     | 23     | 24     | 25     | 26     | 27     | 28     |
| 5      | 29     | 30     | 31     |        |        |        |        |

| Februar | Februar | Februar | Februar | Februar | Februar | Februar | Februar |
| Kw      | Mo      | Di      | Mi      | Do      | Fr      | Sa      | So      |
| ------- | ------- | ------- | ------- | ------- | ------- | ------- | ------- |
| 5       |         |         |         | 1       | 2       | 3       | 4       |
| 6       | 5       | 6       | 7       | 8       | 9       | 10      | 11      |
| 7       | 12      | 13      | 14      | 15      | 16      | 17      | 18      |
| 8       | 19      | 20      | 21      | 22      | 23      | 24      | 25      |
| 9       | 26      | 27      | 28      |         |         |         |         |

| März | März | März | März | März | März | März | März |
| Kw   | Mo   | Di   | Mi   | Do   | Fr   | Sa   | So   |
| ---- | ---- | ---- | ---- | ---- | ---- | ---- | ---- |
| 9    |      |      |      | 1    | 2    | 3    | 4    |
| 10   | 5    | 6    | 7    | 8    | 9    | 10   | 11   |
| 11   | 12   | 13   | 14   | 15   | 16   | 17   | 18   |
| 12   | 19   | 20   | 21   | 22   | 23   | 24   | 25   |
| 13   | 26   | 27   | 28   | 29   | 30   | 31   |      |

| April | April | April | April | April | April | April | April |
| Kw    | Mo    | Di    | Mi    | Do    | Fr    | Sa    | So    |
| ----- | ----- | ----- | ----- | ----- | ----- | ----- | ----- |
| 13    |       |       |       |       |       |       | 1     |
| 14    | 2     | 3     | 4     | 5     | 6     | 7     | 8     |
| 15    | 9     | 10    | 11    | 12    | 13    | 14    | 15    |
| 16    | 16    | 17    | 18    | 19    | 20    | 21    | 22    |
| 17    | 23    | 24    | 25    | 26    | 27    | 28    | 29    |
| 18    | 30    |       |       |       |       |       |       |

| Mai | Mai | Mai | Mai | Mai | Mai | Mai | Mai |
| Kw  | Mo  | Di  | Mi  | Do  | Fr  | Sa  | So  |
| --- | --- | --- | --- | --- | --- | --- | --- |
| 18  |     | 1   | 2   | 3   | 4   | 5   | 6   |
| 19  | 7   | 8   | 9   | 10  | 11  | 12  | 13  |
| 20  | 14  | 15  | 16  | 17  | 18  | 19  | 20  |
| 21  | 21  | 22  | 23  | 24  | 25  | 26  | 27  |
| 22  | 28  | 29  | 30  | 31  |     |     |     |

| Juni | Juni | Juni | Juni | Juni | Juni | Juni | Juni |
| Kw   | Mo   | Di   | Mi   | Do   | Fr   | Sa   | So   |
| ---- | ---- | ---- | ---- | ---- | ---- | ---- | ---- |
| 22   |      |      |      |      | 1    | 2    | 3    |
| 23   | 4    | 5    | 6    | 7    | 8    | 9    | 10   |
| 24   | 11   | 12   | 13   | 14   | 15   | 16   | 17   |
| 25   | 18   | 19   | 20   | 21   | 22   | 23   | 24   |
| 26   | 25   | 26   | 27   | 28   | 29   | 30   |      |

| Juli | Juli | Juli | Juli | Juli | Juli | Juli | Juli |
| Kw   | Mo   | Di   | Mi   | Do   | Fr   | Sa   | So   |
| ---- | ---- | ---- | ---- | ---- | ---- | ---- | ---- |
| 26   |      |      |      |      |      |      | 1    |
| 27   | 2    | 3    | 4    | 5    | 6    | 7    | 8    |
| 28   | 9    | 10   | 11   | 12   | 13   | 14   | 15   |
| 29   | 16   | 17   | 18   | 19   | 20   | 21   | 22   |
| 30   | 23   | 24   | 25   | 26   | 27   | 28   | 29   |
| 31   | 30   | 31   |      |      |      |      |      |

| August | August | August | August | August | August | August | August |
| Kw     | Mo     | Di     | Mi     | Do     | Fr     | Sa     | So     |
| ------ | ------ | ------ | ------ | ------ | ------ | ------ | ------ |
| 31     |        |        | 1      | 2      | 3      | 4      | 5      |
| 32     | 6      | 7      | 8      | 9      | 10     | 11     | 12     |
| 33     | 13     | 14     | 15     | 16     | 17     | 18     | 19     |
| 34     | 20     | 21     | 22     | 23     | 24     | 25     | 26     |
| 35     | 27     | 28     | 29     | 30     | 31     |        |        |

| September | September | September | September | September | September | September | September |
| Kw        | Mo        | Di        | Mi        | Do        | Fr        | Sa        | So        |
| --------- | --------- | --------- | --------- | --------- | --------- | --------- | --------- |
| 35        |           |           |           |           |           | 1         | 2         |
| 36        | 3         | 4         | 5         | 6         | 7         | 8         | 9         |
| 37        | 10        | 11        | 12        | 13        | 14        | 15        | 16        |
| 38        | 17        | 18        | 19        | 20        | 21        | 22        | 23        |
| 39        | 24        | 25        | 26        | 27        | 28        | 29        | 30        |

| Oktober | Oktober | Oktober | Oktober | Oktober | Oktober | Oktober | Oktober |
| Kw      | Mo      | Di      | Mi      | Do      | Fr      | Sa      | So      |
| ------- | ------- | ------- | ------- | ------- | ------- | ------- | ------- |
| 40      | 1       | 2       | 3       | 4       | 5       | 6       | 7       |
| 41      | 8       | 9       | 10      | 11      | 12      | 13      | 14      |
| 42      | 15      | 16      | 17      | 18      | 19      | 20      | 21      |
| 43      | 22      | 23      | 24      | 25      | 26      | 27      | 28      |
| 44      | 29      | 30      | 31      |         |         |         |         |

| November | November | November | November | November | November | November | November |
| Kw       | Mo       | Di       | Mi       | Do       | Fr       | Sa       | So       |
| -------- | -------- | -------- | -------- | -------- | -------- | -------- | -------- |
| 44       |          |          |          | 1        | 2        | 3        | 4        |
| 45       | 5        | 6        | 7        | 8        | 9        | 10       | 11       |
| 46       | 12       | 13       | 14       | 15       | 16       | 17       | 18       |
| 47       | 19       | 20       | 21       | 22       | 23       | 24       | 25       |
| 48       | 26       | 27       | 28       | 29       | 30       |          |          |

| Dezember | Dezember | Dezember | Dezember | Dezember | Dezember | Dezember | Dezember |
| Kw       | Mo       | Di       | Mi       | Do       | Fr       | Sa       | So       |
| -------- | -------- | -------- | -------- | -------- | -------- | -------- | -------- |
| 48       |          |          |          |          |          | 1        | 2        |
| 49       | 3        | 4        | 5        | 6        | 7        | 8        | 9        |
| 50       | 10       | 11       | 12       | 13       | 14       | 15       | 16       |
| 51       | 17       | 18       | 19       | 20       | 21       | 22       | 23       |
| 52       | 24       | 25       | 26       | 27       | 28       | 29       | 30       |
| 1        | 31       |          |          |          |          |          |          |

| Januar | Januar | Januar | Januar | Januar | Januar | Januar | Januar |
| Kw     | Mo     | Di     | Mi     | Do     | Fr     | Sa     | So     |
| ------ | ------ | ------ | ------ | ------ | ------ | ------ | ------ |
| 1      | 1      | 2      | 3      | 4      | 5      | 6      | 7      |
| 2      | 8      | 9      | 10     | 11     | 12     | 13     | 14     |
| 3      | 15     | 16     | 17     | 18     | 19     | 20     | 21     |
| 4      | 22     | 23     | 24     | 25     | 26     | 27     | 28     |
| 5      | 29     | 30     | 31     |        |        |        |        |

| Februar | Februar | Februar | Februar | Februar | Februar | Februar | Februar |
| Kw      | Mo      | Di      | Mi      | Do      | Fr      | Sa      | So      |
| ------- | ------- | ------- | ------- | ------- | ------- | ------- | ------- |
| 5       |         |         |         | 1       | 2       | 3       | 4       |
| 6       | 5       | 6       | 7       | 8       | 9       | 10      | 11      |
| 7       | 12      | 13      | 14      | 15      | 16      | 17      | 18      |
| 8       | 19      | 20      | 21      | 22      | 23      | 24      | 25      |
| 9       | 26      | 27      | 28      |         |         |         |         |

| März | März | März | März | März | März | März | März |
| Kw   | Mo   | Di   | Mi   | Do   | Fr   | Sa   | So   |
| ---- | ---- | ---- | ---- | ---- | ---- | ---- | ---- |
| 9    |      |      |      | 1    | 2    | 3    | 4    |
| 10   | 5    | 6    | 7    | 8    | 9    | 10   | 11   |
| 11   | 12   | 13   | 14   | 15   | 16   | 17   | 18   |
| 12   | 19   | 20   | 21   | 22   | 23   | 24   | 25   |
| 13   | 26   | 27   | 28   | 29   | 30   | 31   |      |

| April | April | April | April | April | April | April | April |
| Kw    | Mo    | Di    | Mi    | Do    | Fr    | Sa    | So    |
| ----- | ----- | ----- | ----- | ----- | ----- | ----- | ----- |
| 13    |       |       |       |       |       |       | 1     |
| 14    | 2     | 3     | 4     | 5     | 6     | 7     | 8     |
| 15    | 9     | 10    | 11    | 12    | 13    | 14    | 15    |
| 16    | 16    | 17    | 18    | 19    | 20    | 21    | 22    |
| 17    | 23    | 24    | 25    | 26    | 27    | 28    | 29    |
| 18    | 30    |       |       |       |       |       |       |

| Mai | Mai | Mai | Mai | Mai | Mai | Mai | Mai |
| Kw  | Mo  | Di  | Mi  | Do  | Fr  | Sa  | So  |
| --- | --- | --- | --- | --- | --- | --- | --- |
| 18  |     | 1   | 2   | 3   | 4   | 5   | 6   |
| 19  | 7   | 8   | 9   | 10  | 11  | 12  | 13  |
| 20  | 14  | 15  | 16  | 17  | 18  | 19  | 20  |
| 21  | 21  | 22  | 23  | 24  | 25  | 26  | 27  |
| 22  | 28  | 29  | 30  | 31  |     |     |     |

| Juni | Juni | Juni | Juni | Juni | Juni | Juni | Juni |
| Kw   | Mo   | Di   | Mi   | Do   | Fr   | Sa   | So   |
| ---- | ---- | ---- | ---- | ---- | ---- | ---- | ---- |
| 22   |      |      |      |      | 1    | 2    | 3    |
| 23   | 4    | 5    | 6    | 7    | 8    | 9    | 10   |
| 24   | 11   | 12   | 13   | 14   | 15   | 16   | 17   |
| 25   | 18   | 19   | 20   | 21   | 22   | 23   | 24   |
| 26   | 25   | 26   | 27   | 28   | 29   | 30   |      |

| Juli | Juli | Juli | Juli | Juli | Juli | Juli | Juli |
| Kw   | Mo   | Di   | Mi   | Do   | Fr   | Sa   | So   |
| ---- | ---- | ---- | ---- | ---- | ---- | ---- | ---- |
| 26   |      |      |      |      |      |      | 1    |
| 27   | 2    | 3    | 4    | 5    | 6    | 7    | 8    |
| 28   | 9    | 10   | 11   | 12   | 13   | 14   | 15   |
| 29   | 16   | 17   | 18   | 19   | 20   | 21   | 22   |
| 30   | 23   | 24   | 25   | 26   | 27   | 28   | 29   |
| 31   | 30   | 31   |      |      |      |      |      |

| August | August | August | August | August | August | August | August |
| Kw     | Mo     | Di     | Mi     | Do     | Fr     | Sa     | So     |
| ------ | ------ | ------ | ------ | ------ | ------ | ------ | ------ |
| 31     |        |        | 1      | 2      | 3      | 4      | 5      |
| 32     | 6      | 7      | 8      | 9      | 10     | 11     | 12     |
| 33     | 13     | 14     | 15     | 16     | 17     | 18     | 19     |
| 34     | 20     | 21     | 22     | 23     | 24     | 25     | 26     |
| 35     | 27     | 28     | 29     | 30     | 31     |        |        |

| September | September | September | September | September | September | September | September |
| Kw        | Mo        | Di        | Mi        | Do        | Fr        | Sa        | So        |
| --------- | --------- | --------- | --------- | --------- | --------- | --------- | --------- |
| 35        |           |           |           |           |           | 1         | 2         |
| 36        | 3         | 4         | 5         | 6         | 7         | 8         | 9         |
| 37        | 10        | 11        | 12        | 13        | 14        | 15        | 16        |
| 38        | 17        | 18        | 19        | 20        | 21        | 22        | 23        |
| 39        | 24        | 25        | 26        | 27        | 28        | 29        | 30        |

| Oktober | Oktober | Oktober | Oktober | Oktober | Oktober | Oktober | Oktober |
| Kw      | Mo      | Di      | Mi      | Do      | Fr      | Sa      | So      |
| ------- | ------- | ------- | ------- | ------- | ------- | ------- | ------- |
| 40      | 1       | 2       | 3       | 4       | 5       | 6       | 7       |
| 41      | 8       | 9       | 10      | 11      | 12      | 13      | 14      |
| 42      | 15      | 16      | 17      | 18      | 19      | 20      | 21      |
| 43      | 22      | 23      | 24      | 25      | 26      | 27      | 28      |
| 44      | 29      | 30      | 31      |         |         |         |         |

| November | November | November | November | November | November | November | November |
| Kw       | Mo       | Di       | Mi       | Do       | Fr       | Sa       | So       |
| -------- | -------- | -------- | -------- | -------- | -------- | -------- | -------- |
| 44       |          |          |          | 1        | 2        | 3        | 4        |
| 45       | 5        | 6        | 7        | 8        | 9        | 10       | 11       |
| 46       | 12       | 13       | 14       | 15       | 16       | 17       | 18       |
| 47       | 19       | 20       | 21       | 22       | 23       | 24       | 25       |
| 48       | 26       | 27       | 28       | 29       | 30       |          |          |

| Dezember | Dezember | Dezember | Dezember | Dezember | Dezember | Dezember | Dezember |
| Kw       | Mo       | Di       | Mi       | Do       | Fr       | Sa       | So       |
| -------- | -------- | -------- | -------- | -------- | -------- | -------- | -------- |
| 48       |          |          |          |          |          | 1        | 2        |
| 49       | 3        | 4        | 5        | 6        | 7        | 8        | 9        |
| 50       | 10       | 11       | 12       | 13       | 14       | 15       | 16       |
| 51       | 17       | 18       | 19       | 20       | 21       | 22       | 23       |
| 52       | 24       | 25       | 26       | 27       | 28       | 29       | 30       |
| 1        | 31       |          |          |          |          |          |          |

## Ereignisse

### Politik und Weltgeschehen

#### Deutsches Reich
- 1. Januar: Helmuth Johannes Ludwig von Moltke wird als Nachfolger von Alfred Graf von Schlieffen der Chef des Generalstabs der Armee des Deutschen Reichs.
- 1. Januar: Bayern und Württemberg feiern beide das hundertjährige Bestehen als Königreich.
- 21. Mai: Der deutsche Reichstag ändert Artikel 32 der Reichsverfassung und führt damit Abgeordnetendiäten ein.
- 16. Oktober: Wilhelm Voigt besetzt das Rathaus von Köpenick.
- 27. Oktober: Maximilian Harden löst mit einem Zeitungsartikel, in dem er andeutungsweise mehrere Personen im Umfeld des Kaisers der Homosexualität bezichtigt, die Eulenburg-Affäre aus.
- 13. Dezember: Der Deutsche Reichstag wird aufgelöst, weil zuvor Zentrum und SPD einen Nachtragshaushalt abgelehnt hatten. Damit sollten erhebliche Geldausgaben für die koloniale Schutztruppe in Deutsch-Südwestafrika gebilligt werden. Bei der folgenden Reichstagswahl 1907 büßt die SPD-Fraktion 38 ihrer bisher 81 Sitze ein.
- Erfurt überschreitet die 100.000-Einwohner-Grenze und wird damit zur Großstadt.

#### Russland
- 21. März: Zar Nikolaus II. schränkt durch Erlasse die Rechte der geplanten Duma in Russland drastisch ein.

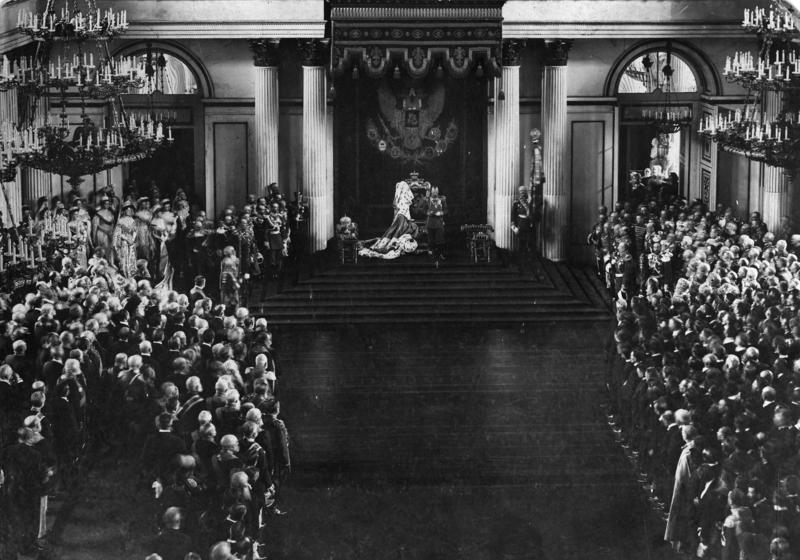
Zar Nikolaus II. eröffnet mit einer Thronrede das Parlament

- 10. Mai: Zar Nikolaus II. eröffnet mit einer Thronrede die gewählte erste Staatsduma im Russischen Kaiserreich in Sankt Petersburg.
- 14. Juni: Pogrom gegen Juden in Białystok
- 3. Juli: Im finnischen Parlament werden radikale Änderungen vorgenommen: Der mittelalterliche Vierständereichstag wird abgeschafft, an seine Stelle tritt der Reichstag (Eduskunta, mit nur einer Kammer), der nach dem Proporzwahlrecht bestellt wird. Frauen erhalten das Wahlrecht und dürfen nun auch in Ämter gewählt werden.
- 22. Juli: Zar Nikolaus II. löst die erste Duma nach kurzer Zeit auf; eine neue wird für März 1907 einberufen.
- 12. August: Ein Attentat auf den russischen Innenminister Pjotr Arkadjewitsch Stolypin fordert 27 Tote, er selbst überlebt.
- Der evangelische Propst des Rigaer Landsprengels, Ludwig Zimmermann, sowie die Pastoren Wilhelm Taurit, Alphons Fuchs, Albert Grühn und Julius Busch werden von Revolutionären getötet.

#### Österreich-Ungarn/Balkan
- 2. Januar: Das bulgarische Parlament genehmigt die Zollunion mit dem Königreich Serbien.
- 19. Februar: Die Ungarische Krise spitzt sich zu. Um die widerborstige Opposition im Reichstag in die Schranken zu weisen, wird auf Veranlassung von König Franz Joseph I. und dem am Parlament vorbei berufenen Ministerpräsidenten Géza Fejérváry das Budapester Parlamentsgebäude von der Honvéd besetzt.
- 7. Juli: Österreich-Ungarn weigert sich nunmehr, den Import von Vieh, Geflügel oder Agrarprodukten aus Serbien oder deren Transitverkehr zuzulassen. Der vom Zoll geführte Schweinekrieg soll das benachbarte Königreich Serbien politisch über wirtschaftliche Folgen unter Druck setzen.

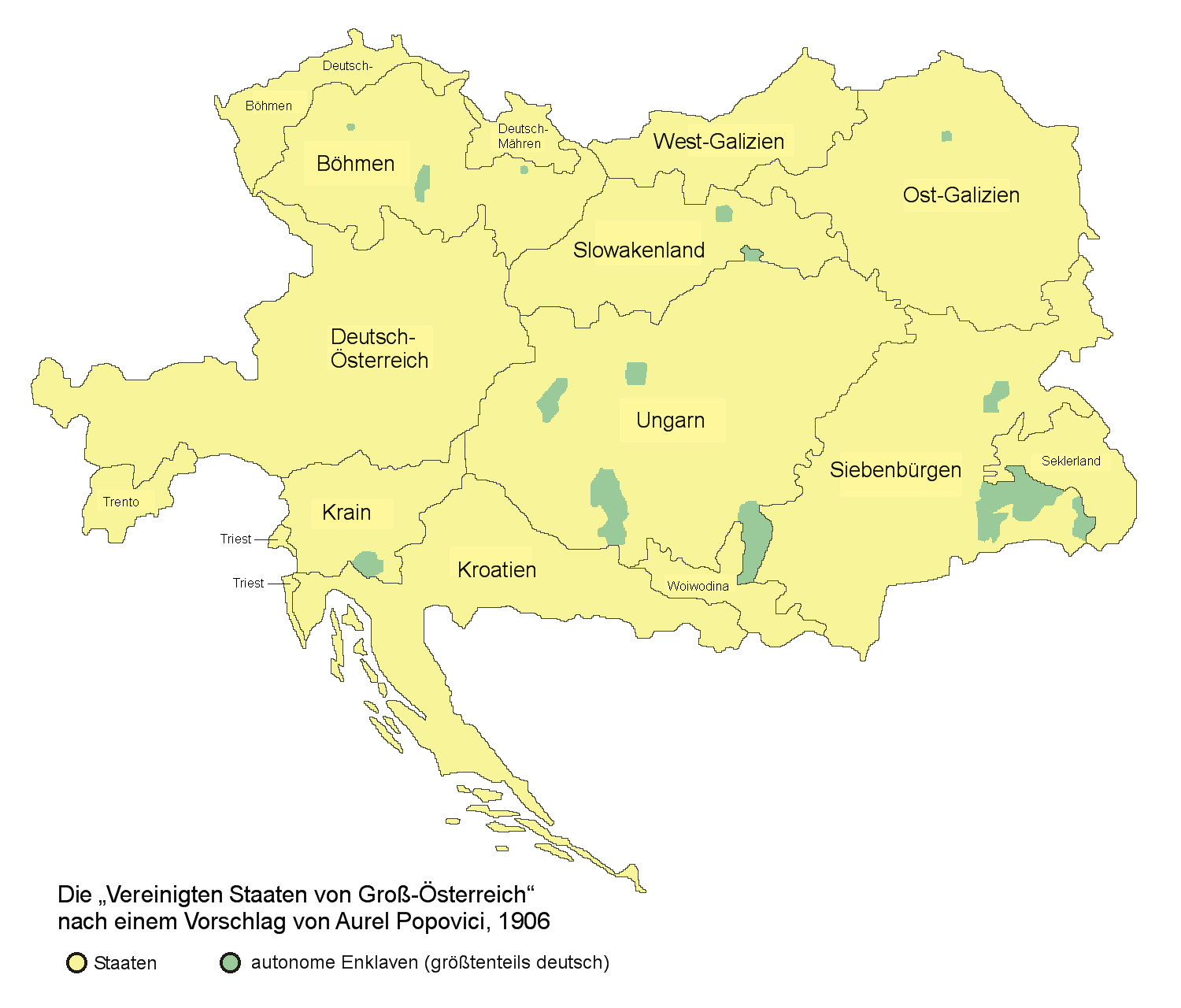
Vorschlag für die Vereinigten Staaten von Groß-Österreich durch Popovici

- Aurel Popovici veröffentlicht das Konzept der Vereinigten Staaten von Groß-Österreich, das von Thronfolger Erzherzog Franz Ferdinand von Österreich-Este unterstützt wird.

#### Frankreich
- 1. Januar: In Frankreich tritt das am 8. Dezember 1905 verabschiedete Gesetz über die Trennung von Kirche und Staat in Kraft.
- 17. Januar: Armand Fallières wird neuer französischer Staatspräsident.
- 12. Juli: Alfred Dreyfus wird – fast zwölf Jahre nach seiner Verurteilung in der Dreyfus-Affäre – rehabilitiert.

#### Weitere Ereignisse in Europa
- 1. Januar: Ludwig Forrer wird Bundespräsident der Schweiz.
- 29. Januar: Thronwechsel in Dänemark: auf den verstorbenen Christian IX. folgt Friedrich VIII.
- 12. Juni: Håkon VII. wird nach der Trennung der Personalunion mit Schweden zum ersten König des selbstständigen Königreichs Norwegen gekrönt.
- Der britische König Edward VII präsentiert in Portsmouth vor 50.000 Zuschauern das Schlachtschiff Dreadnought.

#### Afrika
- 16. Januar: Beginn der Algeciras-Konferenz
- 7. April: Mit Verabschiedung der Algeciras-Akte gelingt den Großmächten auf der Algeciras-Konferenz die Beilegung der Ersten Marokkokrise.

#### Asien
- 27. April: China und Großbritannien schließen einen Vertrag über Tibet.
- 5. August: Mozaffar ad-Din Schah unterzeichnet ein Dekret zur Schaffung eines Parlaments (Madschlis) im Iran.
- Wegen des wachsenden Einflusses der Hindus im Indischen Nationalkongress INC wird in Dhaka die Muslimliga gegründet.

#### Amerika
- 14. September: Infolge eines regierungsfeindlichen Aufstandes auf Kuba wird die Insel von amerikanischen Marineinfanteristen besetzt. Die Republik Kuba wird fortan direkt von den USA aus verwaltet.
- 9. November: Theodore Roosevelt unternimmt als erster amtierender US-Präsident eine Auslandsreise, die ihn zum im Bau befindlichen Panamakanal führt. Der Präsident wird von seiner Frau Edith begleitet.

### Wirtschaft

#### Messen und Ausstellungen
- 28. April: Die Weltausstellung 1906 in Mailand wird eröffnet. Sie findet anlässlich der Eröffnung des Simplontunnels statt und ist dem Thema Verkehr gewidmet.
- 20. Juni bis 6. Oktober: In Earls Court in London findet die Imperial Austrian Exhibition statt.

#### Unternehmensgründungen
- 15. März: Die zum Automobilbau entschlossenen Geschäftspartner Henry Royce und Charles Rolls lassen ihre gegründete Firma Rolls-Royce Limited in Manchester eintragen.
- 4. April: Die Glanzstoff Austria in St. Pölten wird feierlich eröffnet.
- 29. November: Vincenzo Lancia und sein Freund Claudio Fogolin gründen in Turin den Autohersteller Lancia.

#### Tourismus und Verkehr
- 24. Mai: Der Schweizer Hotelier César Ritz eröffnet nach dem Pariser Hôtel Ritz in London ein weiteres Hotel seines Namens, das als Neuheit in jeder Suite ein eigenes Badezimmer besitzt. Die Servicestandards und die luxuriöse Ausstattung des Hauses setzen landesweit Maßstäbe.
- 26. Mai: In London wird die Vauxhall Bridge über die Themse für den Verkehr freigegeben. Das neue Bauwerk ersetzt die zuvor abgerissene erste Brücke aus dem Jahr 1816.
- 19. Mai: Der von der Jura-Simplon-Bahn durch die Ingenieure Karl Brandau und Alfred Brandt begonnene Simplontunnel wird in Brig eingeweiht.
- 1. Juni: Die Eisenbahnstrecke zwischen dem schweizerischen Brig und dem italienischen Iselle di Trasquera durch den fast 20 km langen Simplontunnel wird in Betrieb genommen.
- 14. Juni: Stapellauf der Gneisenau in Bremen
- 28. Oktober: In Frankfurt am Main geht der letzte Abschnitt der Frankfurt-Offenbacher Trambahn, einer der ersten elektrischen Straßenbahn-Linien, sowie deren bahneigenes Kraftwerk, außer Betrieb und wird anschließend in das Streckennetz der Straßenbahn Frankfurt am Main integriert.

#### Sonstiges
- 1. Januar: Die Arbeit von Kindern unter 10 Jahren wird im Deutschen Reich in Familienbetrieben erlaubt.
- 15. Mai: Der Oberste Gerichtshof der USA eröffnet den Prozess gegen Standard Oil Company von John D. Rockefeller wegen Verstoßes gegen den Sherman Anti Trust Act.
- Ludwig Roselius aus Bremen lässt sich ein Verfahren zur Entkoffeinierung patentieren.

### Wissenschaft und Technik

#### Entdeckungsfahrten
- 31. August: Die Nordwestpassage ist durchfahren. Roald Amundsen trifft mit seiner Crew von sechs Leuten in Nome (Alaska) nach dreijähriger Forschungsfahrt mit dem Schiff Gjøa ein.

#### Naturwissenschaften und Medizin
- 1. August: Inbetriebnahme der Sternwarte Ondřejov (Tschechien)
- Marcello Pirani gibt die Konstruktion seines Manometers an.
- Theodore Lyman findet die nach ihm benannte Serie im Spektrum von Wasserstoff.
- Albert Einstein veröffentlicht seine Theorie der spezifischen Wärme (in: Annalen der Physik 22 (1906), 180–190, 800).
- Der Arzt Alois Alzheimer diagnostiziert erstmals an der Patientin Auguste D. die Alzheimer-Krankheit.
- Der britische Wetterdienst startet die Version einer Skala zur Klassifikation von Winden nach ihrer Geschwindigkeit mit 13 Stufen (inkl. 0), die als Beaufortskala bekannt wird.
- August von Wassermann entwickelt und veröffentlicht ein serologisches Verfahren zum Nachweis der Syphilis, den Wassermann-Test.

#### Aviation
- 12. September: Der Flug der Maschine des Dänen Jacob Ellehammer erreicht eine Weite von 42 m und gilt als erster erfolgreicher europäischer Motorflug.
- 23. Oktober: Alberto Santos Dumont führt mit seiner „14-bis“ einen Flug mit 50 Meter Weite durch und gewinnt so den Archdeacon-Preis für den ersten Motorflug über 25 Meter.

#### Schifffahrtstechnik

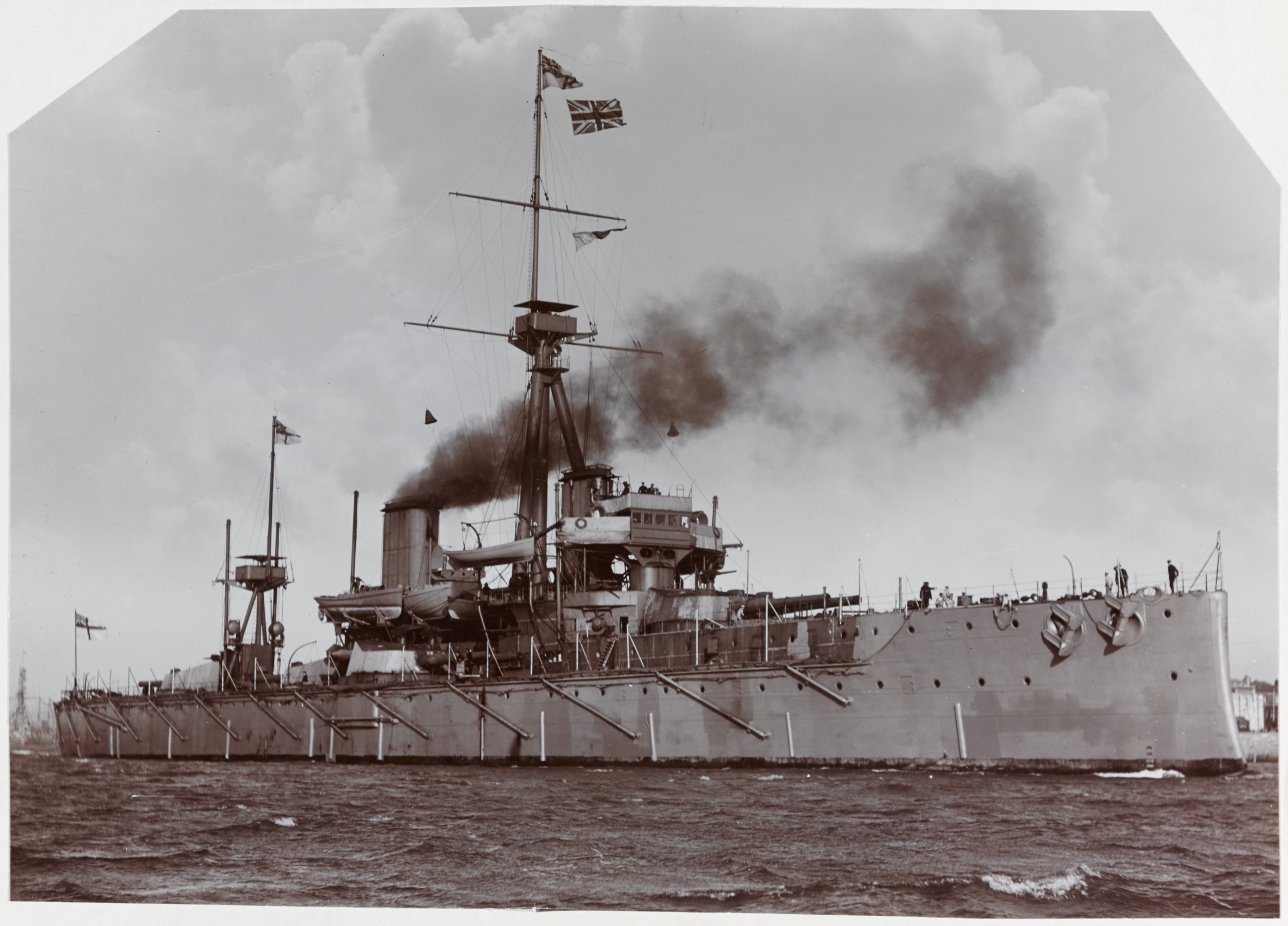
HMS Dreadnought

- 10. Februar: Die britische Dreadnought, das erste Großkampfschiff der Welt mit Einheitskaliber, läuft in Portsmouth vom Stapel.
- 3. August: In der Kieler Krupp Germaniawerft läuft mit U 1 das erste deutsche U-Boot vom Stapel.
- 14. Dezember: Indienststellung des ersten U-Boots der deutschen Kriegsmarine

#### Telegrafie
- 19. August: Einweihung der Großfunkstelle in Nauen
- 3. Oktober: Auf der Internationalen Funkkonferenz in Berlin wird das SOS an Stelle des bisherigen CQD zum internationalen Notrufsignal erklärt.
- 17. Oktober: Arthur Korn gelingt die telegrafische Übermittlung eines Bildes über 1800 km.
- 24. Dezember: Der kanadische Rundfunkpionier Reginald Fessenden sendet mit einem Alexanderson-Alternator die weltweit erste drahtlose Musik- und Sprachübertragung gemischten Inhalts.

#### Weitere technische Errungenschaften
- 8. Oktober: Eine vom deutschen Friseur Karl Ludwig Nessler gebaute Apparatur, mit deren Hilfe Dauerwellen erstellt werden können, wird von ihm in London vorgeführt.
- Ernest Archdeacon konstruiert das Propeller-Motorrad.

### Kultur

#### Architektur
- 24. Juni: Die nach Plänen von Georg von Hauberrisser im neugotischen Stil errichtete Pfarrkirche St. Paul in München wird nach 14-jähriger Bauzeit durch Erzbischof Franz Joseph von Stein in Anwesenheit des Erzbischofs von Bamberg, Friedrich Philipp von Abert, und des fast vollständigen Wittelsbacher Königshauses unter Prinzregent Luitpold eingeweiht.

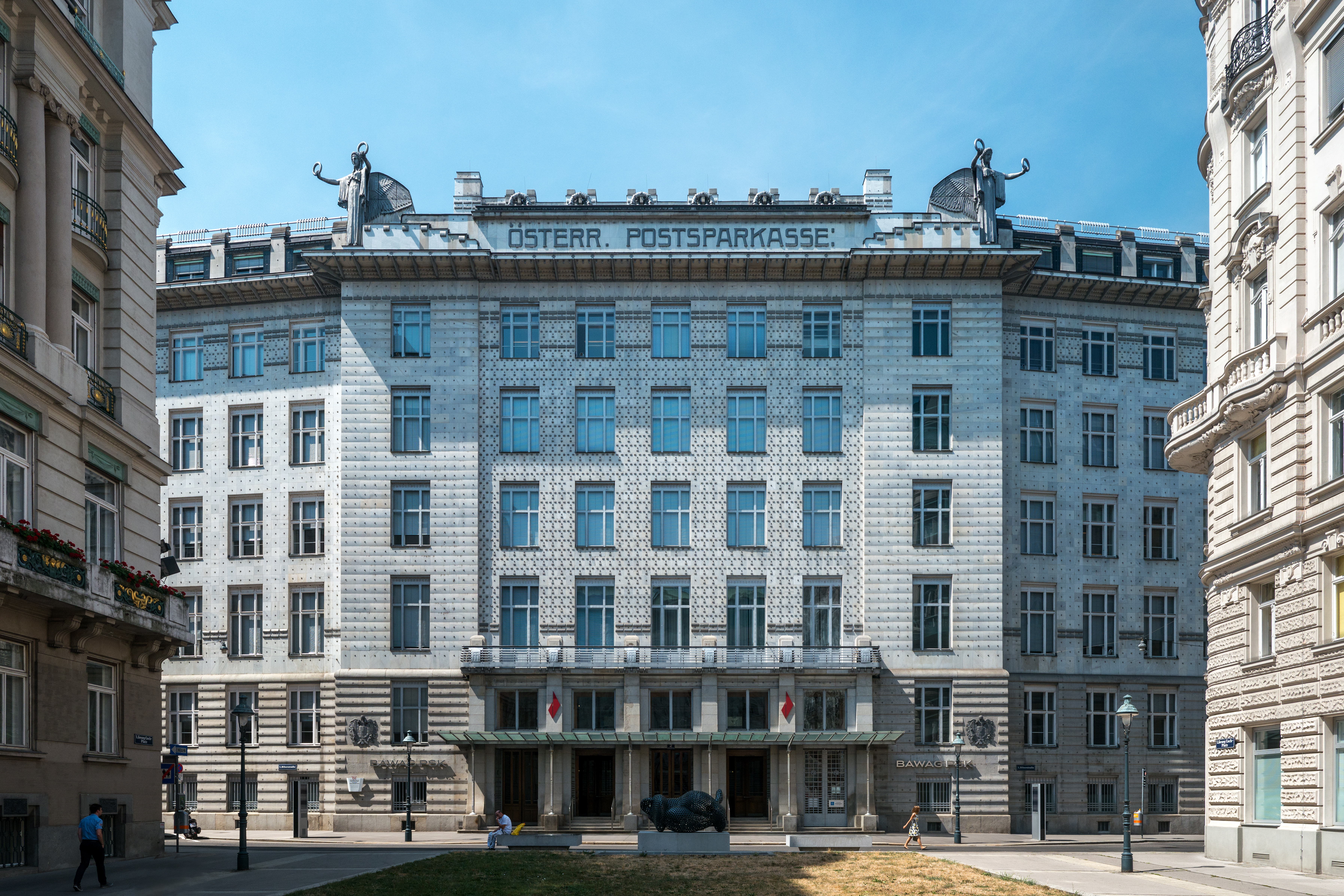
Die Wiener Postsparkasse

- 17. Dezember: Das von Otto Wagner im Jugendstil entworfene k.k. Postsparcassen-Amt in Wien wird eröffnet.

#### Bildende Kunst

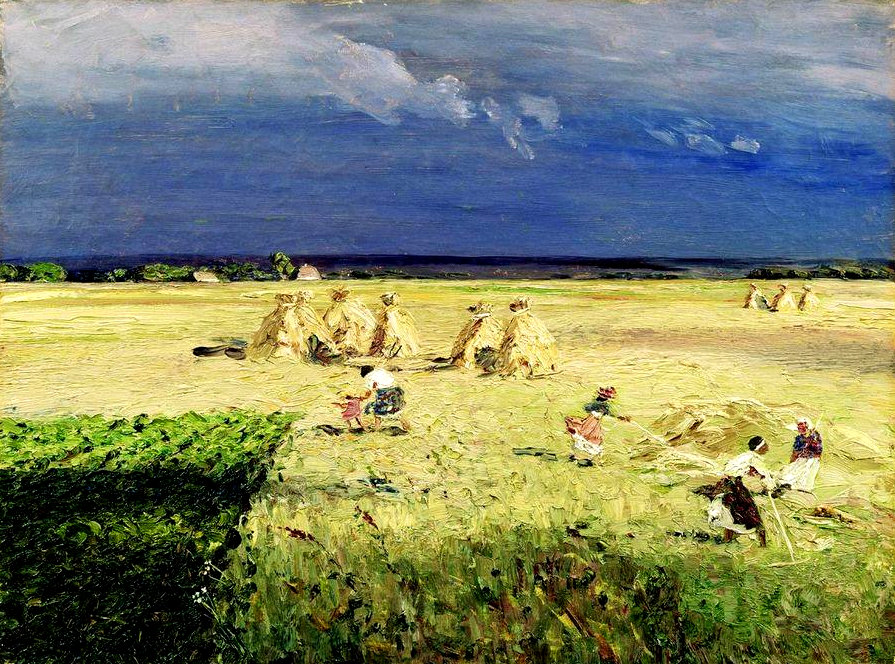
Nikolai Nikanorowitsch Dubowski: Ernte
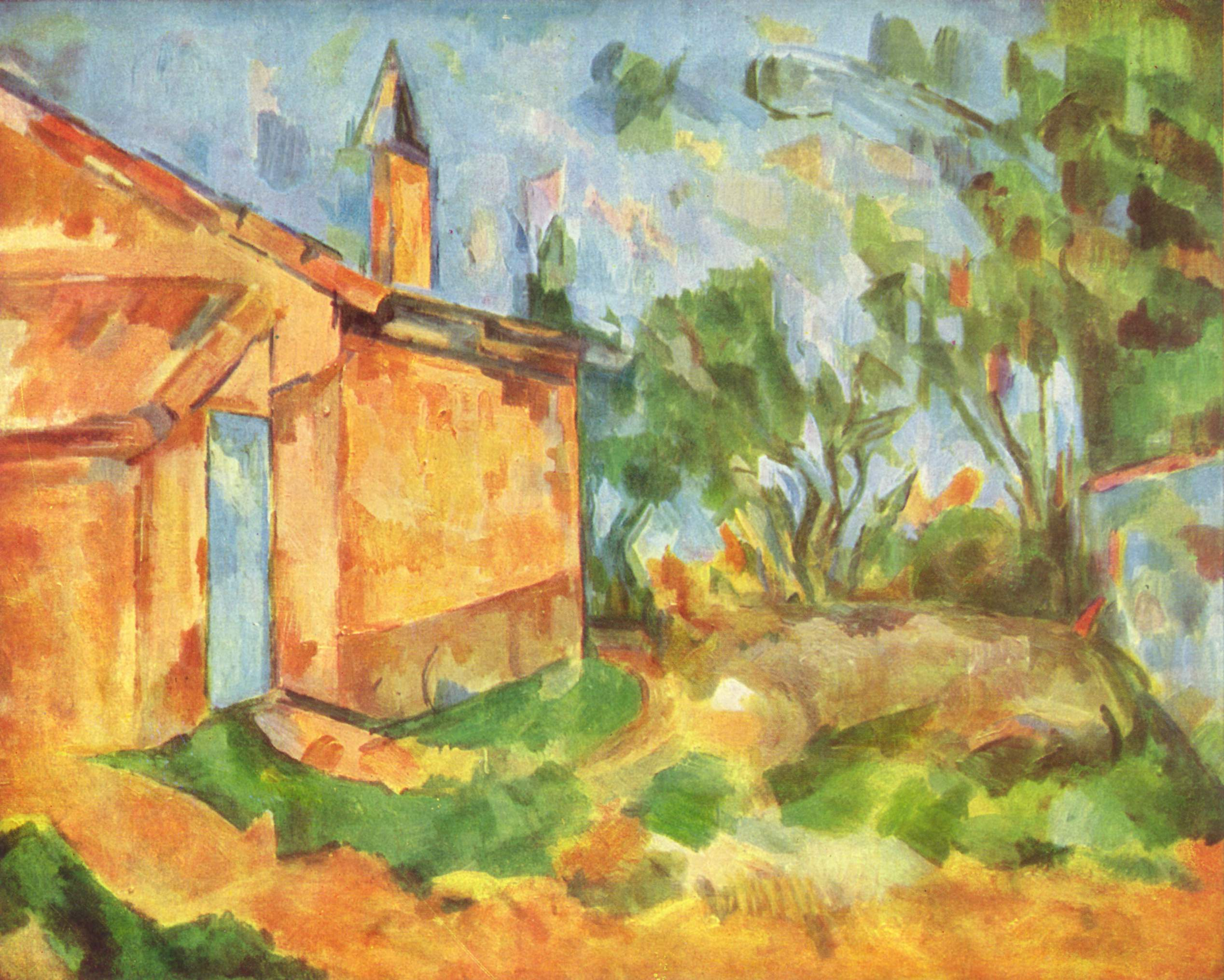
Paul Cézanne: Die Hütte Jourdans
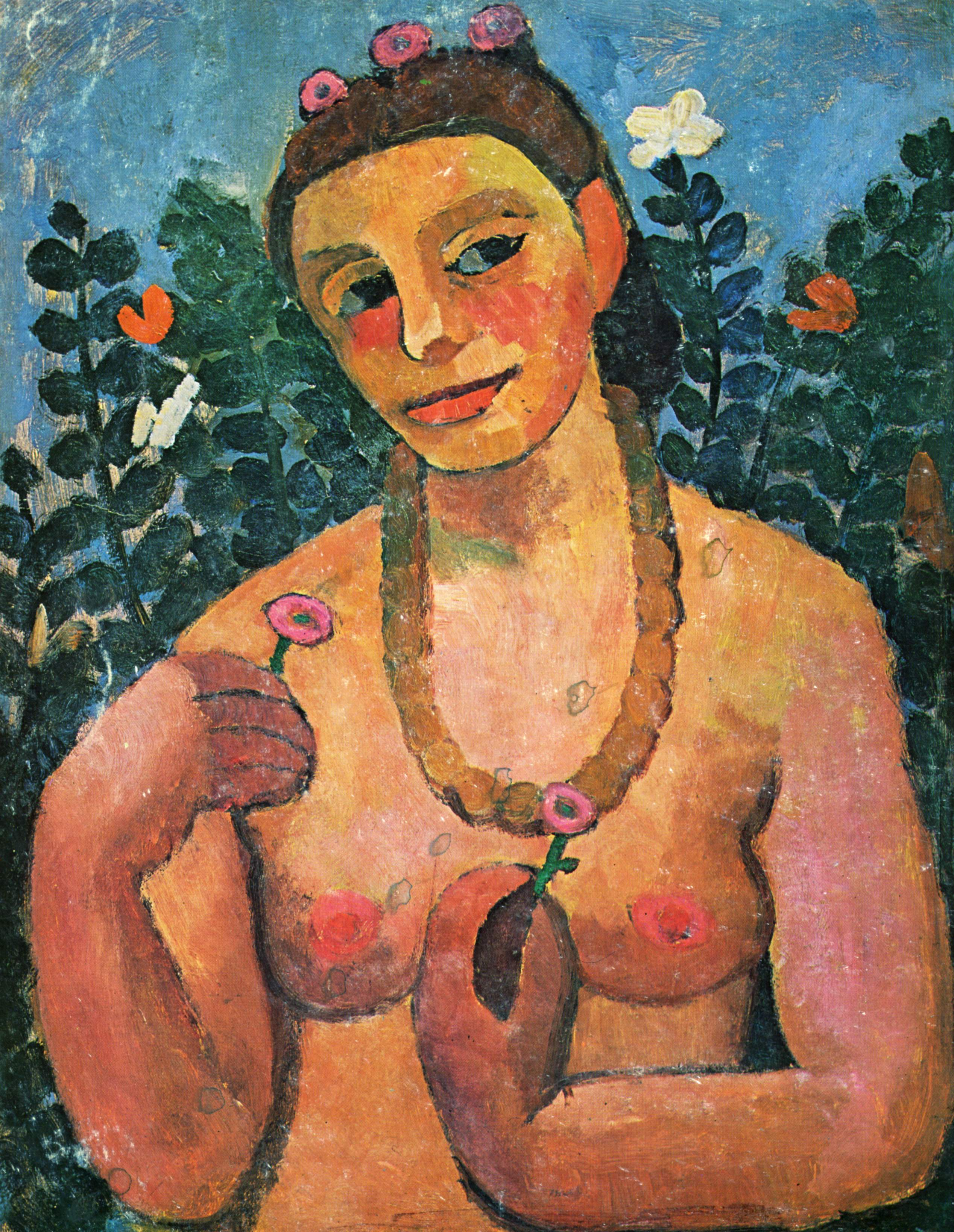
Paula Modersohn-Becker: Selbstporträt

- 24. September: Die expressionistische Künstlervereinigung Brücke veranstaltet ihre erste Ausstellung in Dresden. Sie findet beim heimischen Publikum wenig Anklang.
- 27. September: In Braunschweig wird der Eulenspiegel-Brunnen enthüllt.

Kaplumbağa Terbiyecisi – Der Schildkrötenerzieher

- Der osmanische Maler Osman Hamdi Bey malt sein berühmtestes Bild, Kaplumbağa Terbiyecisi – Der Schildkrötenerzieher.
- Franz Marc malt in Öl auf Leinwand auf Pappe das Gemälde Zwei Frauen am Berg, ein Porträt der Malerinnen Marie Schnür und Maria Franck.

#### Musik und Theater

##### Sprechtheater
- 19. Januar: UA des Dramas Und Pippa tanzt! von Gerhart Hauptmann in Berlin
- 14. Juli: UA des Dramas Der Arzt am Scheideweg von George Bernard Shaw in London
- 20. November: Unter der Regie von Max Reinhardt findet an den Berliner Kammerspielen die Uraufführung von Frank Wedekinds Drama Frühlings Erwachen statt, das von diesem bereits 1891 fertiggestellt worden ist.
- 24. November: Das Drama Feinde von Maxim Gorki wird unter der Regie von Victor Barnowsky am Kleinen Theater in Berlin uraufgeführt. Das Stück, das in Russland Aufführungsverbot hat, wird nach der letzten Vorstellung am 7. Dezember auch in Deutschland verboten.
- 30. Dezember: UA des mit Marionetten unterstützten Theaterstückes Die Schaubude von Alexander Blok in Sankt Petersburg

##### Musiktheater
- 24. Januar: Am Bolschoi-Theater in Moskau werden die beiden einaktigen Opern Der geizige Ritter und Francesca da Rimini von Sergei Wassiljewitsch Rachmaninow unter der Leitung des Komponisten uraufgeführt.
- 19. März: Das Musikalische Lustspiel Die vier Grobiane ( I quatro rusteghi) von Ermanno Wolf-Ferrari wird in deutscher Sprache an der Bayerischen Staatsoper in München uraufgeführt. Das Werk, dessen venezianisches und deutsches Libretto auf einer Komödie von Carlo Goldoni beruht, ist der Versuch einer Wiederbelebung der Opera buffa. Die Oper wird zum meistgespielten Werk des Komponisten und kommt noch im gleichen Jahr am Theater des Westens in Berlin zur Aufführung.
- 31. Oktober: Die Uraufführung der Oper Ariane von Jules Massenet mit einem Libretto von Catulle Mendès findet im Palais Garnier in Paris statt. Interpretin der Titelpartie ist Lucienne Bréval.
- 11. November: Die Uraufführung der Oper Maskarade von Carl Nielsen mit einem Libretto von Vilhelm Andersen, dem eine Komödie von Ludvig Holberg zugrunde liegt, erfolgt am Königlich Dänischen Theater in Kopenhagen unter der Leitung des Komponisten. Sie gilt heute als Nationaloper Dänemarks.
- 1. Dezember: Die Uraufführung der Kinderoperette Peter und Paul reisen ins Schlaraffenland von Franz Lehár findet im Kabarett Hölle im Theater an der Wien in Wien statt.
- 11. Dezember: Die Kinderoper Das Christ-Elflein von Hans Pfitzner auf das Libretto von Ilse von Stach hat unter der Leitung von Felix Mottl ihre Uraufführung an der Hofoper in München, nachdem bereits am 23. November eine erste Aufführung der Ouvertüre in Berlin unter Emil Nikolaus von Reznicek erfolgt ist. Die erste Fassung wird ein Misserfolg.

##### Instrumentalmusik
- 6. Januar: Die Klavierstücke Miroirs (Spiegelbilder) von Maurice Ravel werden von dem mit Ravel befreundeten Pianisten Ricardo Viñes in Paris uraufgeführt. Das Werk gehört zu den Schlüsselwerken des französischen Impressionismus, die für dieses Instrument komponiert wurden. Alle Stücke sind technisch außerordentlich anspruchsvoll und von einem virtuosen Klaviersatz geprägt.
- 27. Mai: Die 6. Sinfonie („Tragische Sinfonie“) von Gustav Mahler wird im Essener Saalbau als Höhepunkt des Tonkünstlerfestes des Allgemeinen deutschen Musikvereins unter Leitung des Komponisten uraufgeführt.
- Der deutsche Komponist Hermann Ludwig Blankenburg gewinnt mit dem Marsch Abschied der Gladiatoren den Kompositionswettbewerb des Musikverlages Boosey & Hawkes.

#### Sonstiges
- 3. März: Das Naturkundemuseum Leipzig wird gegründet.
- 21. Juni: Der französische Kardinal François-Désiré Mathieu wird Vorsitzender der Académie française.
- 13. November: Grundsteinlegung zum Deutschen Museum in München

### Gesellschaft
- 15. April: In Kairo wird die Armenische Allgemeine Wohltätigkeitsunion gegründet.
- 25. Juni: Der US-amerikanische Architekt Stanford White wird in einem Eifersuchtsanfall vom Millionär Harry Kendall Thaw auf dem Dach des zweiten Madison Square Gardens in New York City erschossen.
- 2. November: In Wien kommt unter großem Medieninteresse der sogenannte Riehl-Skandal vor Gericht. Die Hauptangeklagte Regine Riehl, eine Bordellbetreiberin, wird wegen Freiheitsberaubung an den von ihr beschäftigten Frauen zu einer Kerkerstrafe von dreieinhalb Jahren verurteilt.

### Religion
- 28. Juli: In der in italienischer Sprache abgefassten Enzyklika Pieni l’animo äußert sich Papst Pius X. über den Geist des Gehorsams und wendet sich dabei an den Klerus in Italien.
- 10. August: In der an die französische Bischofskonferenz gerichteten Enzyklika Gravissimo officii munere lehnt Papst Pius X. die Zugehörigkeit von Anbetungsvereinen und Kultvereinigungen, wie sie der französische Staat zulässt, zur Kirche nachdrücklich ab.

### Katastrophen

#### Erdbeben
- 31. Januar: Ein Erdbeben der Stärke 8,8 mit anschließendem Tsunami in Kolumbien und Ecuador fordert etwa 400 bis 1.000 Tote.
- 16. März: Ein Erdbeben der Stärke 7,1 in Kagi, Taiwan, fordert etwa 1.300 Menschenleben.

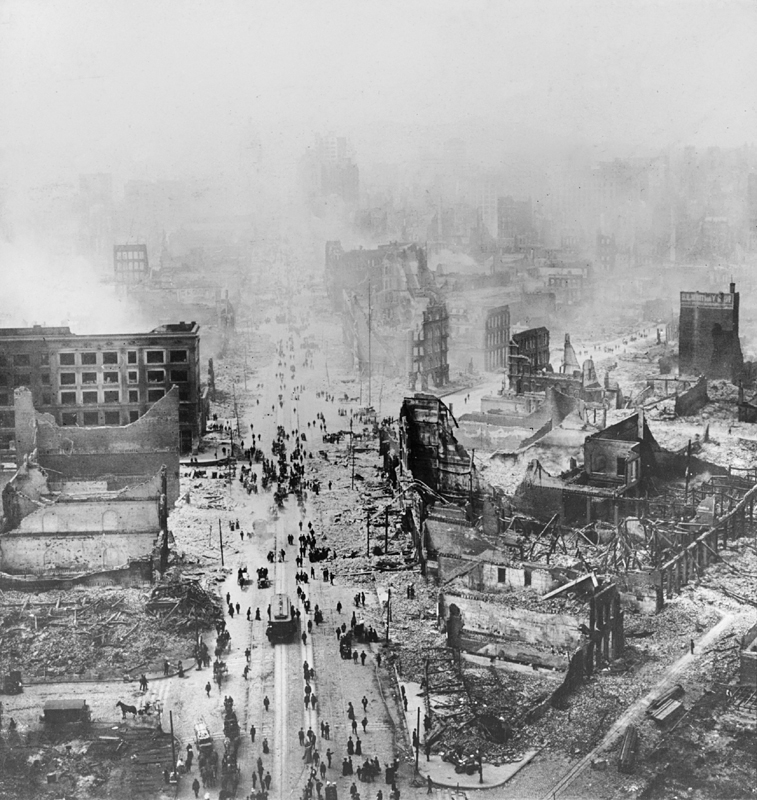
Die Market Street nach dem Erdbeben

- 18. April: Bei einem schweren Erdbeben der geschätzten Stärke 7,8 und den daraus resultierenden Bränden wird die kalifornische Stadt San Francisco verwüstet. Dabei sterben zwischen 700 und 3.000 Menschen, rund 20.000 werden obdachlos. Auf der San-Andreas-Verwerfung entsteht eine deutliche Bruchlinie.

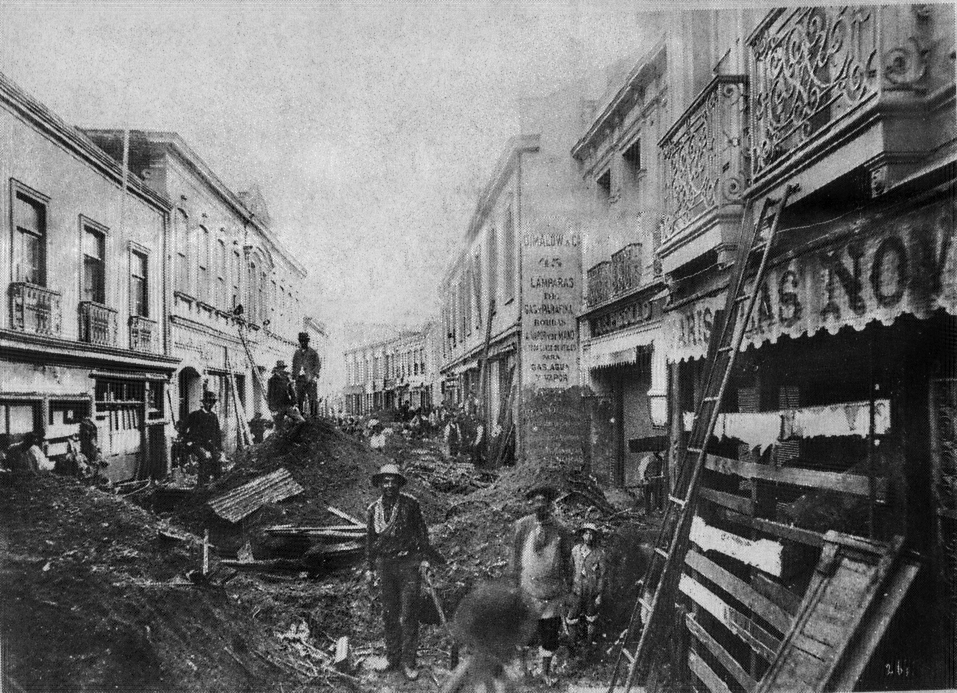
Zerstörungen nach dem Erdbeben in Valparaiso

- 16. August: Ein Erdbeben der Stärke 8,2 auf der Richterskala erschüttert Valparaíso, Chile; rund 4000 Menschen kommen ums Leben.

#### Weitere Naturkatastrophen
- 4.–22. April: Der Vesuv hat seinen schwersten Ausbruch seit 1631. Die Eruption, der seit 1904 Schlackenauswürfe vorangingen, fördert bei ihrem Höhepunkt am 8. April Aschen bis in 1300 m Höhe. Die Kegelspitze des Berges wird gekappt und der Vulkan büßt etwa 200 Meter an Höhe ein. Der Einsturz der Kirche in San Giuseppe Vesuviano kostet 105 Menschenleben.
- 18. September: Hongkong wird von einem Taifun mit anschließender Flutwelle heimgesucht, was etwa 10.000 Menschen das Leben kostet.

#### Schiffskatastrophen

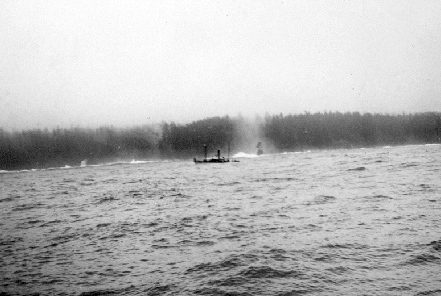
Die gestrandete Valencia

- 22. Januar: Der amerikanische Passagierdampfer Valencia kollidiert bei schwerer See vor Vancouver Island mit einem Riff. Wegen der schlechten Wetterverhältnisse und der aufgewühlten See können Rettungsschiffe nichts für die Schiffbrüchigen tun. 136 Menschen kommen ums Leben. Es handelt sich um eines der schwersten Schiffsunglücke im pazifischen Nordwesten.
- 4. August: Der italienische Passagierdampfer Sirio rammt vor Cabo de Palos an der Südküste Spaniens ein Riff, kentert und sinkt innerhalb weniger Minuten. 442 Passagiere und Besatzungsmitglieder ertrinken. Es handelt sich um eine der größten Tragödien in der Geschichte der italienischen Dampfschifffahrt.
- 18. November: Bei der Kollision der Fähre Dix mit dem Schoner Jeanie kommen im Puget Sound 45 Menschen, mehr als die Hälfte der Menschen an Bord der Dix, ums Leben.

#### Einsturz von Bauwerken

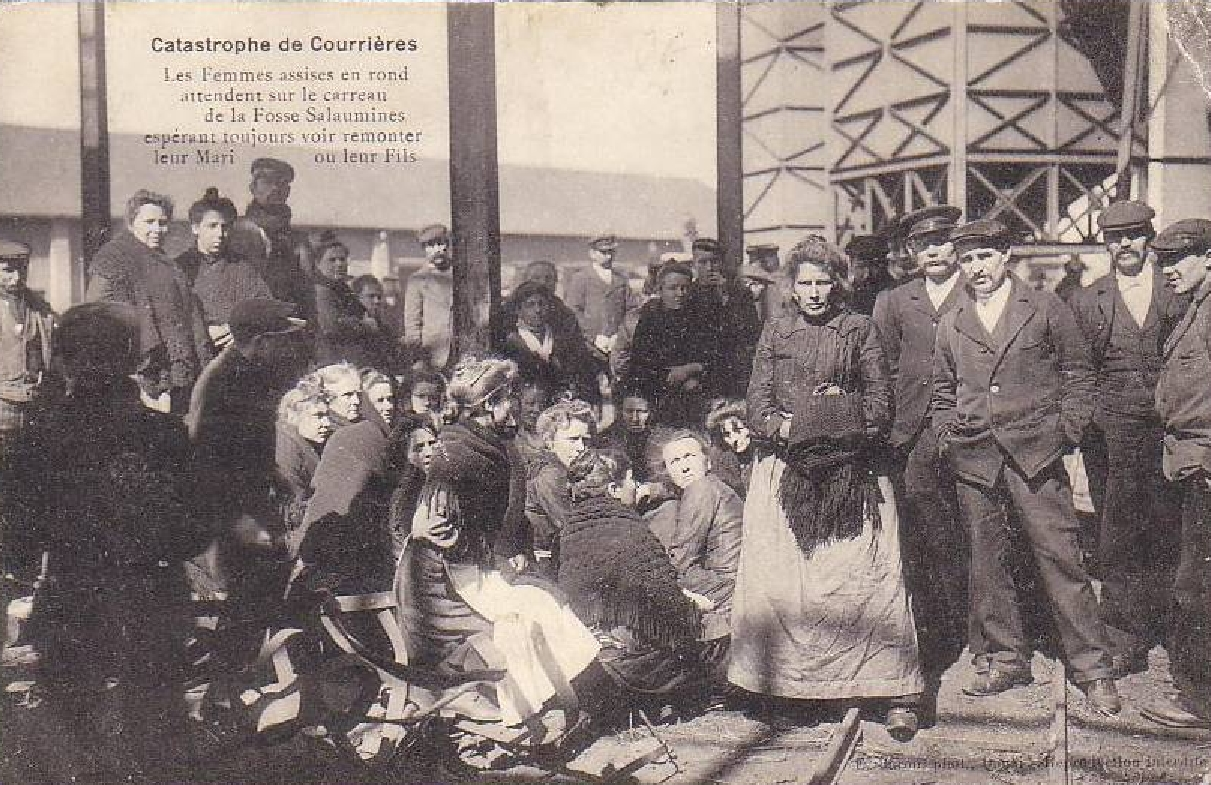
Angehörige warten auf die Bergung der Bergleute

- 10. März: Eine Kohlenstaubexplosion löst das Grubenunglück von Courrières in Nordfrankreich aus, dem 1.099 Menschen, darunter auch zahlreiche Kinder, zum Opfer fallen. Durch die Gewalt der Explosion werden Fördertürme und Schächte beschädigt. Ungefähr 600 unter Tage eingeschlossene Bergleute können in den nächsten Wochen gerettet werden. Es handelt sich um das schlimmste Grubenunglück in der Geschichte Europas. Bei den Begräbnissen kommt es zu Protestkundgebungen gegen die Betreibergesellschaft, die beschuldigt wird, bewusst die Öffnung der blockierten Schächte zu verzögern, um damit die Lagerstättenverluste einzugrenzen.

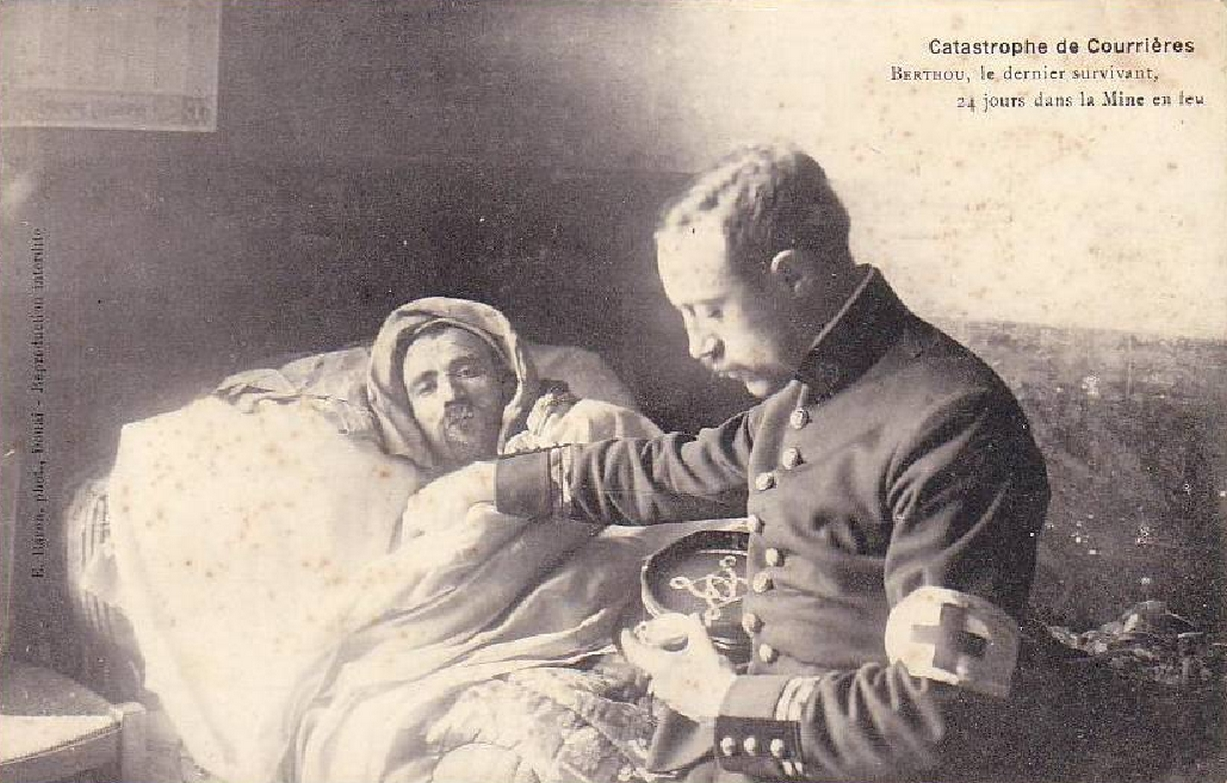
Der gerettete Bergmann Auguste Berton

- 4. April: 24 Tage nach dem großen Grubenunglück von Courrières wird der letzte Überlebende, Auguste Berton, gerettet.

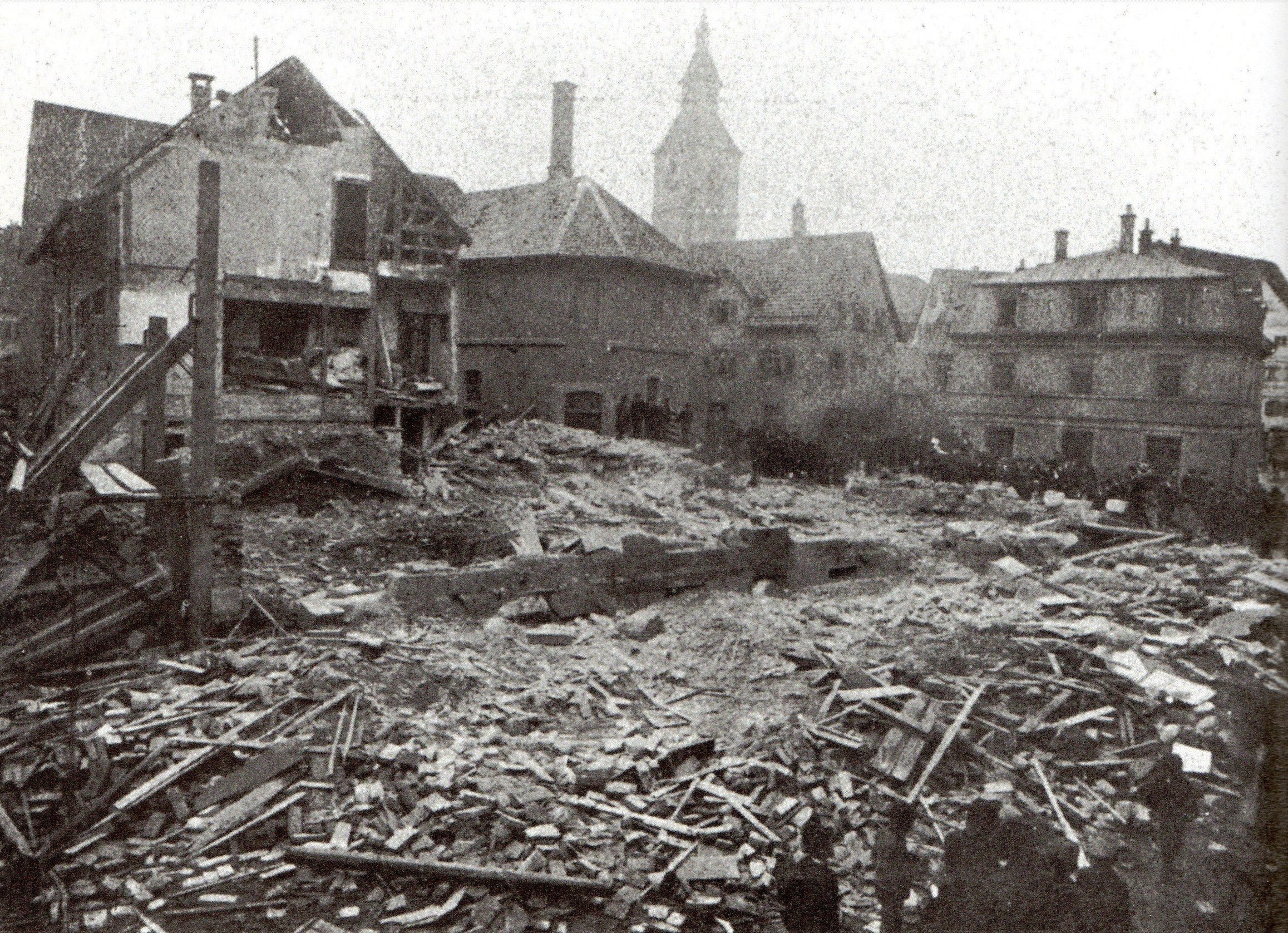
Der eingestürzte Gasthof

- 5. April: Die Hirsch-Katastrophe ereignet sich bei dem Versuch, das Gasthaus „Hirsch“ in Nagold anzuheben, und fordert über 50 Todesopfer. Der verantwortliche Bauunternehmer Erasmus Rückgauer wird im Oktober zu sechs Monaten Haft verurteilt.

Kleinere Unglücksfälle sind in den Unterartikeln von Katastrophe und in der Liste von Katastrophen aufgeführt.

### Natur und Umwelt

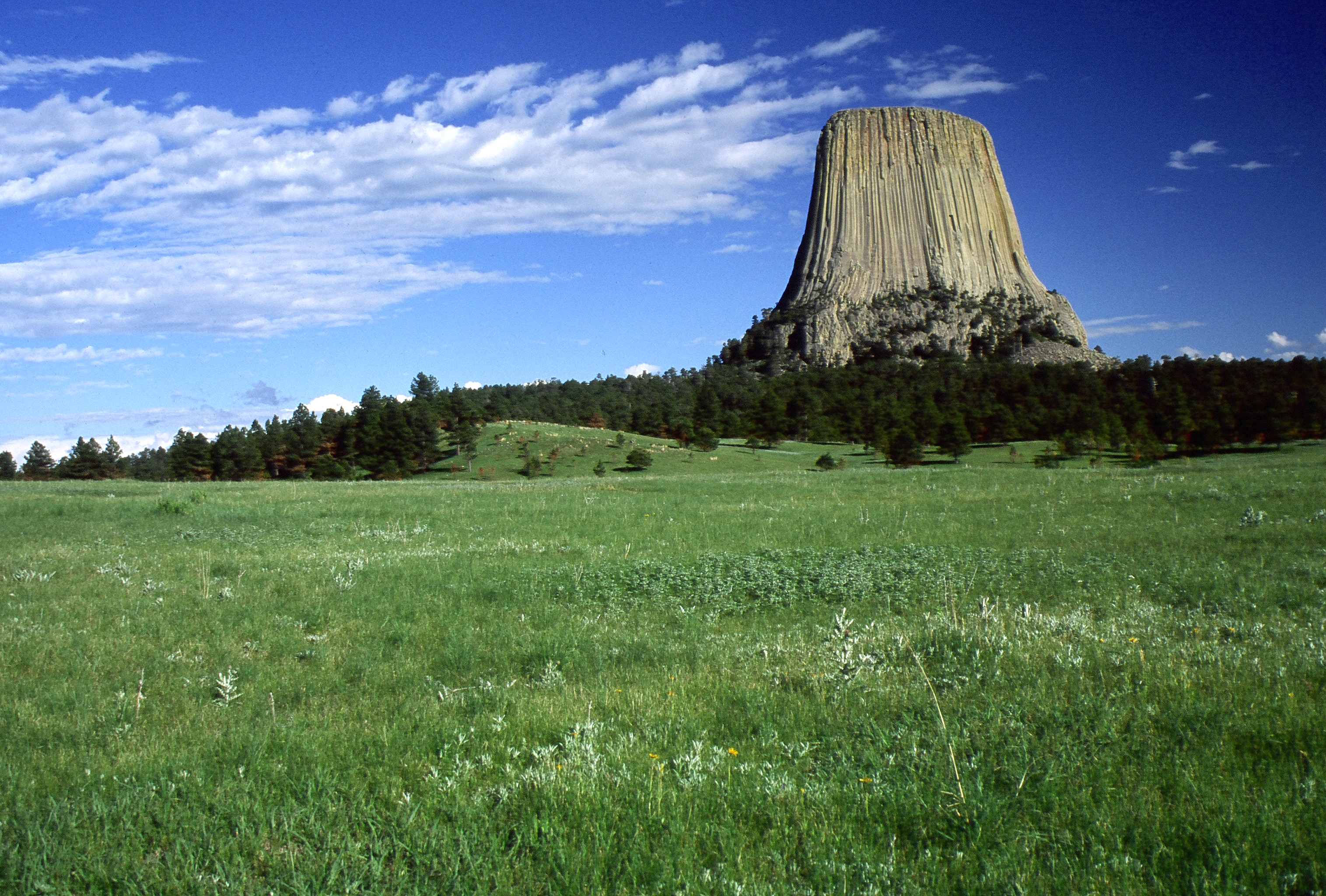
Devils Tower

- 24. September: Der Devils Tower wird durch Präsident Theodore Roosevelt gemäß dem neuen Antiquities Act als erstes National Monument der Vereinigten Staaten ausgewiesen.

### Sport

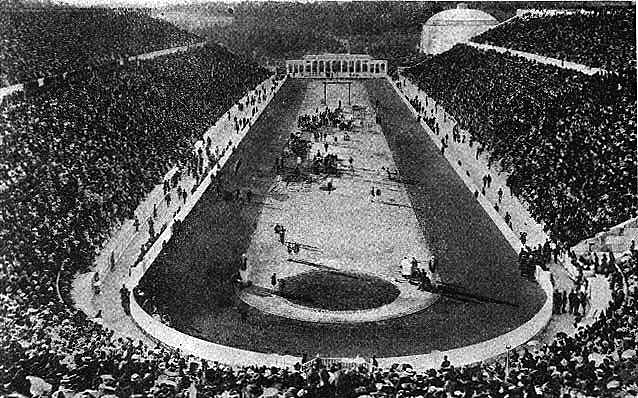
Das Panathinaiko-Stadion 1906

- 22. April: Kronprinz Konstantin von Griechenland eröffnet in Athen die Olympischen Zwischenspiele, die vom Internationalen Olympischen Komitee bis heute nicht als offizielle Olympische Sommerspiele anerkannt werden, obwohl sie für die olympische Idee sehr förderlich waren. Sie dauern bis zum 2. Mai. Erfolgreichstes Land bei den Spielen wird Frankreich mit 40 Medaillen, erfolgreichster Athlet der Schweizer Sportschütze Louis-Marcel Richardet. Einige noch heute gebräuchliche Zeremonien, wie etwa der Einmarsch der Nationen, gehen auf diese Spiele zurück.
- 30. April: Schüler des heutigen Johann-Conrad-Schlaun-Gymnasiums gründen den SC Preußen 06 e. V. Münster.
- 6. Mai: An der ersten Targa Florio, einem Langstreckenrennen auf öffentlichen Bergstraßen in Sizilien, nehmen zehn Automobile teil. Sieger wird der Italiener Alessandro Cagno.
- 13. Juni: Der polnische Sportverein KS Cracovia wird in Krakau gegründet.
- 26. Juni: Erstes Grand-Prix-Rennen in Le Mans; der Sieger erreicht 101 km/h
- 1. Juli: Der portugiesische Sportclub Sporting Lissabon (Sporting Lisboa) wird gegründet.

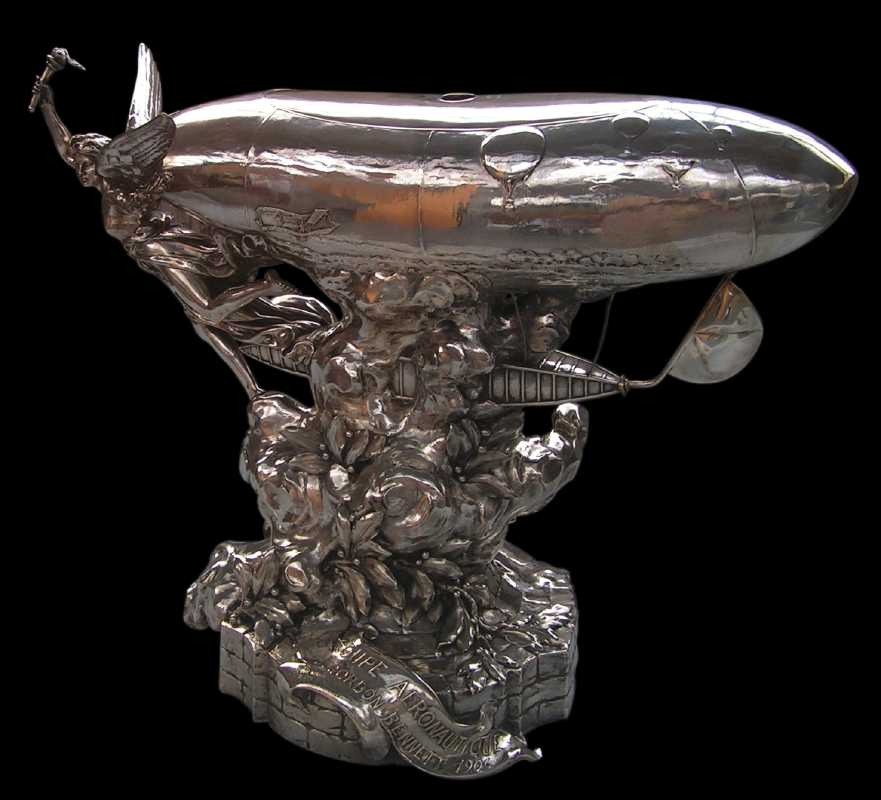
Der Pokal von 1906

- 30. September: Auf Initiative des Sportenthusiasten James Gordon Bennett junior wird in Paris erstmals der Coupe Aéronautique Gordon Bennett durchgeführt, eine Wettfahrt für Gasballone.
- 3. Dezember: Der italienische Fußballverein FC Turin wird gegründet.

Einträge von Leichtathletik-Weltrekorden siehe unter der jeweiligen Disziplin unter Leichtathletik.

### Nobelpreise
| Preis                                   | Person                              | Land                                                                 | Begründung für die Preisvergabe | Bild                   |
| --------------------------------------- | ----------------------------------- | -------------------------------------------------------------------- | --- | ---------------------- |
| Nobelpreis für Physik                   | Joseph John Thomson (1856–1940)     | Vereinigtes Königreich                                               | „als Anerkennung des großen Verdienstes, den er sich durch seine theoretischen und experimentellen Untersuchungen über den Durchgang der Elektrizität durch Gase erworben hat“                                                                          | Joseph John Thomson    |
| Nobelpreis für Chemie                   | Henri Moissan (1852–1907)           | Frankreich                                                           | „als Anerkennung des großen Verdienstes, den er sich durch seine Untersuchung und Isolierung des Elements Fluor sowie durch die Einführung des nach ihm benannten elektrischen Ofens in den Dienst der Wissenschaft erworben hat“                       | Henri Moissan          |
| Nobelpreis für Physiologie oder Medizin | Camillo Golgi (1843 oder 1844–1926) | Königreich Italien                                                   | „in Anerkennung ihrer Arbeiten über die Struktur des Nervensystems“ | Camillo Golgi          |
| Nobelpreis für Physiologie oder Medizin | Santiago Ramón y Cajal (1852–1934)  | Spanien                                                              | „in Anerkennung ihrer Arbeiten über die Struktur des Nervensystems“ | Santiago Ramón y Cajal |
| Nobelpreis für Literatur                | Giosuè Carducci (1835–1907)         | Königreich Italien (geboren in Valdicastello, Großherzogtum Toskana) | „nicht nur in Anerkennung seiner reichen Gelehrsamkeit und seiner kritischen Forschungen, sondern vor allem als eine Huldigung für die plastische Energie, die Frische des Stils und die lyrische Kraft, die seine poetischen Meisterwerke auszeichnen“ | Giosuè Carducci        |
| Friedensnobelpreis                      | Theodore Roosevelt (1858–1919)      | Vereinigte Staaten                                                   | vermittelte beim Friedensvertrag zwischen Russland und Japan 1905 | Theodore Roosevelt     |

## Geboren

### Januar
- 01. Januar: Emanuel Larisch, deutscher Politiker und Widerstandskämpfer gegen den Nationalsozialismus († 1944)
- 03. Januar: Lothar König, deutscher Jesuit und im Widerstand gegen den Nationalsozialismus aktiv († 1946)
- 03. Januar: William Wilson Morgan, US-amerikanischer Astronom († 1994)
- 04. Januar: Stefan Rachoń, polnischer Geiger und Dirigent († 2001)
- 04. Januar: Walter Reuter, deutscher Fotograf und Widerstandskämpfer, Spanienkämpfer († 2005)

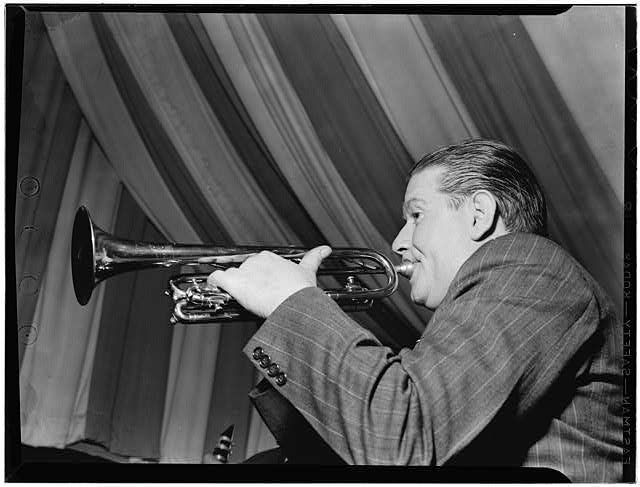
Wild Bill Davison

- 05. Januar: Jean-Georges Branche, französischer Automobilrennfahrer († 1973)
- 05. Januar: Wild Bill Davison, US-amerikanischer Jazz-Kornettist († 1989)
- 05. Januar: Matsumoto Takashi, japanischer Schriftsteller († 1956)
- 06. Januar: Hans Berger, deutscher Boxer († 1973)
- 06. Januar: Eberhard Wolfgang Möller, deutscher Schriftsteller und Dramatiker († 1972)
- 06. Januar: Arie van der Pluym, niederländischer Motorradrennfahrer († 1934)
- 06. Januar: George Ledyard Stebbins, US-amerikanischer Biologe, Botaniker († 2000)
- 09. Januar: Karl Bruckner, österreichischer Schriftsteller († 1982)
- 10. Januar: Edmund Collein, deutscher Architekt († 1992)

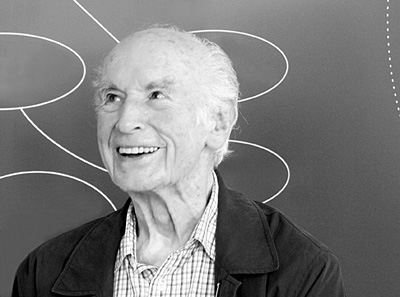
Albert Hofmann, 2006 im Alter von 100 Jahren

- 11. Januar: Albert Hofmann, Schweizer Chemiker, Entdecker des LSD († 2008)
- 12. Januar: Emmanuel Levinas, französischer Philosoph († 1995)
- 13. Januar: Witali Abalakow, sowjetischer Bergsteiger († 1986)
- 13. Januar: Zhou Youguang, chinesischer Linguist († 2017)
- 14. Januar: William Bendix, US-amerikanischer Schauspieler († 1964)

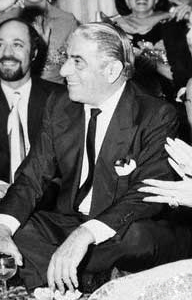
Aristoteles Onassis, um 1970

- 15. Januar: Aristoteles Onassis, griechischer Reeder († 1975)
- 15. Januar: Alessandro Cicognini, italienischer Filmkomponist († 1995)
- 17. Januar: Guillermo Stábile, argentinischer Fußballspieler († 1966)
- 18. Januar: Hans Aeschbacher, Schweizer Maler und Bildhauer († 1980)
- 19. Januar: Heinz Ansmann, deutscher Bankier († 1999)
- 19. Januar: Lilian Harvey, deutsche Schauspielerin und Sängerin († 1968)
- 19. Januar: Sarry Karryjew, sowjetischer Filmschauspieler († 1986)
- 21. Januar: Károly Bolberitz, ungarischer Ingenieur († 1978)
- 21. Januar: Igor Moissejew, russischer Balletttänzer und Choreograf († 2007)
- 22. Januar: Robert E. Howard, US-amerikanischer Fantasy-Schriftsteller († 1936)
- 23. Januar: Erwin Bünning, deutscher Botaniker und Pflanzenphysiologe († 1990)
- 24. Januar: Howell Glynne, walisischer Opernsänger und Gesangspädagoge († 1969)
- 25. Januar: Toni Ulmen, deutscher Motorrad- und Automobilrennfahrer († 1976)
- 26. Januar: Guglielmo Sandri italienischer Automobil- und Motorradrennfahrer († 1961)
- 27. Januar: Matthias Auckenthaler, österreichischer Alpinist († 1936)
- 27. Januar: Karl Ludwig Gerok, deutscher Organist, Komponist und Autor († 1975)
- 27. Januar: Radamés Gnattali, brasilianischer Musiker und Komponist († 1988)
- 29. Januar: Heinrich Bredt, deutscher Arzt († 1989)
- 30. Januar: Carl Merz, österreichischer Kabarettist und Schriftsteller († 1979)
- 31. Januar: Benjamin Frankel, britischer Komponist († 1973)
- 31. Januar: Roosevelt Sykes, US-amerikanischer Blues-Musiker († 1983)

### Februar
- 01. Februar: Edwin Rausch, deutscher Psychologe und Gestalttheoretiker († 1994)
- 01. Februar: Hildegarde Sell, US-amerikanische Kabarett-Sängerin († 2005)
- 02. Februar: LeRoy Hagen Anderson, US-amerikanischer Politiker († 1991)
- 02. Februar: Felix Lützkendorf, deutscher Drehbuchautor († 1990)
- 02. Februar: Albert Matter, Schweizer Bankmanager und Jurist († 1992)
- 02. Februar: Egidio Vagnozzi, Kardinal der römisch-katholischen Kirche († 1980)
- 03. Februar: George Adamson, britischer Naturforscher († 1989)
- 03. Februar: Ludvig Nielsen, norwegischer Komponist und Organist († 2001)

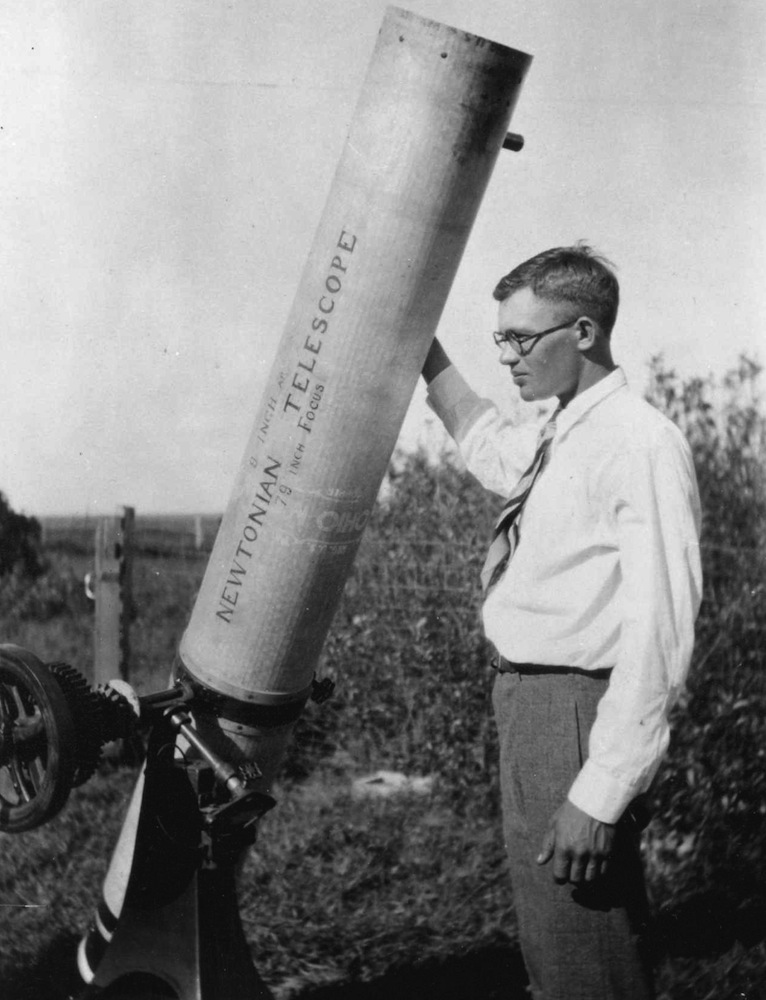
Clyde Tombaugh

- 04. Februar: Clyde Tombaugh, US-amerikanischer Astronom († 1997)

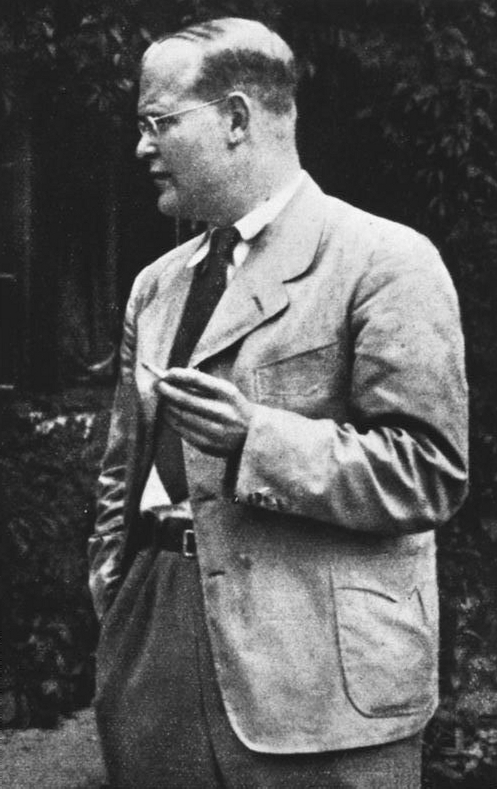
Dietrich Bonhoeffer, 1939

- 04. Februar: Dietrich Bonhoeffer, deutscher evangelischer Theologe und Widerstandskämpfer († 1945)
- 04. Februar: Sabine Bonhoeffer, Zwillingsschwester Dietrich Bonhoeffers († 1999)
- 04. Februar: Urbain-Marie Person, äthiopischer Bischof († 1994)
- 05. Februar: John Carradine, US-amerikanischer Schauspieler († 1988)
- 05. Februar: Sara Alexandrowna Lewina, russische Komponistin († 1976)
- 06. Februar: Tommy Wisdom, britischer Automobilrennfahrer und Journalist († 1972)
- 07. Februar: Oleg Konstantinowitsch Antonow, sowjetischer Flugzeug-Konstrukteur († 1984)
- 07. Februar: Wolfgang Queisner, deutscher Brigadegeneral († 1990)
- 07. Februar: Puyi, letzter Kaiser von China († 1967)
- 08. Februar: Franz Andrysek, österreichischer Gewichtheber († 1981)
- 08. Februar: Artur Balsam, US-amerikanischer Pianist und Musikpädagoge († 1994)
- 08. Februar: Chester Carlson, US-amerikanischer Erfinder, Physiker und Patentanwalt († 1968)
- 08. Februar: Henry Roth, US-amerikanischer Schriftsteller († 1995)
- 08. Februar: Richard Hofmann, deutscher Fußballspieler († 1983)
- 09. Februar: André Kostolany, US-amerikanischer Finanzexperte, Journalist und Schriftsteller († 1999)
- 11. Februar: Yves Baudrier, französischer Komponist († 1988)
- 10. Februar: Lon Chaney junior, US-amerikanischer Film- und Fernsehschauspieler († 1973)
- 14. Februar: Maurice de Gandillac, französischer Philosoph († 2006)
- 15. Februar: Reinhard Schober, deutscher Forstwissenschaftler († 1998)
- 16. Februar: John Frank Akers, US-amerikanischer Botaniker († 1967)
- 16. Februar: Vera Menchik, Schachspielerin († 1944)
- 18. Februar: Hans Asperger, österreichischer Kinderarzt († 1980)
- 19. Februar: Richard Groschopp, Regisseur und Kameramann († 1996)
- 20. Februar: Gale Gordon, US-amerikanischer Schauspieler († 1995)
- 22. Februar: Adele Marcus, US-amerikanische Pianistin († 1995)
- 22. Februar: Aurelio Arturo Martínez, kolumbianischer Schriftsteller und Lyriker († 1974)
- 22. Februar: Egano Righi-Lambertini, Kardinal der römisch-katholischen Kirche († 2000)
- 23. Februar: Sámal Joensen-Mikines, färöischer Maler († 1979)
- 24. Februar: Berthold Markgraf von Baden, Chef des Hauses von Baden († 1963)
- 25. Februar: Boris Papandopulo, kroatischer Komponist und Dirigent († 1991)
- 25. Februar: Warren Hymer, amerikanischer Schauspieler († 1948)

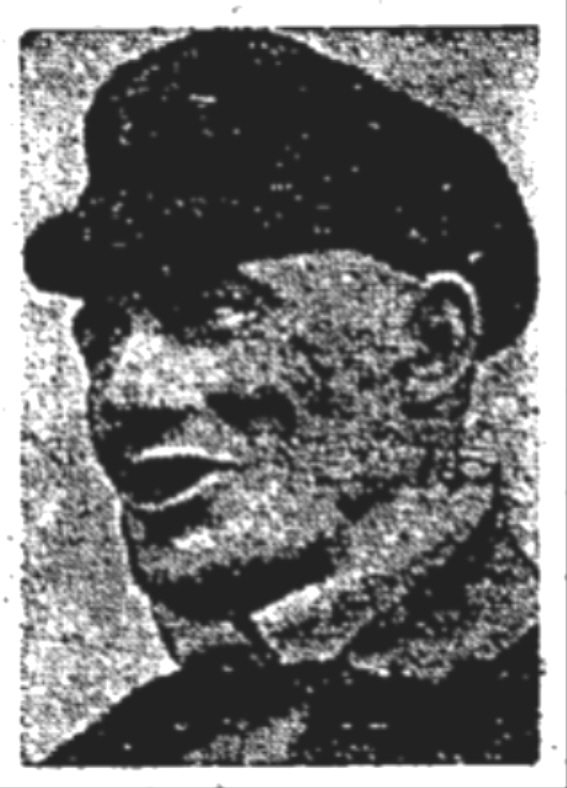
Hans Bertram

- 25. Februar: Helene Jacobs, Widerstandskämpferin gegen den Nationalsozialismus († 1993)
- 26. Februar: Hans Bertram, deutscher Flugpionier, Luftbildverleger, Filmregisseur († 1993)
- 26. Februar: Heinz Gemein, deutscher Politiker († 1958)
- 27. Februar: Milo Barus, Kraftsportler († 1977)
- 27. Februar: Erwin Damerow, deutscher Bildhauer († 1978)
- 27. Februar: Erich Kern, österreichischer Schriftsteller und Publizist († 1991)

### März
- 01. März: Camilla Spira, deutsche Schauspielerin († 1997)
- 02. März: Paul August, deutscher Maler und Grafiker († 1980)
- 02. März: Blind Teddy Darby, US-amerikanischer Blues-Gitarrist und -Sänger († 1975)
- 02. März: Heinrich Grafenhorst, deutscher Priester und Bischöflich Münsterscher Offizial († 1970)
- 03. März: Barney Bigard, US-amerikanischer Jazz-Klarinettist († 1980)
- 04. März: Herbert Arndt, deutscher Jurist und Richter († 1988)
- 05. März: Jacques Companéez, französischer Drehbuchautor († 1956)
- 06. März: Lou Costello, US-amerikanischer Schauspieler, Produzent und Comedian († 1959)
- 06. März: Lucy Hillebrand, deutsche Architektin († 1997)
- 07. März: Alejandro García Caturla, kubanischer Komponist († 1940)
- 08. März: Victor Hasselblad, schwedischer Fotograf und Erfinder († 1978)
- 08. März: Alexander Arturowitsch Rou, sowjetischer Filmregisseur und Drehbuchautor († 1973)
- 09. März: Heinz Rein, deutscher Schriftsteller († 1991)
- 10. März: Maurice Solway, kanadischer Geiger, Komponist und Musikpädagoge († 2001)
- 11. März: Beppo Brem, deutscher Schauspieler († 1990)
- 11. März: Ferid Alnar, türkischer Komponist († 1978)
- 11. März: Zino Davidoff, ukrainisch-schweizerischer Unternehmer († 1994)
- 11. März: Rudolf Freisleben, deutscher Botaniker und Genetiker († 1943)
- 11. März: Pierre Grosheintz, Schweizer Staatsbeamter († 1992)
- 13. März: Fritz Adam, deutscher Journalist und Dichter († 1945)
- 13. März: Isidor Markowitsch Annenski, sowjetischer Regisseur († 1977)
- 13. März: Bum Krüger, deutscher Schauspieler († 1971)
- 14. März: Rodolfo Biagi, argentinischer Tangomusiker († 1969)
- 14. März: Ulvi Cemal Erkin, türkischer Komponist († 1972)
- 15. März: Henry Tröndle, deutscher Radsportler († 1991)
- 16. März: Francisco Ayala, spanischer Schriftsteller und Soziologe († 2009)
- 16. März: Anne Dittmer, deutsche Malerin und Buchillustratorin († 1964)
- 16. März: Buddy Starcher, US-amerikanischer Country-Musiker († 2001)
- 16. März: Lloyd Waner, US-amerikanischer Baseballspieler († 1982)
- 18. März: Karl Sesta, österreichischer Fußballspieler († 1974)
- 19. März: Adolf Eichmann, SS-Obersturmbannführer († 1962)
- 19. März: Normand Lockwood, US-amerikanischer Komponist und Musikpädagoge († 2002)
- 20. März: Abraham D. Beame, US-amerikanischer Politiker († 2001)
- 20. März: Johann Friedrich Crome, deutscher Klassischer Archäologe († 1962)
- 23. März: Viktor Afritsch, österreichischer Theater- und Filmschauspieler († 1967)
- 23. März: José Della Torre, argentinischer Fußballspieler und -trainer († 1979)
- 23. März: Lea Grundig, deutsche Malerin und Grafikerin († 1977)
- 23. März: Walter Eckhardt, deutscher Politiker († 1994)
- 24. März: Bob Adler, US-amerikanischer Schauspieler († 1987)
- 24. März: Tjalling James, niederländischer Ruderer († 1983)
- 25. März: Jean Sablon, französischer Chansonnier († 1994)
- 26. März: Hubert Ebner, deutscher Radsportler († 1990)
- 26. März: Herbert Günther, deutscher Schriftsteller und Dichter († 1978)
- 26. März: Curley Weaver, US-amerikanischer Blues-Gitarrist und Sänger († 1962)
- 27. März: Cecil Purdy, australischer Schachspieler († 1979)
- 28. März: Murray Adaskin, kanadischer Komponist und Dirigent († 2002)
- 28. März: Boleslaw Barlog, deutscher Theaterregisseur († 1999)
- 31. März: Bernhard Welte, Theologe und Philosoph († 1983)
- 31. März: Marianne Frostig, Sozialarbeiterin, Lehrerin und Psychologin († 1985)

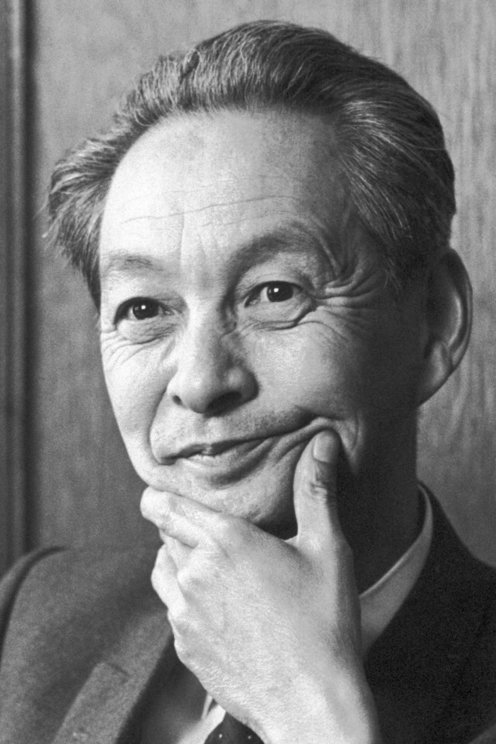
Shin’ichirō Tomonaga

- 31. März: Shin’ichirō Tomonaga, japanischer Physiker († 1979)
- 31. März: Vinzenz Erath, deutscher Erzähler († 1976)

### April
- 01. April: Josef Giggenbach, deutscher Motorradrennfahrer († 1980)
- 01. April: Lucette Descaves, französische Pianistin († 1993)
- 01. April: Alexander S. Jakowlew, sowjetischer Flugzeugkonstrukteur († 1989)
- 01. April: Muriel Stafford, kanadische Organistin, Chorleiterin und Musikpädagogin († 2004)
- 02. April: Lisa Czóbel, deutsche Choreografin († 1992)
- 03. April: Karl Wolfien, deutscher General († 1968)
- 04. April: Charles Vincent Aubrun, französischer Romanist und Hispanist († 1993)
- 04. April: Albert Meier, Wirtschaftsprüfer und Honorarprofessor an der Universität Frankfurt am Main († 1974)
- 05. April: Fernando Germani, italienischer Organist, Komponist und Orgelpädagoge († 1998)
- 07. April: Willi Kohlhoff, deutscher Illustrator und Comiczeichner († 1988)
- 09. April: Antal Doráti, ungarisch-amerikanischer Dirigent († 1988)
- 09. April: Victor Vasarely, französischer Maler und Grafiker ungarischer Herkunft († 1997)
- 10. April: Stephen Eugene Anderson, US-amerikanischer Hürdenläufer († 1988)
- 10. April: Philipp Wehr, deutscher Politiker († 1960)
- 11. April: Renato Cesarini, italienisch-argentinischer Fußballspieler und -trainer († 1969)
- 11. April: Dale Messick, US-amerikanische Comic-Zeichnerin († 2005)
- 12. April: Feliks Rączkowski, polnischer Organist, Komponist und Musikpädagoge († 1989)

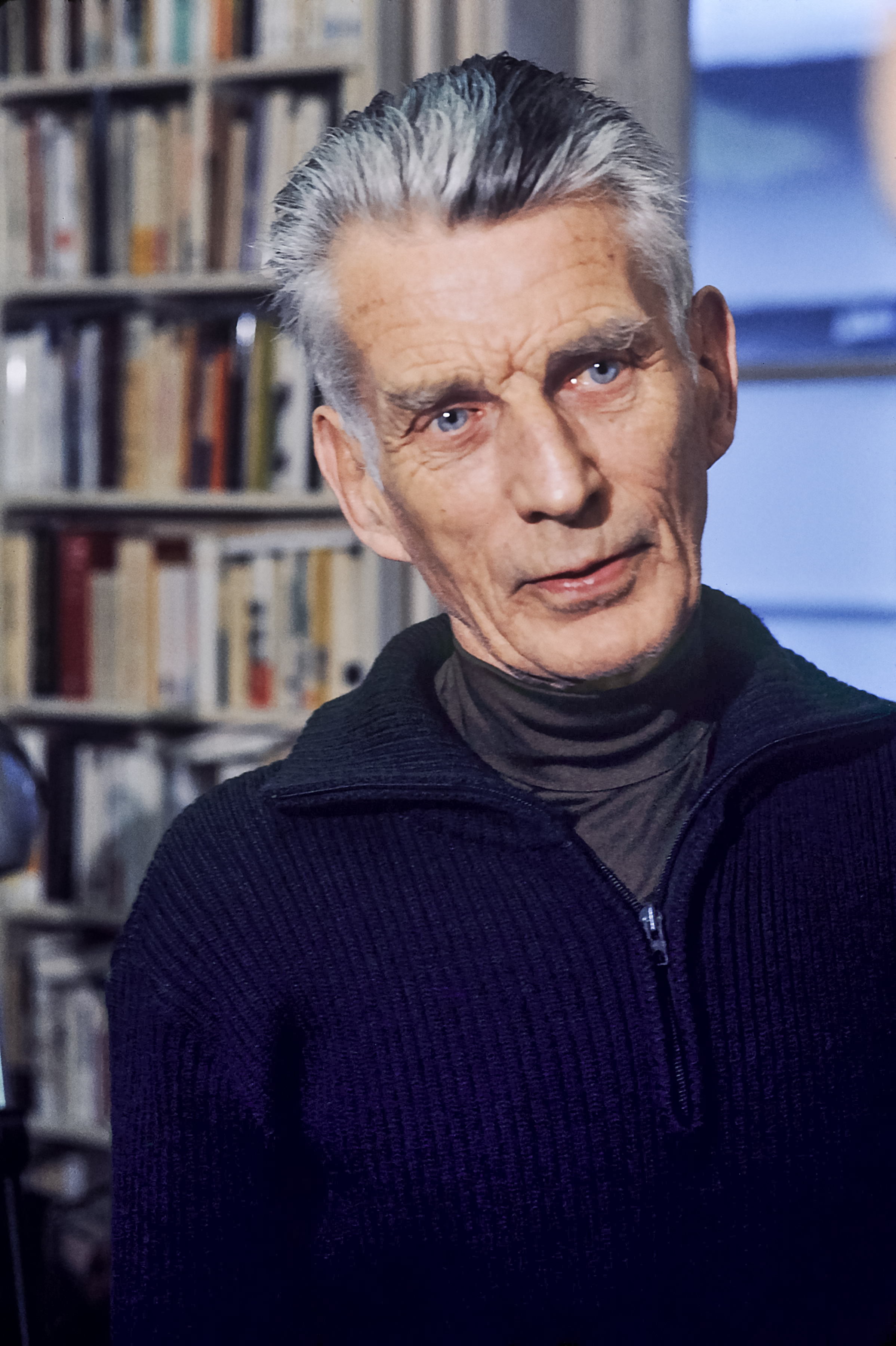
Samuel Beckett, 1977

- 13. April: Samuel Beckett, irischer Schriftsteller, Literaturnobelpreisträger († 1989)
- 13. April: Bud Freeman, US-amerikanischer Tenor-Saxophonist († 1991)
- 17. April: Rudolf Schündler, deutscher Schauspieler und Regisseur († 1988)
- 18. April: Rudolf Vogel, deutscher Politiker († 1991)
- 19. April: Luis Alberti, dominikanischer Merenguekomponist († 1976)
- 19. April: Alois Brems, katholischer Bischof von Eichstätt († 1987)
- 19. April: Ludwig Claussen, deutscher Politiker († 1974)
- 22. April: Anna Maria Bieganowski, deutsche Politikerin († 1986)
- 22. April: Eddie Albert, US-amerikanischer Schauspieler († 2005)
- 23. April: Wilhelm Adam, deutscher Landrat († 1989)
- 23. April: Jorge Pelikan, tschechisch-argentinischer Schachmeister († 1984)
- 24. April: Hermann Kohlhase, deutscher Politiker († 2002)
- 24. April: William Joyce, US-amerikanischer faschistischer Politiker († 1946)
- 26. April: Renate Müller, deutsche Schauspielerin und Sängerin († 1937)
- 27. April: Hermann Mörchen, deutscher Philosoph, Religions- und Literaturwissenschaftler († 1990)
- 28. April: Anthony Joseph Accardo, US-amerikanischer Mobster († 1992)
- 28. April: Nikolai Alexandrowitsch Astrow, russischer Ingenieur († 1992)
- 28. April: Bart J. Bok, niederländisch-US-amerikanischer Astronom († 1983)
- 28. April: Kurt Gödel, österreichischer Mathematiker und Logiker († 1978)
- 28. April: Paul Sacher, Schweizer Dirigent und Mäzen († 1999)
- 28. April: Pierre Boileau, französischer Krimi-Schriftsteller († 1989)
- 28. April: Richard Rado, deutscher Mathematiker († 1989)
- 29. April: Gustava Aigner, österreichische Geologin und Paläontologin († 1987)
- 29. April: Achmet Schubanow, kasachischer Komponist († 1968)
- 30. April: Philip Lindsay, australischer Schriftsteller († 1958)
- 30. April: Alfred Rotsch, deutscher Chemiker und Getreideforscher († 1969)
- 30. April: Willi Schirrmacher, deutscher Politiker († 1992)
- 00. April: Faisal ibn Abd al-Aziz, saudi-arabischer König († 1975)

### Mai
- 01. Mai: Horst Schumann, deutscher Arzt, beteiligt an Menschenversuchen im KZ Auschwitz († 1983)
- 02. Mai: Wolfgang Abendroth, deutscher Politologe († 1985)
- 02. Mai: Philippe Halsman, deutsch-amerikanischer Fotograf († 1979)
- 02. Mai: Hans-Günther Sohl, deutscher Industriemanager († 1989)
- 03. Mai: Kenneth Morgan Abbott, US-amerikanischer klassischer Philologe († 1988)
- 03. Mai: Mary Astor, US-amerikanische Schauspielerin († 1987)
- 03. Mai: Peter Lühr, deutscher Schauspieler († 1988)
- 04. Mai: Leopold Arnsperger, deutscher Kaufmann († 1975)
- 04. Mai: Gustav Bergmann, österreichischer Wissenschaftstheoretiker († 1987)
- 05. Mai: Alf Andersen, norwegischer Skispringer († 1975)
- 05. Mai: Primo Angeli, italienischer Jazz- und Unterhaltungsmusiker († 2003)
- 05. Mai: Waldemar Bloch, österreichischer Komponist, Pianist und Musikpädagoge († 1984)
- 06. Mai: William Trulock Beeks, US-amerikanischer Jurist († 1988)
- 06. Mai: Fritz Katzmann, deutscher Generalleutnant der Waffen-SS und Kriegsverbrecher († 1957)
- 06. Mai: Roger Portal, französischer Historiker († 1994)
- 06. Mai: André Weil, französischer Mathematiker († 1998)
- 08. Mai: Adolf Mauk, deutscher Politiker und MdB († 1983)
- 08. Mai: Roberto Rossellini, italienischer Regisseur († 1977)
- 09. Mai: Reinhard Cherubim, deutscher Schachspieler, Schachjournalist, Schachfunktionär († 1980)
- 12. Mai: Maurice Ewing, US-amerikanischer Physiker († 1974)
- 12. Mai: Yamashita Katsuji, Professor für Betriebswirtschaftslehre († 1969)
- 12. Mai: Aurel von Milloss, ungarisch-italienischer Tänzer, Choreograf und Ballettdirektor († 1988)
- 13. Mai: Enid A. Haupt, US-amerikanische Philanthropin († 2005)
- 15. Mai: Humberto Delgado, portugiesischer General und Politiker († 1965)
- 16. Mai: Arturo Uslar Pietri, venezolanischer Schriftsteller, Diplomat und Politiker († 2001)
- 17. Mai: Zinka Milanov, kroatische Opernsängerin (Sopran) († 1989)
- 18. Mai: Frederick Zimmermann, US-amerikanischer Kontrabassist und Musikpädagoge († 1967)
- 19. Mai: Edward F. Arn, US-amerikanischer Jurist und Politiker († 1998)
- 19. Mai: Gerd Bucerius, deutscher Verleger und Politiker († 1995)
- 20. Mai: Valentine Ackland, britische Dichterin († 1969)
- 20. Mai: Ellen Auerbach, deutsch-amerikanische Fotokünstlerin († 2004)
- 20. Mai: Giuseppe Siri, italienischer Kardinal († 1989)
- 22. Mai: Renzo Vestrini, italienisch-venezolanischer Ruderer und Maler († 1976)
- 25. Mai: Cele Abba, italienische Theater- und Filmschauspielerin († 1992)
- 26. Mai: Kurt Reuber, deutscher Arzt, der durch die Stalingradmadonna bekannt wurde († 1944)
- 26. Mai: Mauri Rose, US-amerikanischer Automobilrennfahrer († 1981)
- 27. Mai: Buddhadasa, Buddhistischer Mönch († 1993)
- 27. Mai: Guiscardo Améndola, uruguayischer bildender Künstler und Maler († 1972)
- 27. Mai: Wilhelm Gefeller, deutscher Gewerkschafter († 1983)
- 27. Mai: Friedrich Messerschmidt, deutscher Motorradrennfahrer († 1929)
- 27. Mai: Charles Moran, US-amerikanischer Unternehmer und Automobilrennfahrer († 1978)
- 28. Mai: Wolf Albach-Retty, österreichischer Schauspieler († 1967)
- 29. Mai: Paul Almásy, französischer Reportage-Fotograf († 2003)
- 29. Mai: T. H. White, englischer Schriftsteller († 1964)
- 30. Mai: Bruno Gröning, umstrittener geistiger Heiler († 1959)
- 30. Mai: Rudolf Hasse, deutscher Automobilrennfahrer († 1942)
- 30. Mai: Josef August Senge, deutscher Fabrikarbeiter, der in der Tötungsanstalt Hadamar im Rahmen der „Aktion T4“ ermordet wurde († 1941)

### Juni
- 01. Juni: Erwin Heinz Ackerknecht, deutscher Politiker († 1988)
- 01. Juni: Andria Balantschiwadse, georgischer Komponist († 1992)
- 01. Juni: Charles-Émile Gadbois, kanadischer Geistlicher, Musikverleger und Komponist († 1981)
- 02. Juni: Carlo Scarpa, italienischer Architekt († 1978)

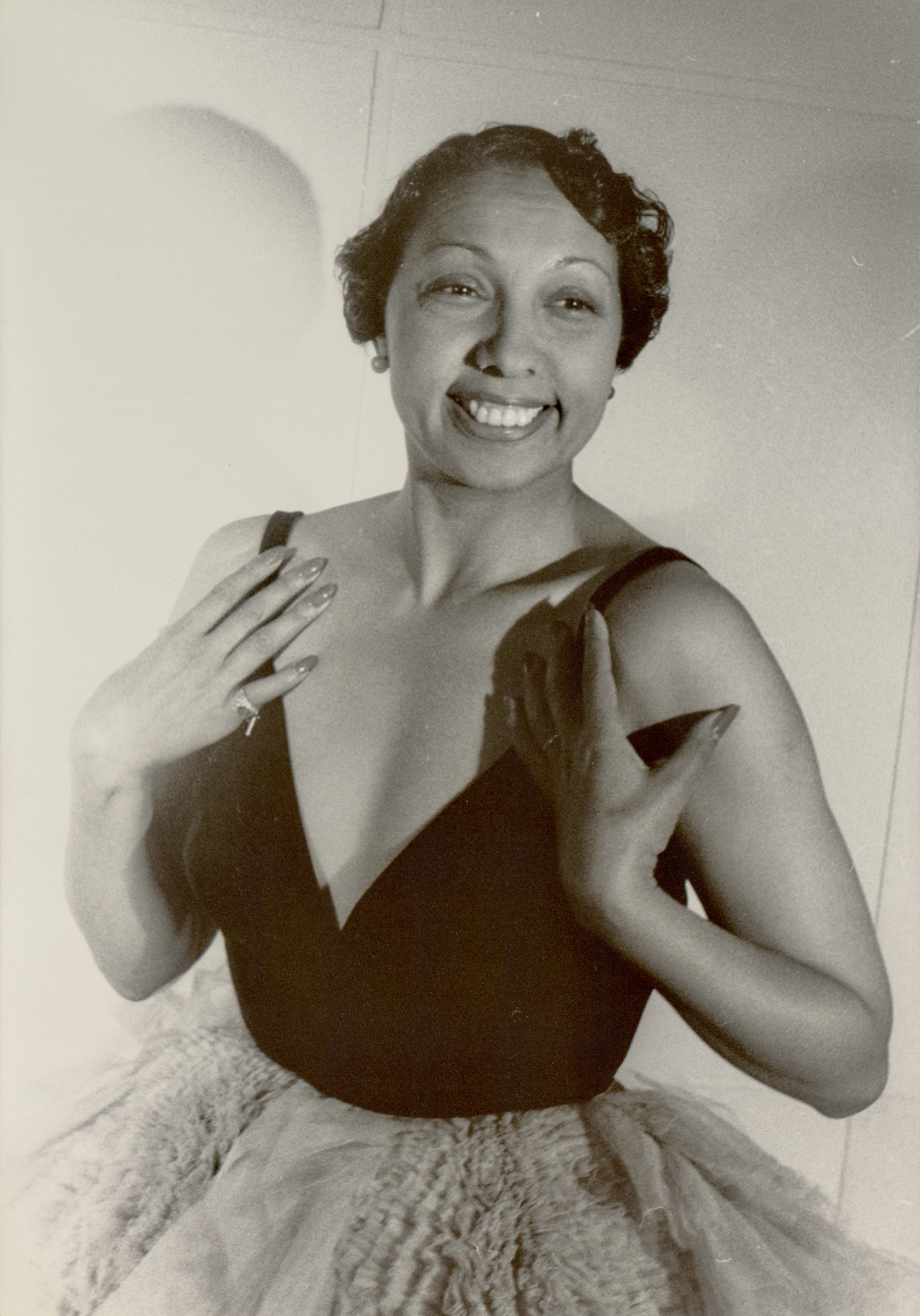
Josephine Baker, 1949

- 03. Juni: Josephine Baker, US-amerikanische Tänzerin, Sängerin und Schauspielerin († 1975)
- 03. Juni: Benjamin Bowden, britisch-US-amerikanischer Industrie-Designer († 1998)
- 03. Juni: Erich Marx, deutscher Skilangläufer († nach 1936)
- 04. Juni: Iwan Ljudwigowitsch Knunjanz, sowjetischer Chemiker († 1990)
- 04. Juni: Alice Treff, deutsche Schauspielerin († 2003)
- 05. Juni: Eraldo Monzeglio, italienischer Fußballspieler und -trainer († 1981)
- 05. Juni: Friedrich Christian zu Schaumburg-Lippe, deutscher Adeliger, NS-Funktionär und Publizist († 1983)
- 06. Juni: Gennaro Auricchio, italienischer Industrieller und Motorrad- sowie Automobilrennfahrer († 1969)
- 06. Juni: Stu Clancy, US-amerikanischer American-Football-Spieler († 1965)
- 06. Juni: Hans Sachse, deutscher Arzt und Goethe-Forscher († 1985)
- 06. Juni: Max August Zorn, US-amerikanischer Professor der Mathematik († 1993)
- 06. Juni: Franz Löbert, deutscher Politiker (SPD) († 1975)
- 07. Juni: Alexandre-Charles Renard, Erzbischof von Lyon und Kardinal der römisch-katholischen Kirche († 1983)
- 09. Juni: Rudolf Metzmacher, deutscher Cellist († 2004)
- 09. Juni: Bernhard Rösler, Unternehmer vom Niederrhein († 1973)

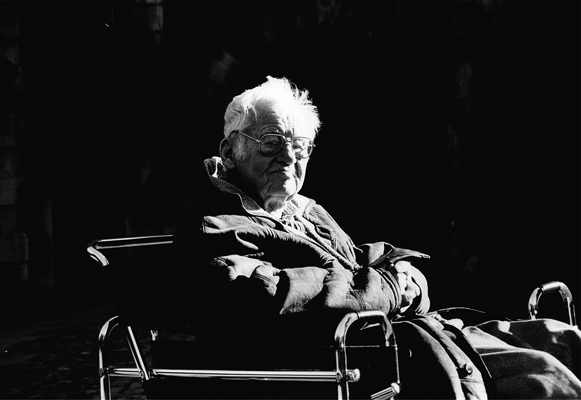
Heinrich Heidersberger

- 10. Juni: Heinrich Heidersberger, deutscher Künstler der Fotografie († 2006)
- 10. Juni: János Viski, ungarischer Komponist († 1961)
- 10. Juni: Mário Corino de Andrade, portugiesischer Neurologe († 2005)
- 11. Juni: Jan Hoffman, polnischer Pianist und Musikpädagoge († 1995)
- 11. Juni: Leo Steinweg, deutscher Motorradrennfahrer († 1945)
- 12. Juni: Sandro Penna, italienischer Dichter und Erzähler († 1977)
- 13. Juni: Karl Friedemann, deutscher Widerstandskämpfer und Arbeiterfunktionär († 2000)
- 14. Juni: Kurt Apitz, deutscher Pathologe und Hochschullehrer († 1945)
- 15. Juni: E. Preston Ames, US-amerikanischer Art Director und Szenenbildner († 1983)
- 15. Juni: Reinhard Aschenbrenner, deutscher Internist († 2008)
- 15. Juni: Léon Degrelle, belgischer Faschist († 1994)
- 17. Juni: Oswald Baer, österreichischer Maler der Neuen Sachlichkeit († 1941)
- 17. Juni: Thomas George Cowling, britischer Astronom und Mathematiker († 1990)
- 17. Juni: Roider Jackl, bayerischer Volkssänger († 1975)
- 17. Juni: Percy Legard, britischer Pentathlet, Nordischer Kombinierer und Offizier († 1980)
- 18. Juni: Felix Burckhardt, Schweizer Jurist und Dichter in Basler Mundart († 1992)
- 18. Juni: Anton Stankowski, deutscher Grafiker († 1998)
- 19. Juni: Heinz Arnold, deutscher Opernregisseur und Hochschullehrer († 1994)

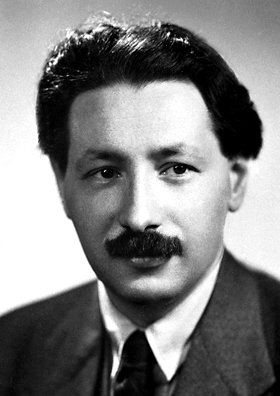
Ernst Boris Chain

- 19. Juni: Ernst Boris Chain, britisch-deutscher Biochemiker († 1979)
- 19. Juni: Joachim Schöne, deutscher Politiker († 1967)
- 20. Juni: Stanley Burnshaw, US-amerikanischer Poet, Kritiker, Verleger, Herausgeber und Autor († 2005)
- 21. Juni: Nusch Éluard, deutsch-französische Schauspielerin, Modell und Surrealistenmuse († 1946)
- 21. Juni: Grete Sultan, deutsch-US-amerikanische Pianistin († 2005)
- 22. Juni: E. Maurice Adler, US-amerikanischer Filmproduzent und Drehbuchautor († 1960)
- 22. Juni: Anne Morrow Lindbergh, Ehefrau, Copilotin und Navigatorin von Charles A Lindbergh († 2001)

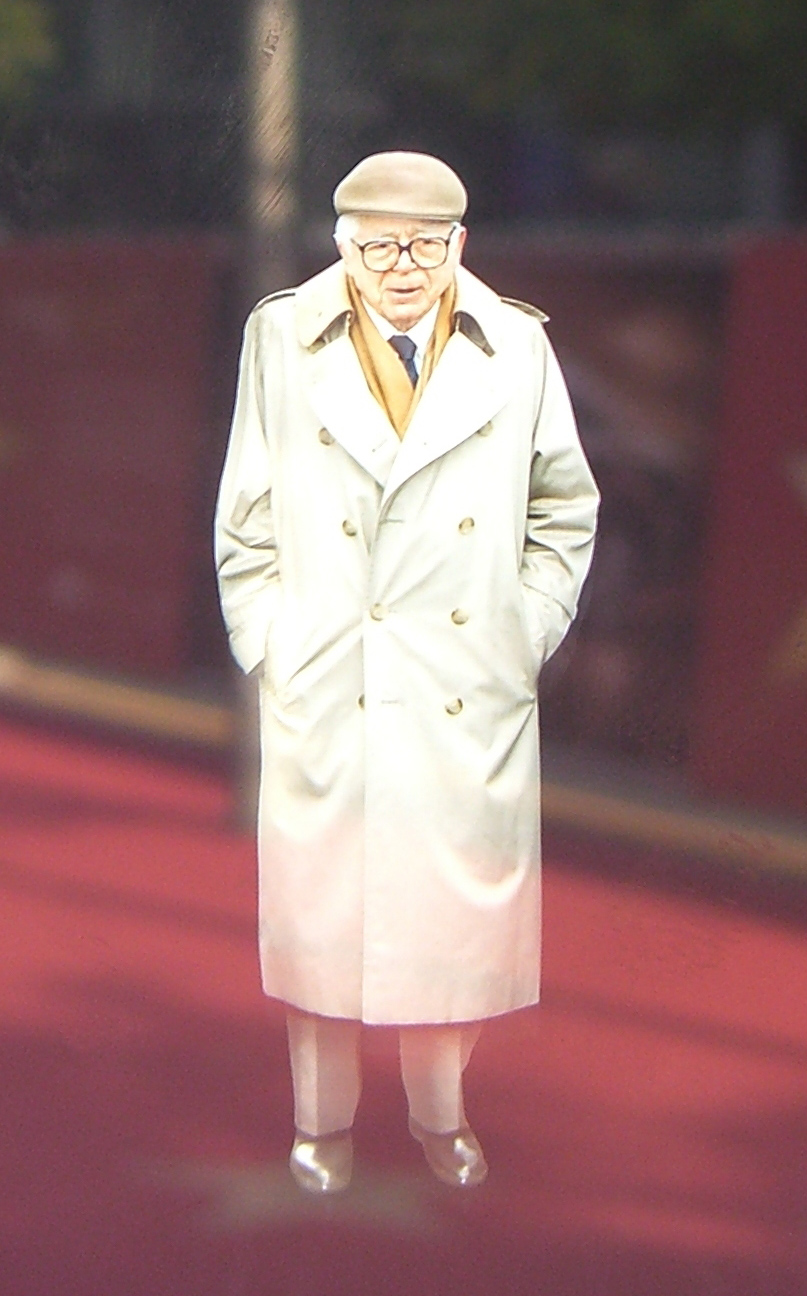
Billy Wilder

- 22. Juni: Billy Wilder, US-amerikanischer Drehbuchautor, Regisseur und Produzent († 2002)
- 22. Juni: Heinrich Seetzen, Angehöriger des Sicherheits-Hauptamt/RSHA († 1945)
- 23. Juni: Norah Docker, britische Millionärsgattin († 1983)
- 23. Juni: Arseni Grigorjewitsch Golowko, sowjetischer Admiral († 1962)
- 23. Juni: Albert Lieven, deutscher Schauspieler († 1971)
- 23. Juni: Johann Maier, Domprediger in Regensburg und NS-Opfer († 1945)
- 23. Juni: Josef Spies, deutscher Politiker († 1985)
- 23. Juni: Rolf Singer, Mykologe († 1994)
- 23. Juni: Wolfgang Koeppen, deutscher Schriftsteller († 1996)
- 24. Juni: Hans Jaray, österreichischer Kammerschauspieler, Regisseur und Autor († 1990)
- 24. Juni: Pierre Fournier, französischer Cellist († 1986)
- 25. Juni: Heinrich Heesch, deutscher Mathematiker († 1995)
- 26. Juni: Edward Akufo-Addo, ghanaischer Präsident († 1979)
- 26. Juni: Stefan Andres, deutscher Schriftsteller († 1970)
- 26. Juni: Sigfried Asche, deutscher Kunsthistoriker und Museumsdirektor († 1985)
- 26. Juni: Al Stillman, US-amerikanischer Songwriter († 1979)
- 27. Juni: Günther Bartels, deutscher Motorradrennfahrer († 1983)
- 27. Juni: Vernon Phillips Watkins, walisischer Lyriker († 1967)
- 28. Juni: Maria Goeppert-Mayer, deutsch-US-amerikanische Physikerin († 1972)
- 29. Juni: Engelbert Rehling, deutscher katholischer Geistlicher und Missionar († 1976)
- 30. Juni: Anthony Mann, US-amerikanischer Filmregisseur († 1967)

### Juli
- 01. Juli: Jean Dieudonné, französischer Mathematiker († 1992)

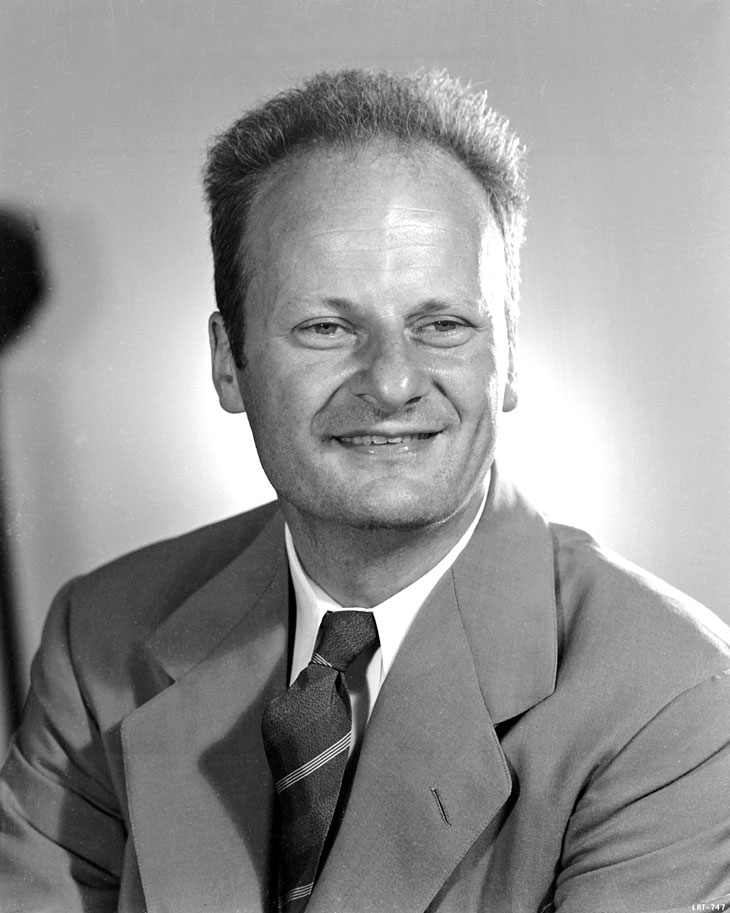
Hans Bethe

- 02. Juli: Hans Bethe, US-amerikanischer Physiker und Nobelpreisträger († 2005)
- 02. Juli: Carmen Mory, Gestapo-Agentin, Blockälteste im KZ Ravensbrück († 1947)
- 02. Juli: Jan Petersen, deutscher Schriftsteller († 1969)
- 03. Juli: George Sanders, britischer Schauspieler († 1972)
- 03. Juli: Hilde Körber, österreichische Schauspielerin († 1969)
- 04. Juli: Vero Wynne-Edwards, britischer Zoologe, Begründer der Ökologie († 1997)
- 04. Juli: Vincent Joseph Schaefer, US-amerikanischer Chemiker und Meteorologe († 1993)
- 04. Juli: Wilhelm Prinz von Preußen, preußischer Prinz († 1940)
- 05. Juli: John Crammond, britischer Skeletonsportler und Segler († 1978)
- 05. Juli: René König, deutscher Soziologe († 1992)
- 06. Juli: Colette Audry, französische Schriftstellerin, Dramaturgin und Drehbuchautorin († 1990)
- 06. Juli: Cuth Harrison, britischer Automobilrennfahrer († 1981)
- 07. Juli: Anton Karas, österreichischer Komponist und Musiker († 1985)
- 07. Juli: William Feller, Mathematiker († 1970)
- 07. Juli: Hans Fleischer, deutscher Politiker († 1984)
- 08. Juli: Lydia Gottschewski, deutsche Nationalsozialistin († 1989)
- 08. Juli: Philip Johnson, US-amerikanischer Architekt († 2005)
- 08. Juli: Baptista Siqueira, brasilianischer Musikwissenschaftler und Komponist († 1992)
- 08. Juli: Max Strecker, deutscher Schauspieler († 1991)
- 09. Juli: Luise Glowinski-Taubert, deutsche Malerin († 1988)
- 09. Juli: Elisabeth Lutyens, britische Komponistin († 1983)
- 09. Juli: Owen Phillips, belizischer Sportschütze († 1983)

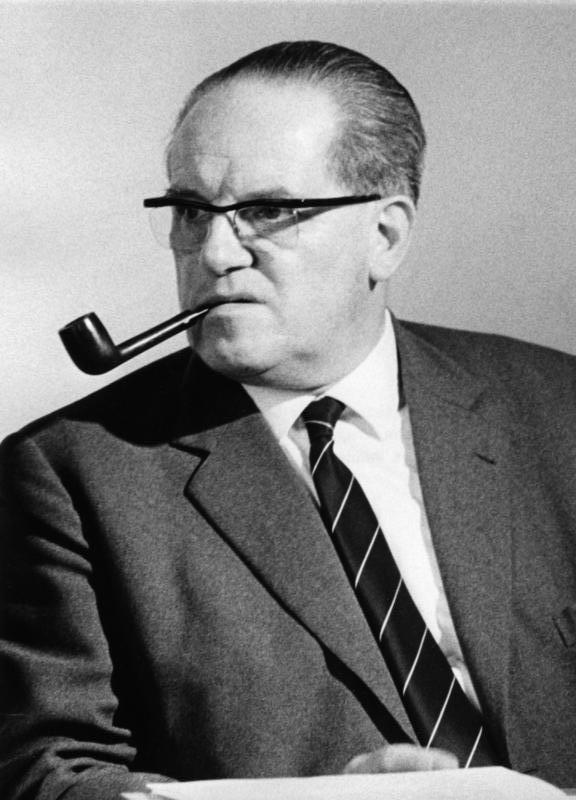
Herbert Wehner, 1966

- 11. Juli: Herbert Wehner, deutscher Politiker († 1990)
- 11. Juli: Harry von Zell, US-amerikanischer Rundfunk- und Fernsehsprecher, Schauspieler und Sänger († 1981)
- 12. Juli: Ernst Käsemann, lutherischer Theologe und Universitätsprofessor († 1998)
- 13. Juli: Jack Chertok, US-amerikanischer Film- und Fernsehproduzent († 1995)
- 14. Juli: Dillon Anderson, US-amerikanischer Jurist († 1974)
- 15. Juli: Karl Golzo, deutscher Ruderer († unbekannt)
- 15. Juli: Rudolf Uhlenhaut, deutscher Ingenieur, Konstrukteur und späterer Vorstand von Mercedes-Benz († 1989)
- 16. Juli: Irma Lippert, deutsche Fotografin und Malerin († unbekannt)
- 16. Juli: Vincent Sherman, US-amerikanischer Regisseur († 2006)
- 17. Juli: Edgar Gray, australischer Radrennfahrer († 1996)
- 17. Juli: Theodor Hupfauer, letzter Reichsarbeitsminister der NS-Zeit († 1993)
- 18. Juli: Clifford Odets, nordamerikanischer Bühnen- und Drehbuchautor und Schauspieler († 1963)
- 19. Juli: Fritz Corterier, deutscher Politiker und MdR († 1991)
- 20. Juli: Heinz Ludwig Hermann Krekeler, deutscher Physikochemiker, Politiker und Botschafter († 2003)
- 21. Juli: Annelies Kupper, deutsche Opernsängerin († 1987)
- 21. Juli: Daniel Ayala Pérez, mexikanischer Komponist († 1975)
- 22. Juli: Alfred Burgemeister, deutscher Politiker († 1970)
- 23. Juli: Walter Artelt, deutscher Arzt, Zahnarzt und Medizinhistoriker († 1976)

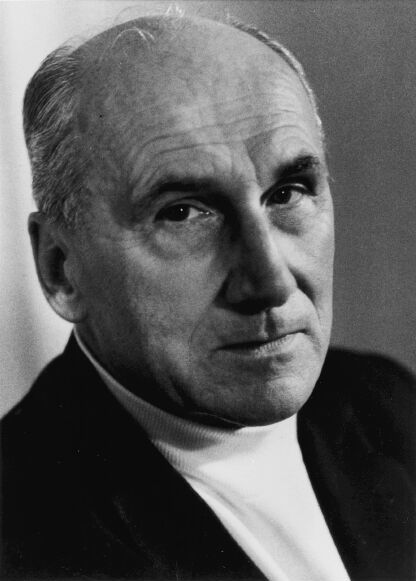
Vladimir Prelog

- 23. Juli: Vladimir Prelog, bosnisch-kroatischer Chemiker († 1998)
- 23. Juli: Walter Blume, deutscher Jurist und SS-Standartenführer († 1974)
- 23. Juli: Wolfgang Gentner, deutscher Physiker († 1980)
- 24. Juli: Félix Quinault, französischer Automobilrennfahrer († 1989)
- 24. Juli: Clemens Wilmenrod, erster deutscher Fernsehkoch († 1967)
- 24. Juli: Gianfranco Comotti, italienischer Automobilrennfahrer († 1963)
- 25. Juli: John Cornelius Hodges, Alt-Saxophonist († 1970)
- 26. Juli: Leonhard Jansen, deutscher Schriftsteller († 1997)
- 27. Juli: Herbert Jasper, kanadischer Neurowissenschaftler († 1999)
- 27. Juli: Gustav Wellenstein, deutscher Zoologe und Forstwissenschaftler († 1997)
- 28. Juli: Gottlob Frick, deutscher Opernsänger († 1994)
- 28. Juli: Heinz Ludwig, deutscher Maler, Graphiker und Comiczeichner († 1970)
- 28. Juli: John Cecil Noël, britischer Militär und Automobilrennfahrer († 1942)
- 29. Juli: Konrad Ruthardt, deutscher Physiker († 1973)

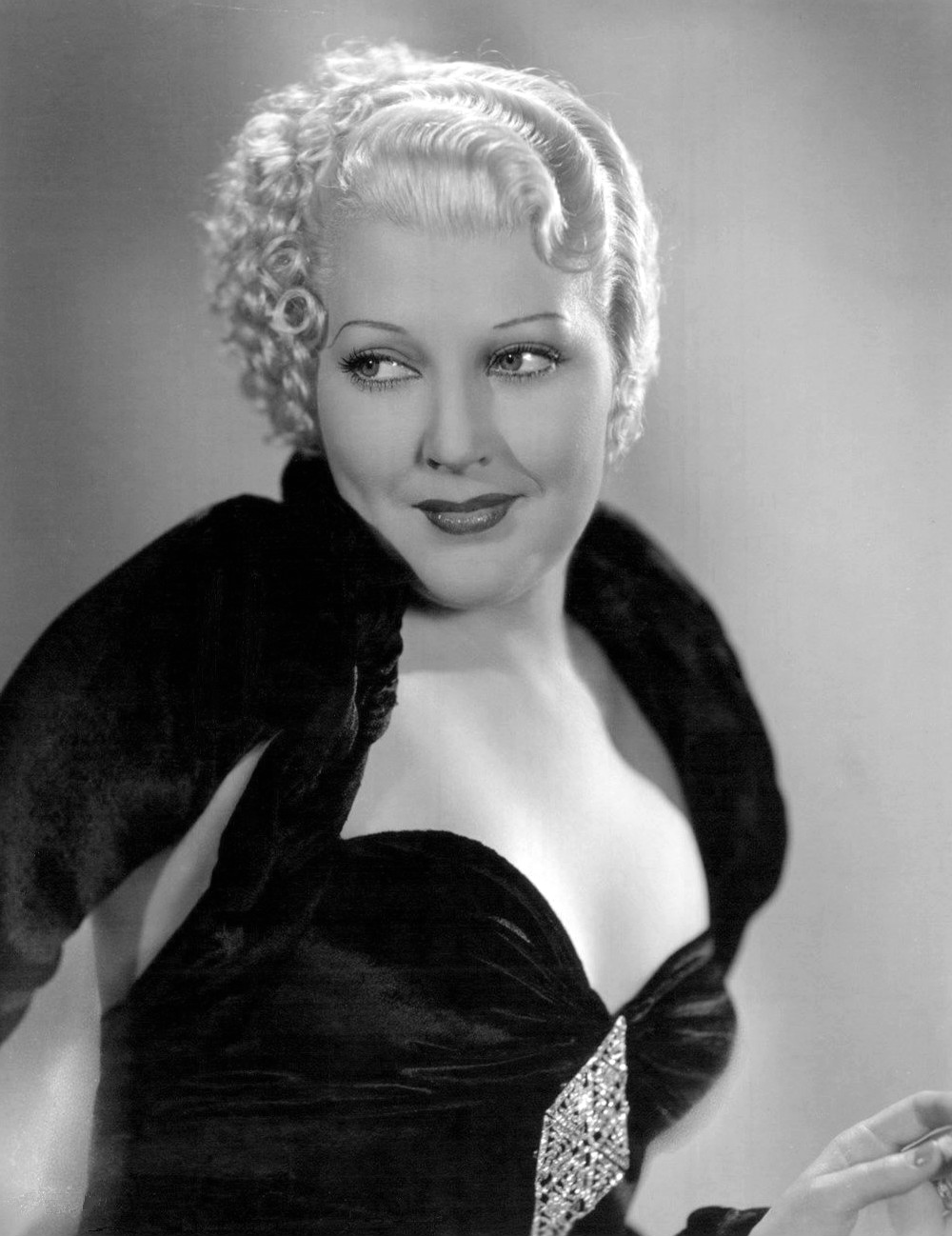
Thelma Todd 1933

- 29. Juli: Thelma Todd, US-amerikanische Schauspielerin († 1935)
- 30. Juli: Alex Thépot, französischer Fußballspieler († 1989)
- 30. Juli: Richard Krebs, deutscher Leichtathlet († 1996)

### August
- 01. August: Leopold Redl, österreichischer Turner († 1986)
- 03. August: John H. Auer, US-amerikanischer Regisseur und Produzent († 1975)
- 04. August: Marie José von Belgien, letzte Königin von Italien († 2001)
- 04. August: Eugen Schuhmacher, deutscher Zoologe und Tierfilmpionier († 1973)
- 05. August: Joan Hickson, britische Schauspielerin († 1998)
- 05. August: John Huston, US-amerikanischer Filmregisseur († 1987)
- 07. August: Gerhard Frommel, deutscher Komponist und Musikpädagoge († 1984)
- 07. August: Nelson Goodman, US-amerikanischer Philosoph († 1998)
- 08. August: Eberhard Brünen, deutscher Politiker († 1980)
- 09. August: Ernst Anrich, deutscher Historiker († 2001)
- 09. August: Franz Jacob, deutscher Kommunist und Widerstandskämpfer († 1944)
- 09. August: Raynald Martin, Schweizer evangelischer Geistlicher († 1998)
- 10. August: Wilhelm Kempf, katholischer Geistlicher und Bischof von Limburg († 1982)
- 10. August: Herybert Menzel, deutscher Dichter und Schriftsteller († 1945)
- 11. August: Karl Hoffmann, deutscher Ruderer († unbekannt)
- 11. August: Paul Wirth, sorbischer Slawist und Sprachgeograph († 1946)
- 12. August: Erich Bachem, deutscher Ingenieur und Konstrukteur († 1960)
- 12. August: Berkeley L. Bunker, US-amerikanischer Politiker († 1999)
- 12. August: Harry Hopman, australischer Tennisspieler († 1985)
- 13. August: Hans Schaefer, deutscher Mediziner und Mitbegründer der Max-Planck-Gesellschaft († 2000)
- 14. August: Ernst Hermann Ackermann, deutscher Geologe († 2003)
- 14. August: Horst P. Horst, US-amerikanischer Fotograf († 1999)
- 14. August: Eugene Lukacs, US-amerikanischer Mathematiker ungarischer Herkunft († 1987)
- 14. August: Elsa Piaggio, argentinische Pianistin und Musikpädagogin († 1993)
- 14. August: Earl Snakehips Tucker, US-amerikanischer Tänzer und Entertainer († 1937)
- 14. August: Bruno Six, deutscher Politiker († 1984)
- 14. August: Dino Staffa, Kardinal der römisch-katholischen Kirche († 1977)
- 15. August: Edouard Burnier, Schweizer evangelischer Theologe und Hochschullehrer († 1990)
- 15. August: Clemens Laar, deutscher Schriftsteller († 1960)
- 16. August: George Connor, US-amerikanischer Automobilrennfahrer († 2001)
- 16. August: Pedro Galindo, mexikanischer Sänger, Komponist, Schauspieler und Filmproduzent († 1989)

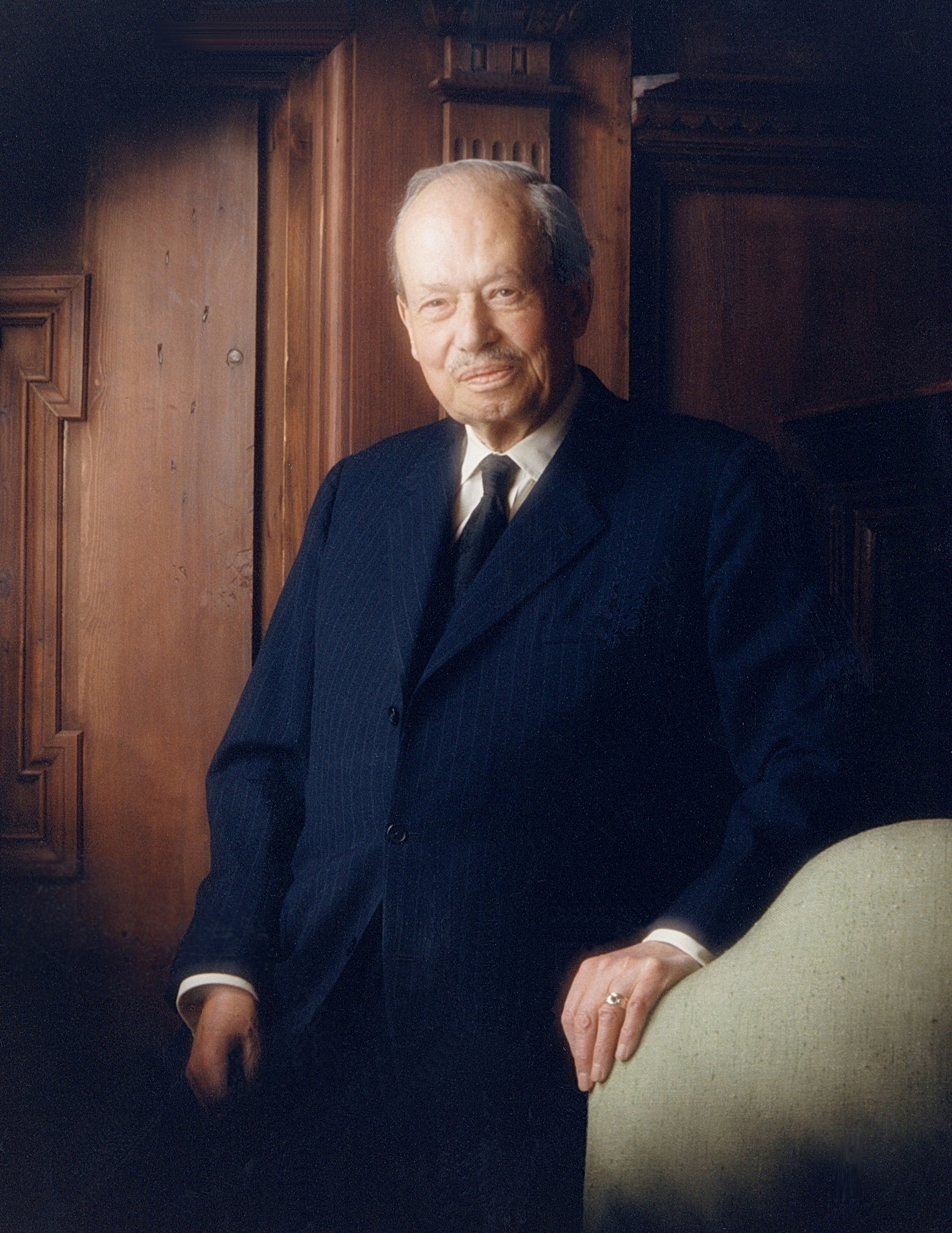
Franz Josef II.

- 16. August: Franz Josef II., Fürst von und zu Liechtenstein († 1989)
- 17. August: Marcelo Caetano, portugiesischer Diktator († 1980)
- 17. August: Alton Asa Lennon, US-amerikanischer Politiker († 1986)
- 17. August: Eduard Strauch, SS-, Sicherheitspolizei- und SD-Befehlshaber und Kriegsverbrecher († 1955)
- 18. August: Marcel Carné, französischer Filmregisseur († 1996)
- 19. August: Carlos Arévalo, spanischer Regisseur († 1989)
- 19. August: Philo Farnsworth, US-amerikanischer Erfinder († 1971)
- 20. August: Henry Austin, englischer Tennisspieler († 2000)
- 20. August: Hans Aumeier, deutscher Kriegsverbrecher († 1948)
- 21. August: Friz Freleng, US-amerikanischer Cartoonist und Filmproduzent († 1995)
- 21. August: Elizabeth A. H. Green, US-amerikanische Musikpädagogin, Dirigentin und Komponistin († 1995)
- 23. August: Zoltán Sárosy, ungarisch-kanadischer Schachspieler († 2017)
- 24. August: Józef Michał Chomiński, polnischer Musikwissenschaftler († 1994)
- 25. August: Eugen Gerstenmaier, evangelischer Theologe, Widerstandskämpfer und Politiker († 1986)
- 26. August: Oswald Kaduk, SS-Unterscharführer und Rapportführer in Auschwitz († 1997)
- 26. August: Albert Sabin, Arzt, Virologie, Entwickler der Polio-Schluckimpfung († 1993)
- 27. August: Ed Gein, US-amerikanischer Serienmörder († 1984)
- 27. August: Ludwig Wenz, deutscher Fußballspieler († 1968)
- 28. August: John Betjeman, britischer Publizist, Journalist und Dichter († 1984)
- 28. August: Louis Parrot, französischer Lyriker, Essayist, Journalist und Übersetzer († 1948)
- 29. August: Ingo Braecklein, Bischof der Evangelischen Landeskirche von Thüringen († 2001)
- 29. August: Sepp Müller, deutscher Motorradrennfahrer († 1963)
- 30. August: Maurice Archambaud, französischer Radrennfahrer († 1955)
- 30. August: Hedwig Pistorius, österreichische Schauspielerin († 2004)
- 31. August: Raymond Sommer, französischer Automobilrennfahrer († 1950)

### September

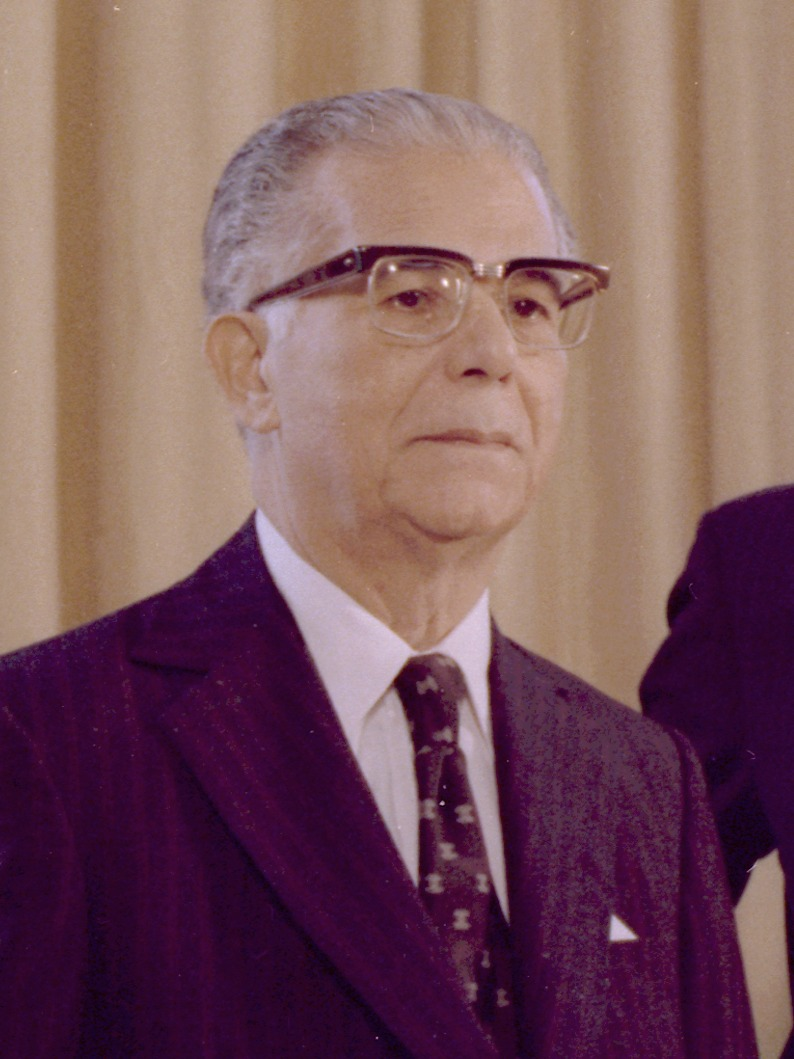
Joaquín Balaguer (1977)

- 01. September: Joaquín Balaguer, Schriftsteller und Staatschef der Dominikanischen Republik († 2002)
- 01. September: Winston L. Prouty, US-amerikanischer Politiker († 1971)
- 01. September: Aksel Schiøtz, dänischer Sänger und Musikpädagoge († 1975)

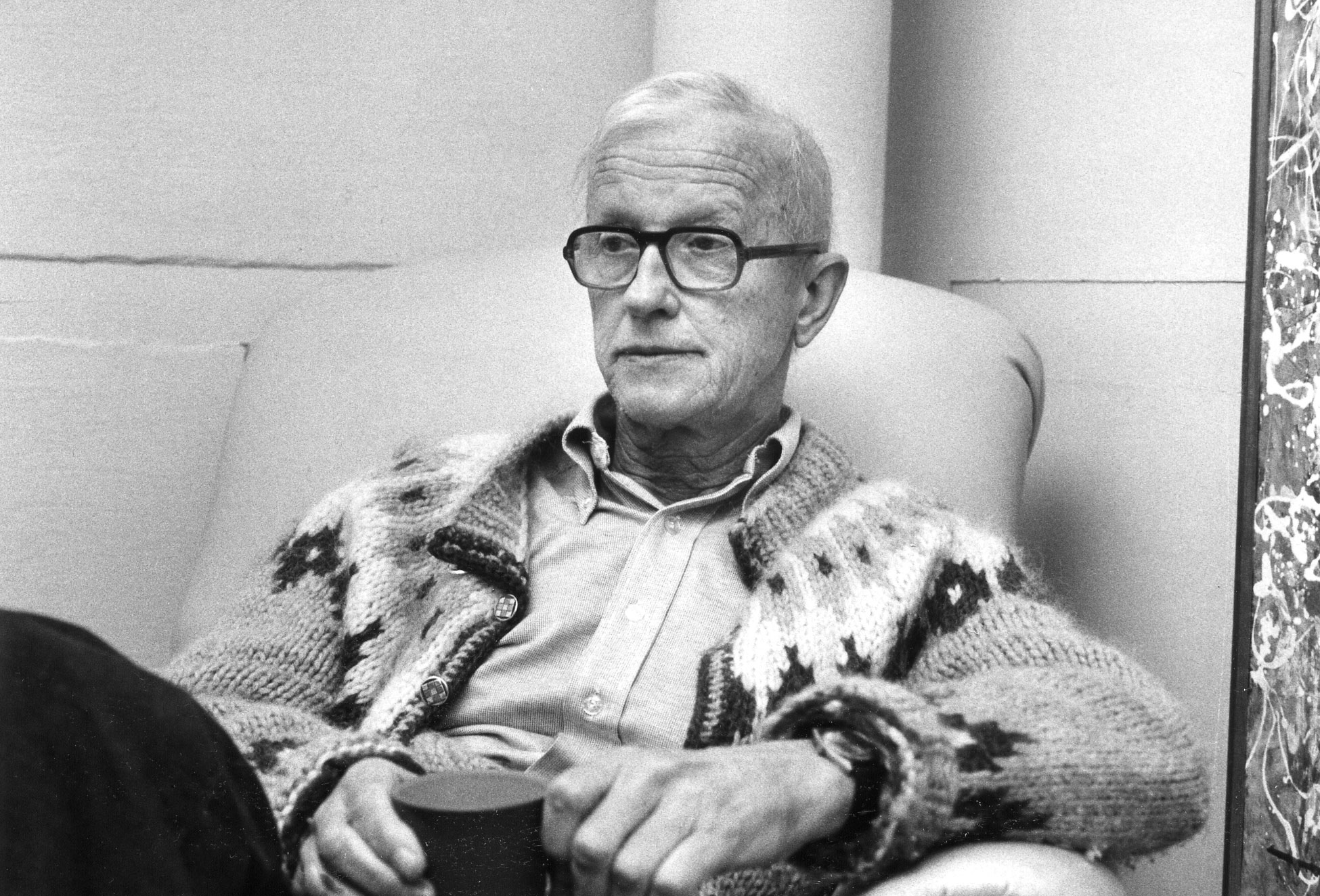
Max Delbrück

- 04. September: Max Delbrück, deutsch-amerikanischer Genetiker und Biophysiker († 1981)
- 04. September: Alexander Moyzes, slowakischer Komponist († 1984)
- 04. September: Wayne D. Overholser, US-amerikanischer Westernautor († 1996)
- 05. September: Dixie Boy Jordan, US-amerikanischer Country-Musiker († 1987)
- 05. September: Peter Mieg, Schweizer Komponist, Maler und Schriftsteller († 1990)
- 06. September: Karl Andres, deutscher Ministerialbeamter († 1996)
- 06. September: Nicolae Buicliu, rumänischer Komponist und Musikpädagoge († 1974)
- 06. September: Justiniano Torres Aparicio, argentinischer Arzt, Archäologie, Komponist, Musikwissenschaftler und Autor († 1992)
- 06. September: Luis Federico Leloir, argentinischer Biochemiker († 1987)
- 06. September: Max Müller, deutscher Philosoph († 1994)
- 07. September: Marcel Constans, französischer Autorennfahrer († 1945)
- 08. September: Paul Debes, Buddhist († 2004)
- 08. September: Fritz Schilgen, deutscher Leichtathlet († 2005)
- 09. September: Kurt Janetzky, deutscher Hornist († 1994)
- 09. September: Weldon Kilburn, kanadischer Pianist, Organist und Musikpädagoge († 1986)
- 09. September: Harri Larva, finnischer Mittelstreckenläufer und Olympiasieger († 1980)
- 09. September: Richard Lawrence, US-amerikanischer Bobfahrer († 1974)
- 11. September: Ernst Lehmann, sudetendeutscher Volkstumskämpfer und Mitbegründer des Witikobundes († 1990)
- 11. September: Gustav Seitz, deutscher Bildhauer und Zeichner († 1969)
- 12. September: Georges Posener, französischer Ägyptologe († 1988)
- 12. September: Maj Hemberg, schwedische Malerin († 1992)
- 12. September: Gerhard Winkler, deutscher Komponist von Unterhaltungsmusik († 1977)
- 14. September: Georg Abeler, deutscher Goldschmiedemeister, Uhrmacher und Gründer des Wuppertaler Uhrenmuseums († 1981)
- 15. September: Jacques Becker, französischer Filmregisseur († 1960)
- 17. September: Gerhard Gregor, deutscher Organist und Pianist († 1981)
- 17. September: Junius Richard Jayawardene, singhalesischer Politiker in Sri Lanka († 1996)
- 18. September: Hans Müller, deutscher Jurist und persönlicher Referent von Bormann († nach 1947)
- 18. September: Julio Rosales y Ras, Erzbischof von Cebu und Kardinal († 1983)
- 19. September: Anna Amalie Abert, deutsche Musikwissenschaftlerin († 1996)
- 19. September: Carla Hansen, dänische Schriftstellerin († 2001)
- 19. September: Dalibor Vačkář, tschechischer Komponist († 1984)
- 20. September: Philip Stuart Milner-Barry, britischer Schachmeister († 1995)
- 20. September: Ishizuka Tomoji, japanischer Schriftsteller († 1986)
- 22. September: Ilse Koch, Frau des Kommandanten des KZ Buchenwald, Karl Otto Koch († 1967)
- 22. September: Gustav Schäfer, deutscher Ruderer und Olympiasieger († 1991)
- 24. September: Michael Jary, deutscher Komponist († 1988)
- 24. September: Erwin Sutz, Schweizer evangelischer Geistlicher († 1987)
- 25. September: Alo Altripp, deutscher Maler und Grafiker († 1991)
- 25. September: Madeleine Bourdouxhe, belgische Schriftstellerin († 1996)

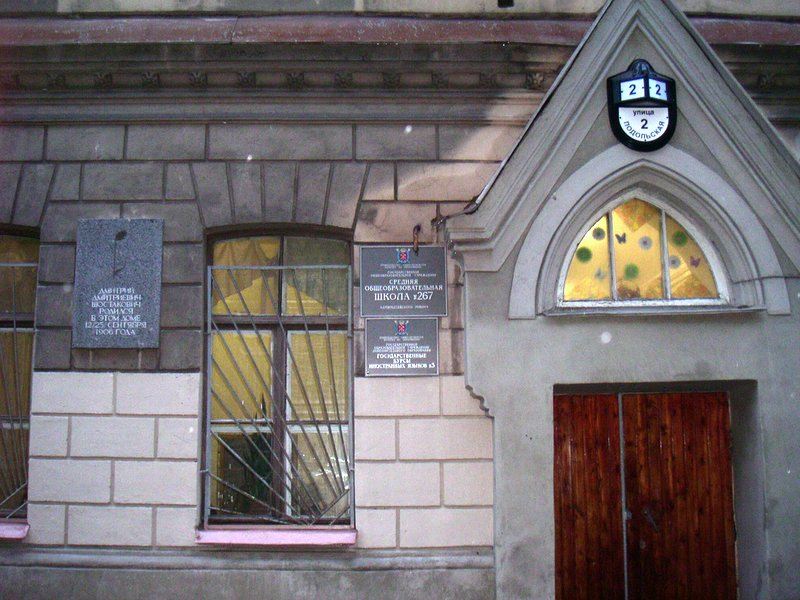
Gedenktafel am Geburtshaus von Schostakowitsch, Podolskaja-Straße 2, Sankt Petersburg

- 25. September: Dmitri Schostakowitsch, sowjetischer Komponist († 1975)
- 25. September: Hendrik Leendert Heijkoop († 1995), niederländischer Steuerberater, Prediger, Bibellehrer und Autor der Brüderbewegung
- 29. September: Henry Nash Smith, US-amerikanischer Kultur- und Literaturwissenschaftler († 1986)
- 29. September: Charles Wolcott, US-amerikanischer Musikdirektor, Komponist und Filmkomponist († 1987)
- 30. September: Michael Innes, schottischer Krimi-Schriftsteller († 1994)

### Oktober
- 01. Oktober: Estelle Evans, US-amerikanische Schauspielerin († 1985)
- 03. Oktober: Evelyn Holt, deutsche Schauspielerin († 2001)
- 04. Oktober: Eitel Cantoni, Automobilrennfahrer aus Uruguay († 1997)
- 05. Oktober: Ciro Versiani dos Anjos, brasilianischer Jurist, Journalist und Schriftsteller († 1994)
- 06. Oktober: Janet Gaynor, US-amerikanische Schauspielerin († 1984)

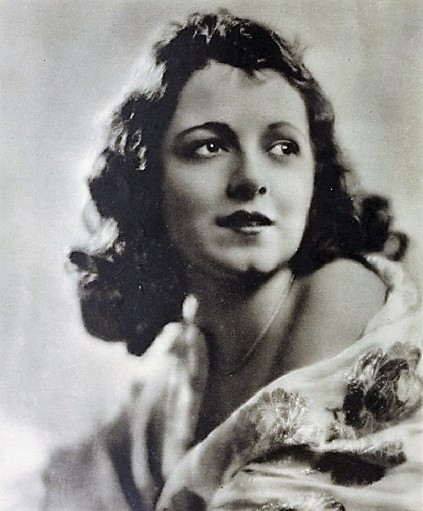
Janet Gaynor

- 06. Oktober: Waldemar von Knoeringen, deutscher Politiker († 1971)
- 07. Oktober: Laura Adani, italienische Schauspielerin († 1996)
- 07. Oktober: Friedrich Kless, deutscher General († 1994)
- 07. Oktober: James Edwin Webb, Administrator der NASA (1961–1968) († 1992)
- 08. Oktober: Ferdinand Fabra, deutscher Fußballtrainer († 2007)
- 09. Oktober: Tex Irvin, US-amerikanischer American-Football-Spieler († 1978)
- 09. Oktober: Jānis Ivanovs, lettischer Komponist († 1983)
- 09. Oktober: Oswald Malura, deutscher Maler († 2003)
- 09. Oktober: Josef Ponn, deutscher Skilangläufer († 1939)

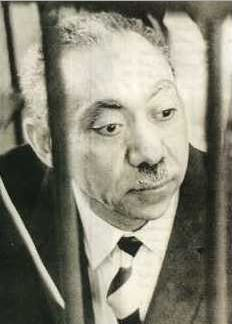
Sayyid Qutb

- 09. Oktober: Sayyid Qutb, Theoretiker der ägyptischen Muslimbruderschaft († 1966)
- 09. Oktober: Wolfgang Staudte, deutscher Filmregisseur († 1984)
- 10. Oktober: Paul Creston, US-amerikanischer Musiker und Komponist († 1985)
- 10. Oktober: Klaus Mehnert, deutscher Wissenschaftler und Schriftsteller († 1984)
- 10. Oktober: Nikolai Michailow, sowjetisch-russischer Journalist, Diplomat und Politiker († 1982)
- 11. Oktober: Walther Abel, deutscher klassischer Philologe († 1987)
- 11. Oktober: Earl Clark, US-amerikanischer American-Football-Spieler und -Trainer († 1978)
- 11. Oktober: Herbert Volwahsen, deutscher Bildhauer († 1988)
- 12. Oktober: Anderl Heckmair, deutscher Bergsteiger und -führer († 2005)
- 12. Oktober: Elise Riesel, österreichische Sprachwissenschaftlerin († 1989)
- 12. Oktober: Piero Taruffi, italienischer Motorrad- und Automobilrennfahrer († 1988)
- 12. Oktober: Julio Tahier, argentinischer Autor und Regisseur († 2004)
- 13. Oktober: Karl Holzamer, deutscher Philosoph, Pädagoge und ehemaliger Intendant des ZDF († 2007)
- 14. Oktober: Hannah Arendt, Politologin und Philosophin († 1975)
- 14. Oktober: Hassan al-Banna, ägyptischer Lehrer und Gründer der Muslimbruderschaft († 1949)
- 14. Oktober: Hubertus Prinz zu Löwenstein-Wertheim-Freudenberg, deutscher Politiker und Journalist († 1984)
- 14. Oktober: Rafael Rodríguez Colón, dominikanischer Mediziner, Politiker und Musiker (Todesjahr unbekannt)
- 15. Oktober: Juan Pablo Miranda, kubanischer Flötist und Komponist († 1986)
- 16. Oktober: Dino Buzzati, italienischer Schriftsteller († 1972)
- 16. Oktober: León Klimovsky, argentinischer Regisseur und Drehbuchautor († 1996)
- 17. Oktober: Hans Haas, österreichischer Gewichtheber und Olympiasieger († 1973)
- 17. Oktober: Franz Klafböck, österreichischer Politiker († 1969)
- 18. Oktober: Hermann Danz, KPD-Politiker und Widerstandskämpfer gegen den Nationalsozialismus († 1945)
- 20. Oktober: Sakaguchi Ango, japanischer Erzähler und Essayist († 1955)
- 21. Oktober: Petras Aleksandravičius, litauischer Bildhauer († 1997)
- 21. Oktober: Lillian Gertrud Asplund, US-amerikanische Überlebende der Titanic-Katastrophe († 2006)
- 21. Oktober: Varise Connor, US-amerikanischer Cajun-Musiker (Fiddlespieler) († 1994)
- 21. Oktober: Tomojiro Ikenouchi, japanischer Komponist und Musikpädagoge († 1991)
- 22. Oktober: Fritz Cremer, deutscher Bildhauer, Vizepräsident der Akademie der Künste der DDR († 1993)
- 22. Oktober: Kees van Baaren, niederländischer Komponist und Musikpädagoge († 1970)
- 24. Oktober: Marie-Louise von Motesiczky, österreichische Malerin des Expressionismus († 1996)
- 24. Oktober: Nils Västhagen, Professor für Betriebswirtschaftslehre († 1965)
- 26. Oktober: Primo Carnera, italienischer Schwergewichtsboxer († 1967)
- 27. Oktober: Ōno Kazuo, japanischer Tänzer († 2010)
- 28. Oktober: John P. Austin, US-amerikanischer Szenenbildner († 1997)
- 28. Oktober: Claus-Joachim von Heydebreck, deutscher Politiker († 1985)
- 29. Oktober: Franziska Bilek, deutsche Zeichnerin und Karikaturistin († 1991)
- 30. Oktober: Albert Broschek, deutscher Automobilrennfahrer und Verleger († 1953)
- 30. Oktober: Giuseppe Farina, italienischer Automobilrennfahrer, erster Formel-1-Weltmeister († 1966)
- 30. Oktober: Hermann Fegelein, Soldat und Offizier der Waffen-SS († 1945)
- 31. Oktober: Emil Bettgenhäuser, deutscher Politiker und MdR († 1982)
- 31. Oktober: Lilo Linke, deutsche Schriftstellerin und Reporterin († 1963)
- 31. Oktober: Sigfrit Steiner, Schweizer Schauspieler und Regisseur († 1988)

### November
- 01. November: Gwendolyn Koldofsky, kanadische Pianistin und Musikpädagogin († 1998)
- 02. November: Daniil Leonidowitsch Andrejew, russischer Schriftsteller und Dichter († 1959)
- 02. November: Luchino Visconti, italienischer Schriftsteller, Theater- und Filmregisseur († 1976)
- 02. November: Ruth Hellberg, deutsche Schauspielerin († 2001)
- 03. November: Hermann Herbold, deutscher Ruderer († 1985)
- 03. November: Alma Rosé, österreichische Violinistin († 1944)
- 04. November: Judith Andrée-Hanslik, österreichische Philologin († 1951)
- 04. November: Siegfried Borris, deutscher Komponist und Musikpädagoge († 1987)
- 04. November: Arnold Cooke, britischer Komponist († 2005)
- 04. November: Jean Filliozat, französischer Mediziner († 1982)
- 04. November: Bernhard Günther, deutscher Politiker († 1981)
- 04. November: Rudolf Jahn, Ministerpräsident des Landes Brandenburg († 1990)
- 04. November: Sterling North, US-amerikanischer Schriftsteller († 1974)
- 04. November: Ulrich Steinmann, deutscher Volkskundler († 1983)

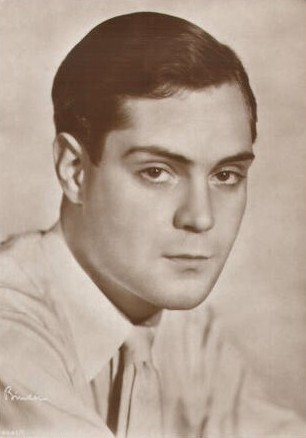
Rolf von Goth

- 05. November: Rolf von Goth, deutscher Schauspieler und Hörspielregisseur († 1981)
- 05. November: Fred Whipple, US-amerikanischer Astronom († 2004)
- 06. November: Karl Schuke, deutscher Orgelbauer († 1987)
- 08. November: Nikolaos Pantelis Andriotis, griechischer Sprachwissenschaftler und Neogräzist († 1976)
- 09. November: Ton Kotter, niederländischer Komponist und Dirigent († 1991)
- 10. November: Robert Huber, deutscher Ruderer († 1942)
- 10. November: Josef Kramer, KZ-Kommandant († 1945)
- 11. November: Georg Aumann, deutscher Mathematiker († 1980)
- 13. November: Gobulo Wanrong, letzte Kaiserin der Qing-Dynastie in China, spätere Kaiserin von Manchukuo († 1946)
- 13. November: Willibald Kreß, deutscher Fußballspieler († 1989)
- 14. November: Louise Brooks, US-amerikanische Filmschauspielerin († 1985)
- 14. November: Lane Dwinell, US-amerikanischer Politiker († 1997)
- 16. November: Henri Charrière, französischer Schriftsteller († 1973)
- 16. November: Octavio Antonio Beras Rojas, Erzbischof von Santo Domingo und Kardinal († 1990)
- 17. November: Sōichirō Honda, japanischer Unternehmer († 1991)
- 18. November: Sait Faik Abasıyanık, türkischer Schriftsteller († 1954)
- 18. November: Alec Issigonis, britischer Automobilkonstrukteur († 1988)
- 18. November: George Wald, US-amerikanischer Physiologe und Nobelpreisträger († 1997)
- 18. November: Guido Wieland, österreichischer Schauspieler, Regisseur und Operettenbuffo († 1993)

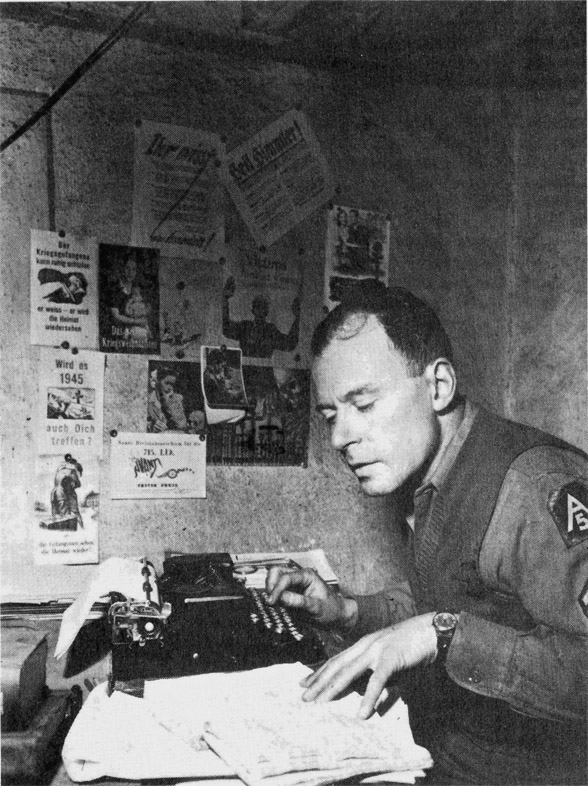
Klaus Mann, 1944

- 18. November: Klaus Mann, deutscher Schriftsteller († 1949)
- 18. November: Ōta Yōko, japanische Schriftstellerin († 1963)
- 19. November: Lorenz Humburg, deutscher Maler und Kunstpädagoge († 1994)
- 19. November: Paul Cheikho, Patriarch von Babylon der Chaldäer († 1989)
- 21. November: Alfred Nau, deutscher Politiker († 1983)
- 22. November: Jørgen Juve, norwegischer Fußballspieler († 1983)
- 23. November: Andrew C. Berry, US-amerikanischer Mathematiker († 1998)
- 23. November: Norman Culpan, britischer Automobilrennfahrer († 2005)
- 23. November: Oscar Heiler, deutscher Schauspieler und Komiker († 1995)
- 23. November: Kurt Neuwald, Vorsitzender des Landesverbandes der Jüdischen Gemeinden in Westfalen-Lippe († 2001)
- 23. November: Karl Otto Paetel, deutscher Journalist und Publizist, Nationalbolschewist († 1975)
- 24. November: Conrad Hansen, deutscher Pianist († 2002)
- 24. November: Käthe Mitzlaff-Pahlke, deutsche Malerin († 1970)
- 25. November: Heinz Autenrieth, deutscher Jurist († 1984)
- 26. November: Leo Eino Aario, finnischer Geograph und Geologe († 1998)
- 26. November: Heinz Frommhold, deutscher Politiker († 1979)
- 26. November: Maximilian zu Hardegg, österreichischer Adliger und Automobilrennfahrer († 1931)
- 27. November: Hans Sylvius Hermann Maria von Aulock, deutscher Bankier und Numismatiker († 1980)
- 27. November: Kurt Lindner, deutscher Unternehmer und Jagdwissenschaftler († 1987)
- 28. November: Dmitri Sergejewitsch Lichatschow, russischer Philologe und Slawist († 1999)
- 29. November: Käthe Krauß, deutsche Leichtathletin und Olympionikin († 1970)
- 30. November: John Dickson Carr, Autor († 1977)
- 30. November: Ludwig Engel, Oberbürgermeister von Darmstadt († 1975)

### Dezember
- 02. Dezember: Jean Daninos, französischer Automobilkonstrukteur und Unternehmer († 2001)
- 02. Dezember: Garland Grange, US-amerikanischer American-Football-Spieler († 1981)
- 02. Dezember: Franz Reichleitner, Mitglied der Kriminalpolizei und der NSDAP († 1944)
- 04. Dezember: Toni Babl, deutscher Motorradrennfahrer († 1936)

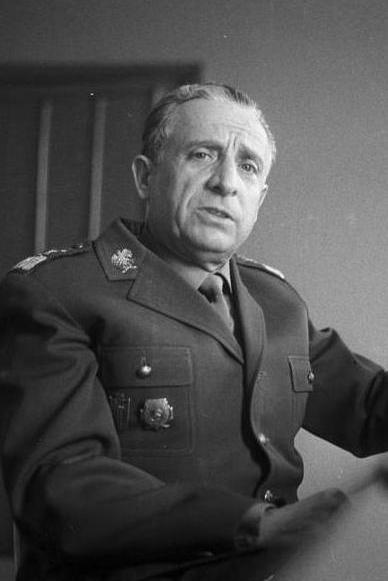
Marian Spychalski

- 06. Dezember: Marian Spychalski, polnischer stalinistischer Politiker († 1980)
- 07. Dezember: Eduard Zak, österreichischer Schriftsteller, Übersetzer und Kritiker († 1979)
- 07. Dezember: Elisabeth Höngen, deutsche Sängerin (Mezzosopran) († 1997)
- 07. Dezember: Erika Fuchs, deutsche Übersetzerin († 2005)
- 08. Dezember: Philipp Auerbach, deutscher Politiker und Staatskommissar für rassisch, religiös und politisch Verfolgte († 1952)
- 08. Dezember: Edmond Kramer, Schweizer Fußballspieler († 1945)
- 08. Dezember: Helene Michelson, estnische Eiskunstläuferin († unbekannt)
- 09. Dezember: Grace Hopper, US-amerikanische Informatikerin († 1992)
- 09. Dezember: Hans Mock, deutscher und österreichischer Fußballspieler († 1982)
- 09. Dezember: Inés Puyó, chilenische Malerin († 1996)
- 09. Dezember: Leocadio Vizcarrondo, puerto-ricanischer Musiker, Arrangeur und Komponist († 1993)
- 10. Dezember: Aimo Anshelm Aaltonen, finnischer Politiker († 1987)
- 10. Dezember: Harold Campbell Adamson, US-amerikanischer Komponist, Filmkomponist und Liedtexter († 1980)
- 10. Dezember: Phyllis Holtby, kanadische Pianistin, Cembalistin und Musikpädagogin († 1993)
- 10. Dezember: Julius Maus, deutscher Radsportler († 1934)
- 10. Dezember: Itō Shizuo, japanischer Lyriker († 1953)
- 11. Dezember: Pietro Serantoni, italienischer Fußballspieler und -trainer († 1964)
- 12. Dezember: George William Andrews, US-amerikanischer Politiker († 1971)
- 12. Dezember: Liselott Baumgarten, deutsche Schauspielerin († 1981)
- 12. Dezember: Willi Gayler, deutscher Forstmann († 2001)
- 12. Dezember: Émile Marcelin, französischer Komponist († 1954)
- 12. Dezember: Pamela Wedekind, deutsche Schauspielerin und Chansonsängerin († 1986)
- 12. Dezember: Paul Goosmann, deutscher Pädagoge, Gewerkschafter und Politiker (SPD), MdBB († 1992)
- 13. Dezember: Boris Tichonowitsch Koschewnikow, russischer Komponist und Professor († 1985)
- 13. Dezember: Ingmar Liljefors, schwedischer Komponist († 1981)
- 13. Dezember: Josef Maria Reuss, Weihbischof in Mainz und Titularbischof von Sinope († 1985)
- 13. Dezember: Laurens van der Post, südafrikanischer Schriftsteller († 1996)
- 14. Dezember: Helmut Bornefeld, deutscher Kirchenmusiker, Komponist, Orgelsachverständiger, Grafiker und Autor († 1990)
- 15. Dezember: George Whelan Anderson junior, US-amerikanischer Admiral († 1992)
- 15. Dezember: Gustav Maier, deutscher Ruderer († unbekannt)
- 15. Dezember: Yamamuro Shizuka, japanischer Literatur- und Kulturkritiker († 2000)
- 16. Dezember: Arwed Blomeyer, deutscher Rechtswissenschaftler († 1995)
- 17. Dezember: William McChesney Martin, US-amerikanischer Notenbankchef († 1998)
- 17. Dezember: Alfred Roßner, deutscher Unternehmer und Judenretter († 1943)

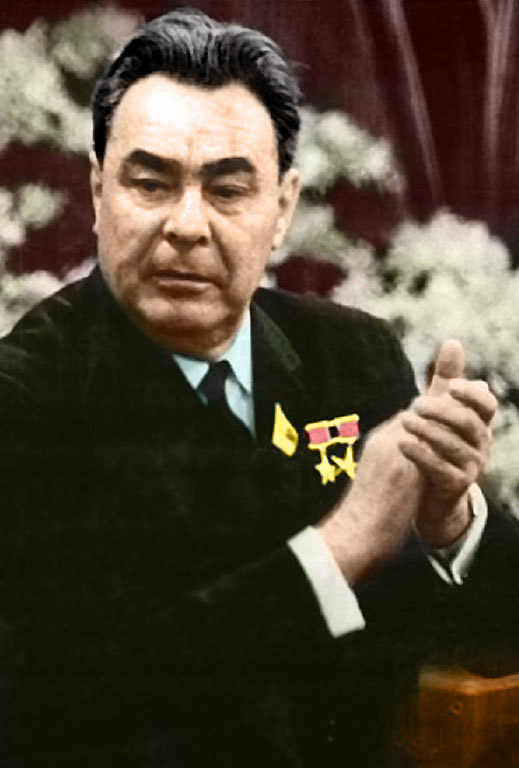
Leonid Iljitsch Breschnew, 1967

- 19. Dezember: Leonid Iljitsch Breschnew, sowjetischer Politiker († 1982)
- 20. Dezember: John Ludovic Ford, britischer Automobilrennfahrer († 1957)
- 20. Dezember: Lowell Gilmore, US-amerikanischer Schauspieler († 1960)
- 20. Dezember: Léopold Sédar Senghor, afrikanischer Dichter und Politiker († 2001)
- 21. Dezember: Georg Knepler, österreichischer Musikwissenschaftler († 2003)
- 23. Dezember: Ross Lee Finney, US-amerikanischer Komponist († 1997)
- 23. Dezember: Wolfgang Vacano, deutsch-amerikanischer Dirigent und Musikpädagoge († 1985)
- 24. Dezember: Paul Bromme, deutscher Politiker († 1975)
- 24. Dezember: Joseph Höffner, Erzbischof des Erzbistums Köln und Kardinal († 1987)
- 24. Dezember: Wolfgang Kayser, deutscher Germanist und Literaturwissenschaftler († 1960)
- 24. Dezember: Eduard Leuze, deutscher Politiker († 1973)
- 24. Dezember: Franz Waxman, deutscher Filmkomponist, Dirigent und Arrangeur († 1967)
- 25. Dezember: Clark M. Clifford, US-amerikanischer Politiker († 1998)
- 25. Dezember: Ernst Ruska, deutscher Elektrotechniker und Erfinder des Elektronenmikroskops († 1988)
- 26. Dezember: Imperio Argentina, spanische Sängerin und Filmschauspielerin († 2003)
- 26. Dezember: Gordon H. Scherer, US-amerikanischer Politiker († 1988)
- 27. Dezember: Gualterio Enrique Ahrens, argentinischer Brigadegeneral und Botschafter († 1981)
- 27. Dezember: Andreas Feininger, US-amerikanischer Fotograf († 1999)
- 27. Dezember: Erwin Geschonneck, deutscher Schauspieler († 2008)
- 28. Dezember: Leni Schmidt, deutsche Sprinterin († 1985)
- 29. Dezember: Jean Vuillermoz, französischer Komponist († 1940)
- 30. Dezember: Otto Apel, deutscher Architekt († 1966)
- 30. Dezember: Elfriede Arnold-Dinkler, deutsche Pädagogin († 1980)
- 30. Dezember: Carol Reed, britischer Filmregisseur († 1976)
- 30. Dezember: Johann Adolf Graf von Kielmansegg, deutscher General († 2006)
- 30. Dezember: Walter Wiora, deutscher Musikwissenschaftler († 1997)
- 31. Dezember: Fritz Ruoff, deutscher Bildhauer und Maler († 1986)

### Genaues Geburtsdatum unbekannt
- Rafael Adame, mexikanischer Komponist und Gitarrist († 1963)
- Costantino Affer, italienischer Medailleur († 1987)
- Walter William Hector Ash, britischer Konteradmiral († 1998)
- Marie-Berthe Aurenche, französische Malerin († 1960)
- Cuba Austin, US-amerikanischer Jazz-Schlagzeuger († 1961)
- Luigi Cavanna, italienischer Motorrad- und Automobilrennfahrer († 1974)
- Ahmad Ebādi, iranischer Setarspieler († 1993)
- Hal Evans, englischer Komponist, Arrangeur, Pianist und Dirigent († 1998)
- Ibrahim al-Istiwani, syrischer Diplomat († unbekannt)
- Jules Jacob, kanadischer Sänger (Tenor) († 1969)
- Abu’l-Qasim Faizi, iranischer Bahai († 1980)
- Karl Weinmair, deutscher Maler († 1944)
- Juan Zanelli, chilenischer Automobilrennfahrer und Widerstandskämpfer im Zweiten Weltkrieg († 1944)

## Gestorben

### Januar bis März
- 05. Januar: Clemens de Lassaulx, deutscher Forstmann (* 1809)
- 06. Januar: Gabrielle Krauss, österreichische Opernsängerin (* 1842)
- 06. Januar: Friedrich Weigle, deutscher Orgelbauer (* 1850)
- 08. Januar: Édouard Blau, französischer Librettist und Schriftsteller (* 1836)
- 11. Januar: Moses Kimball Armstrong, US-amerikanischer Politiker (* 1832)
- 12. Januar: François Durel, französischer Architekt und Unternehmer (* 1856)
- 13. Januar: Alexander Popow, russischer Physiker (* 1859)
- 16. Januar: Anton Wunderer, österreichischer Hornist und Komponist (* 1850)
- 18. Januar: William Gatacre, britischer General (* 1843)

Bartolomé Mitre um 1900

- 19. Januar: Bartolomé Mitre, argentinischer Staatsmann, militärischer Führer und Historiker (* 1821)
- 22. Januar: Josef Albert Amann, deutscher Gynäkologe (* 1832)
- 24. Januar: Henri Duvernoy, französischer Musikpädagoge, Organist und Komponist (* 1820)
- 25. Januar: John S. Harris, US-amerikanischer Politiker (* 1825)
- 25. Januar: Joseph Wheeler, General der Südstaaten (* 1836)
- 26. Januar: Wilhelm Fürchtegott Niedermann, Schweizer Journalist und Bühnenautor (* 1841)
- 26. Januar: Bruno Casimir Albert Emil Ferdinand Fürst zu Ysenburg und Büdingen, Fürst zu Ysenburg-Büdingen (* 1837)
- 29. Januar: Christian IX., dänischer König (* 1818)
- 08. Februar: Giuseppina Gabriella Bonino, Selige, italienische Ordensschwester und Ordensgründerin (* 1843)
- 08. Februar: Wilhelm von Christ, deutscher Altphilologe (* 1831)
- 08. Februar: Josue Jean Philippe Valeton der Ältere, niederländischer reformierter Theologe und Orientalist (* 1814)
- 10. Februar: Anton Hermann Albrecht, deutscher evangelischer Theologe und Dichter (* 1835)
- 13. Februar: Albert Gottschalk, dänischer Maler (* 1866)
- 17. Februar: Carlo von Mentlen, Schweizer Politiker (* 1830)
- 18. Februar: Adolph Freiherr von Asch zu Asch auf Oberndorff, deutscher General (* 1839)
- 19. Februar: Wilhelm Heyd, deutscher Bibliothekar und Historiker (* 1823)
- 20. Februar: Jean Louis Cabanis, deutscher Ornithologe (* 1816)
- 22. Februar: Edward Armitage, englischer Botaniker (* 1822)
- 25. Februar: Anton Stepanowitsch Arenski, russischer Komponist (* 1861)
- 26. Februar: Tomaso Benvenuti, italienischer Komponist (* 1838)
- 27. Februar: Samuel Pierpont Langley, Astrophysiker und Flugpionier (* 1834)
- 28. Februar: Mihály Zichy, ungarischer Maler (* 1827)
- 01. März: Moritz Heyne, deutscher Germanist und Lexikograph (* 1837)
- 07. März: Arnold Neher, Schweizer Landschaftsgärtner und Bühnenautor (* 1846)
- 08. März: Rudolf Auspitz, österreichischer Industrieller, Nationalökonom, Politiker und Bankier (* 1837)
- 10. März: Eugen Richter, deutscher Politiker (* 1838)
- 12. März: Joseph Monier, Gärtner, Erfinder des Stahlbetons (* 1823)
- 13. März: Heinrich Schwenger, Baumeister (* 1840)
- 13. März: Susan B. Anthony, US-amerikanische Frauenrechtlerin (* 1820)
- 14. März: George Coppin, australischer Schauspieler, Theaterunternehmer und Politiker (* 1819)
- 17. März: Konrad Beyer, deutscher Dichter und Literaturhistoriker (* 1834)
- 17. März: Johann Most, Sozialdemokrat, später Anarchist (* 1846)
- 19. März: James Camp Tappan, US-amerikanischer Politiker und Brigadegeneral (* 1825)

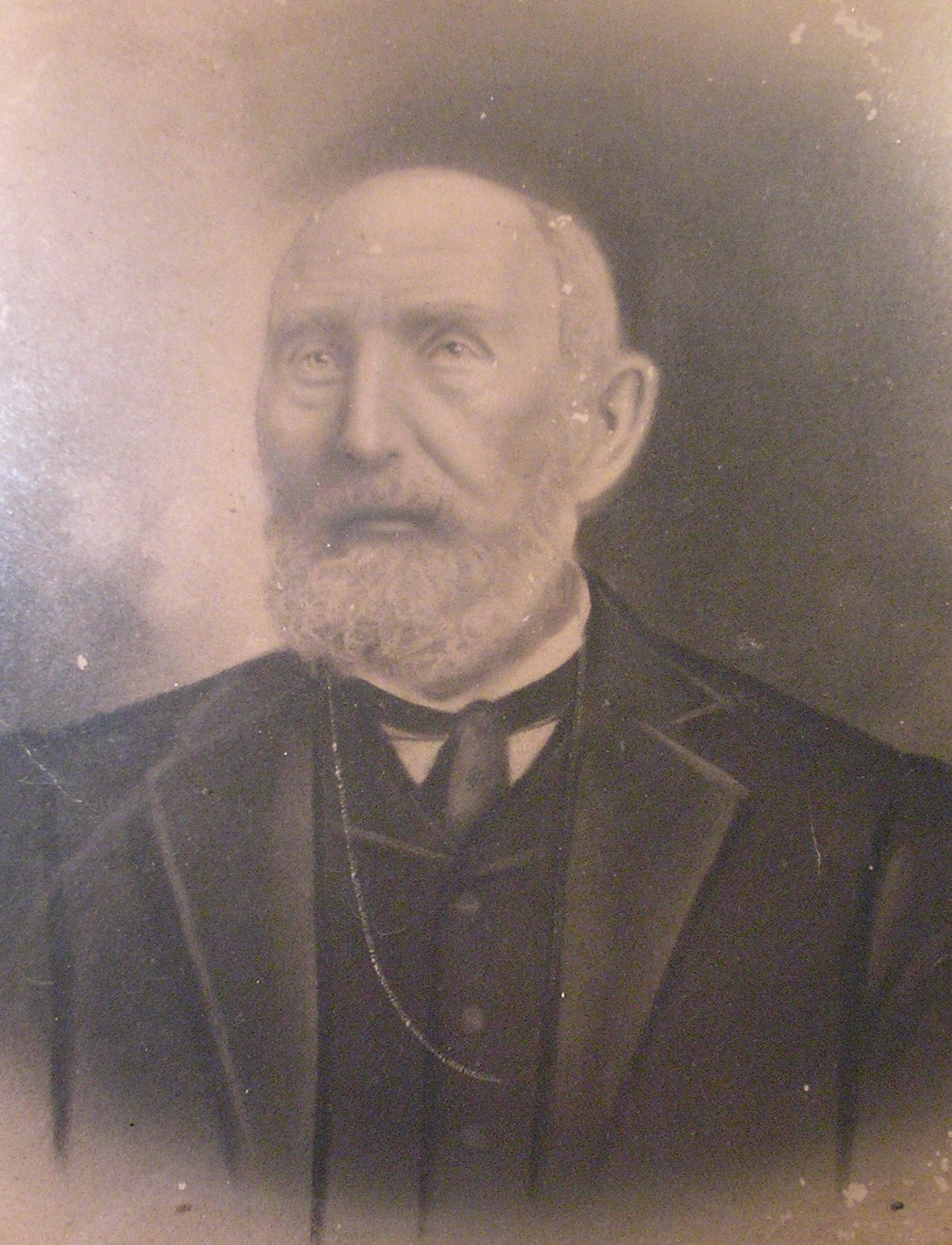
Hermann Rogalla von Bieberstein

- 18. März: Hermann Rogalla von Bieberstein, deutsch-US-amerikanischer Bauingenieur und Politiker (* 1823)
- 19. März: Martin Nováček, böhmischer Komponist, Dirigent, Musikpädagoge und Musiker (* 1834)
- 20. März: William Carlile Arnold, US-amerikanischer Politiker (* 1851)
- 21. März: Carl Heinrich von Siemens, deutscher Industrieller (* 1829)
- 27. März: William Kelly nordirischer Altsprachler, Bibelausleger, Autor und Prediger der Brüderbewegung (* 1821)
- 28. März: Karl Rudolf Seyerlen, deutscher evangelischer Theologe (* 1831)

### April bis Juni
- 01. April: Cosme San Martín, chilenischer Maler (* 1849)
- 04. April: Heinrich Eduard Ausfeld, deutscher Archivar und Historiker (* 1850)
- 06. April: Friedrich Hultsch, deutscher Altphilologe und Mathematikhistoriker (* 1833)
- 06. April: Alexander Lange Kielland, norwegischer Autor (* 1849)
- 10. April: Georgi Apollonowitsch Gapon, Pope, Anführer in der Revolution von 1905 (* 1870)
- 16. April: William James Farrer, australischer Agrarwissenschaftler und Weizenzüchter (* 1845)

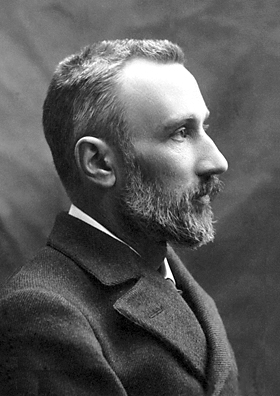
Pierre Curie

- 19. April: Pierre Curie, französischer Physiker und Nobelpreisträger (* 1859)
- 19. April: Spencer Gore, englischer Tennis- und Cricketspieler (* 1850)
- 23. April: Leopold Arnsperger, deutscher Mediziner und Politiker (* 1834)
- 24. April: Wilhelm Bogler, deutscher Architekt (* 1825)
- 25. April: John Knowles Paine, US-amerikanischer Komponist (* 1839)
- 27. April: Paul Pacher von Theinburg, österreichischer Industrieller und Politiker (* 1832)
- 09. Mai: Fritz Stavenhagen, niederdeutscher Dramatiker (* 1876)
- 09. Mai: Charles Wels, US-amerikanischer Komponist (* 1825)
- 10. Mai: Hashim Jalilul Alam Aqamaddin, Sultan von Brunei (* 1825)
- 14. Mai: Carl Schurz, US-amerikanischer General und Staatsmann (* 1829)
- 18. Mai: Gaston Frommel, französisch-schweizerischer evangelischer Geistlicher und Hochschullehrer (* 1862)
- 20. Mai: Claire von Glümer, deutsche Schriftstellerin und Übersetzerin (* 1825)

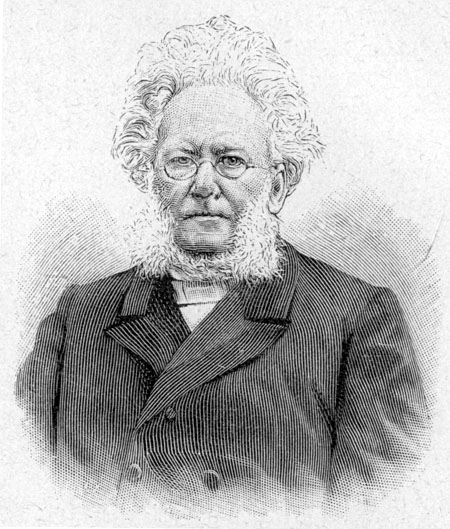
Henrik Ibsen

- 23. Mai: Henrik Ibsen, norwegischer Schriftsteller und Dramatiker (* 1828)
- 24. Mai: Heinrich Reimann, deutscher Musikwissenschaftler, Organist und Komponist (* 1850)
- 24. Mai: Albert Grühn, deutsch-baltischer Theologe und evangelischer Märtyrer (* 1859)
- 27. Mai: Erich Zweigert, deutscher Politiker (* 1849)
- 02. Juni: Ludwig Brackebusch, deutscher Geologe, Mineraloge, Paläontologe und Professor (* 1849)
- 04. Juni: Arthur Pue Gorman, US-amerikanischer Politiker (* 1839)

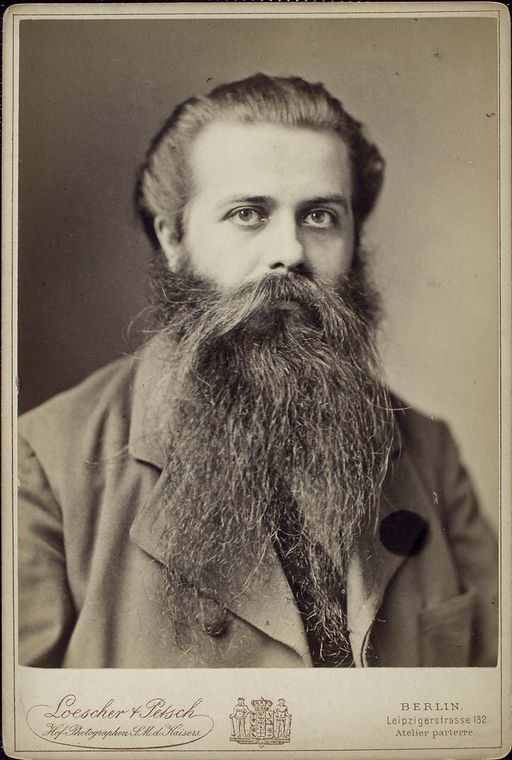
Eduard von Hartmann

- 05. Juni: Eduard von Hartmann, deutscher Philosoph (* 1842)
- 08. Juni: Christian Horneman, dänischer Komponist (* 1840)
- 13. Juni: Franz Anton Goldkuhle, deutscher Bildhauer, Kunsttischler und Altarbauer (* 1827)
- 15. Juni: Jakob Friedrich Alois Hemberger, deutscher Architekt und großherzoglich badischer Baubeamter (* 1826)
- 10. Juni: Richard Seddon, Premierminister von Neuseeland (* 1845)
- 11. Juni: Heinrich Hart, deutscher Schriftsteller und naturalistischer Literatur- und Theaterkritiker (* 1855)
- 17. Juni: Harry Nelson Pillsbury, US-amerikanischer Schachspieler (* 1872)
- 18. Juni: John M. Pattison, US-amerikanischer Politiker (* 1847)
- 18. Juni: Wenzel Lustkandl, österreichischer Politiker und Jurist (* 1832)
- 29. Juni: Simon Pollard Hughes, US-amerikanischer Politiker (* 1830)
- 29. Juni: Albert Sorel, französischer Schriftsteller (* 1842)
- Juni: Cesare Dall’Olio, italienischer Komponist und Musikpädagoge (* 1849)

### Juli bis September
- 01. Juli: Manuel Patricio Rodríguez García, spanischer Opernsänger, Gesangslehrer und Musikpädagoge (* 1805)
- 05. Juli: Paul Karl Ludwig Drude, deutscher Physiker (* 1863)
- 05. Juli: Jules Breton, französischer Maler (* 1827)
- 05. Juli: Alfred Vincent, Schweizer Mediziner und Politiker (* 1850)
- 09. Juli: Henry Cullen Adams, US-amerikanischer Politiker (* 1850)
- 11. Juli: Heinrich Gelzer, Schweizer klassischer Philologe, Althistoriker und Byzantinist (* 1847)
- 15. Juli: William Painter, US-amerikanischer Erfinder (* 1838)
- 17. Juli: Carlos Enrique José Pellegrini Bevans, argentinischer Präsident (* 1846)
- 19. Juli: Johann Jakob Nater der Ältere, Schweizer Komponist, Organist und Dirigent (* 1826)
- 24. Juli: Ferdinand von Saar, österreichischer Schriftsteller, Dramatiker und Lyriker (* 1833)
- 06. August: George Marsden Waterhouse, Premierminister von South Australia und Neuseeland (* 1824)
- 06. August: Caroline Amalie Meldahl, dänische Malerin (* 1838)
- 11. August: Philipp Maria Prosper, Prinz und Herzog von Arenberg (* 1848)
- 25. August: Max von Eyth, deutscher Ingenieur (* 1836)
- 26. August: Eugen Gura, österreichischer Opernsänger (* 1842)
- 30. August: Hans Wilhelm Auer, Schweizer Architekt (* 1847)
- 00. August: Napoléon Alkan, französischer Komponist und Musikpädagoge (* 1826)

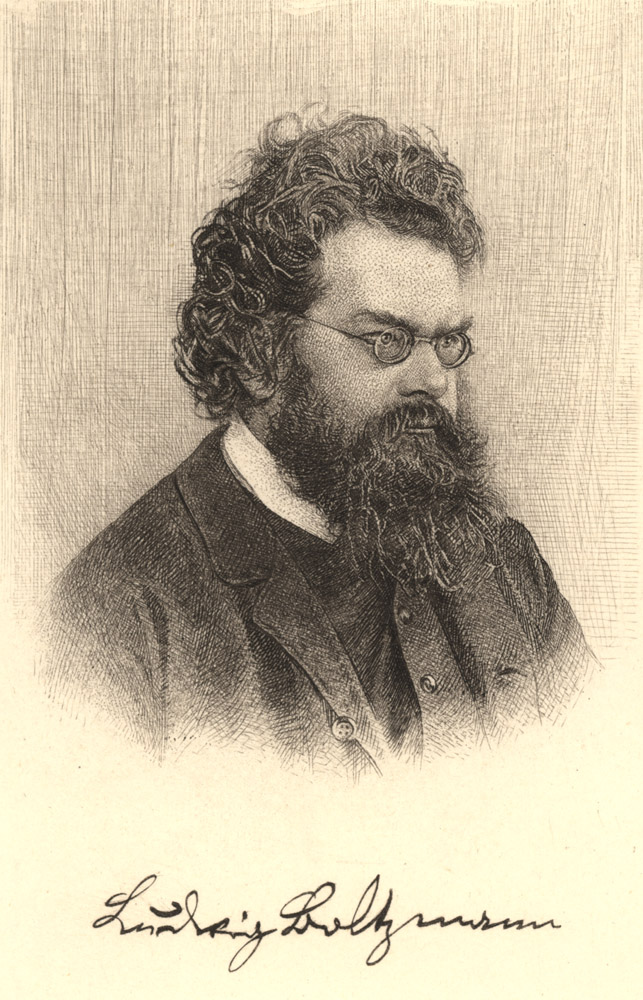
Ludwig Boltzmann

- 04. September: Gustav von Schlesinger, deutscher Journalist, Jurist und Unternehmer (* 1834)
- 05. September: Ludwig Boltzmann, österreichischer Physiker (* 1844)
- 07. September: Johann Nepomuk Martin von Appel, österreichischer Geheimer Rat, Teresienritter, General der Kavallerie, Kommandierender General im Banat (* 1826)
- 11. September: Carl de Ahna, deutscher Mediziner und Politiker (* 1847)
- 13. September: Albrecht von Preußen, Regent des Herzogtums Braunschweig (* 1837)
- 13. September: Ludwig Zimmermann, deutsch-baltischer evangelischer Märtyrer (* 1852)
- 22. September: Jacob A. Ambler, US-amerikanischer Politiker (* 1829)
- 22. September: Oscar Levertin, schwedischer Schriftsteller (* 1862)
- 24. September: Heinrich Scharrer, deutscher Botaniker und Landschaftsarchitekt (* 1828)

### Oktober bis Dezember
- 03. Oktober: Ferdinand Ritter von Attlmayr, österreichischer Seetaktiker und Offizier (* 1829)
- 06. Oktober: Franz Josef Bucher, Schweizer Hotelier, Eisenbahnpionier und Unternehmer (* 1834)
- 07. Oktober: Daniel T. Jewett, US-amerikanischer Politiker (* 1807)
- 10. Oktober: Karl Attenhofer, schweizerischer Jurist und Bundesrichter (* 1836)
- 13. Oktober: Ada Lewis-Hill, englische Amateurmusikerin und Stifterin (* 1844)
- 15. Oktober: Anastasios Christomanos, griechischer Chemiker und Rektor der Universität Athen (* 1841)
- 18. Oktober: Friedrich Konrad Beilstein, deutsch-russischer Chemiker (* 1838)
- 19. Oktober: Karl Pfizer, deutscher Chemiker (* 1824)

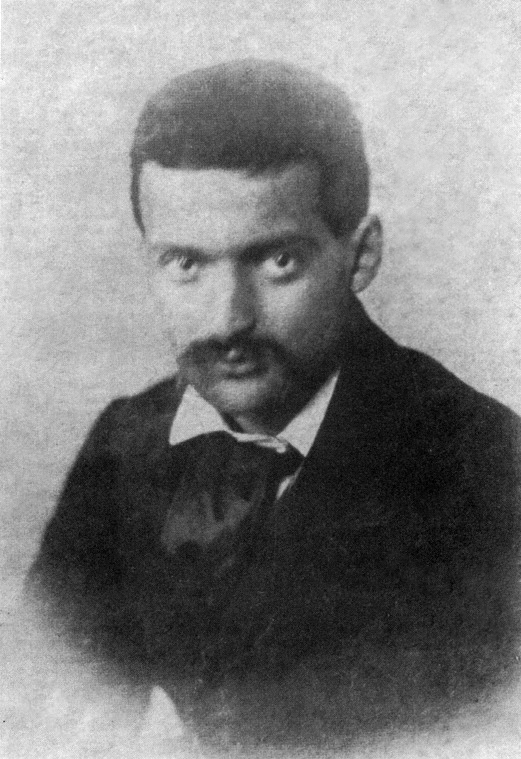
Paul Cézanne, um 1861

- 20. Oktober: Buck Ewing, US-amerikanischer Baseballspieler (* 1859)
- 22. Oktober: Paul Cézanne, französischer Maler (* 1839)
- 22. Oktober: Emil Ludwig Schmidt, deutscher Anthropologe (* 1837)
- 26. Oktober: Johann Dzierzon, schlesischer Priester, Imker und Naturforscher (* 1811)
- 27. Oktober: Ferdinand Hartzer, deutscher Bildhauer (* 1838)
- 04. November: Ernst Förstemann, deutscher Archivar, Bibliothekar und Historiker (* 1822)
- 07. November: Heinrich Seidel, deutscher Ingenieur und Schriftsteller (* 1842)
- 09. November: Gustav Augspurg, deutscher Rechtsanwalt und Politiker (* 1837)
- 12. November: Anna Houry, französische Feministin und Fourieristin (* 1831)
- 16. November: Juhana Heikki Erkko, finnischer Schriftsteller (* 1849)
- 18. November: Frederick Augustus Tritle, US-amerikanischer Politiker (* 1833)
- 19. November: François de Mahy, französischer Politiker (* 1830)
- 20. November: Jakob Julius David, österreichischer Journalist und Schriftsteller (* 1859)
- 26. November: Carl Abel, deutscher Altphilologe, Journalist und Übersetzer (* 1837)
- 28. November: Oskar Emil Andersson, schwedischer Comiczeichner (* 1877)
- 29. November: Elisha Dyer junior, US-amerikanischer Politiker (* 1839)
- 06. Dezember: George Whitman Hendee, US-amerikanischer Politiker (* 1832)
- 06. Dezember: Wilhelm Taurit, deutsch-baltischer Pastor und evangelischer Märtyrer (* 1870)
- 07. Dezember: Élie Ducommun, Schweizer Politiker und Friedensnobelpreisträger (* 1833)
- 14. Dezember: John Mercer Brooke, US-amerikanische Militärperson (* 1826)
- 14. Dezember: Jean Abraham Chrétien Oudemans, niederländischer Astronom (* 1827)
- 27. Dezember: Gerhard Ahlhorn, deutscher Landwirt und Politiker (* 1815)
- 29. Dezember: Wilhelm Dittenberger, deutscher Klassischer Philologe und Epigraphiker (* 1840)

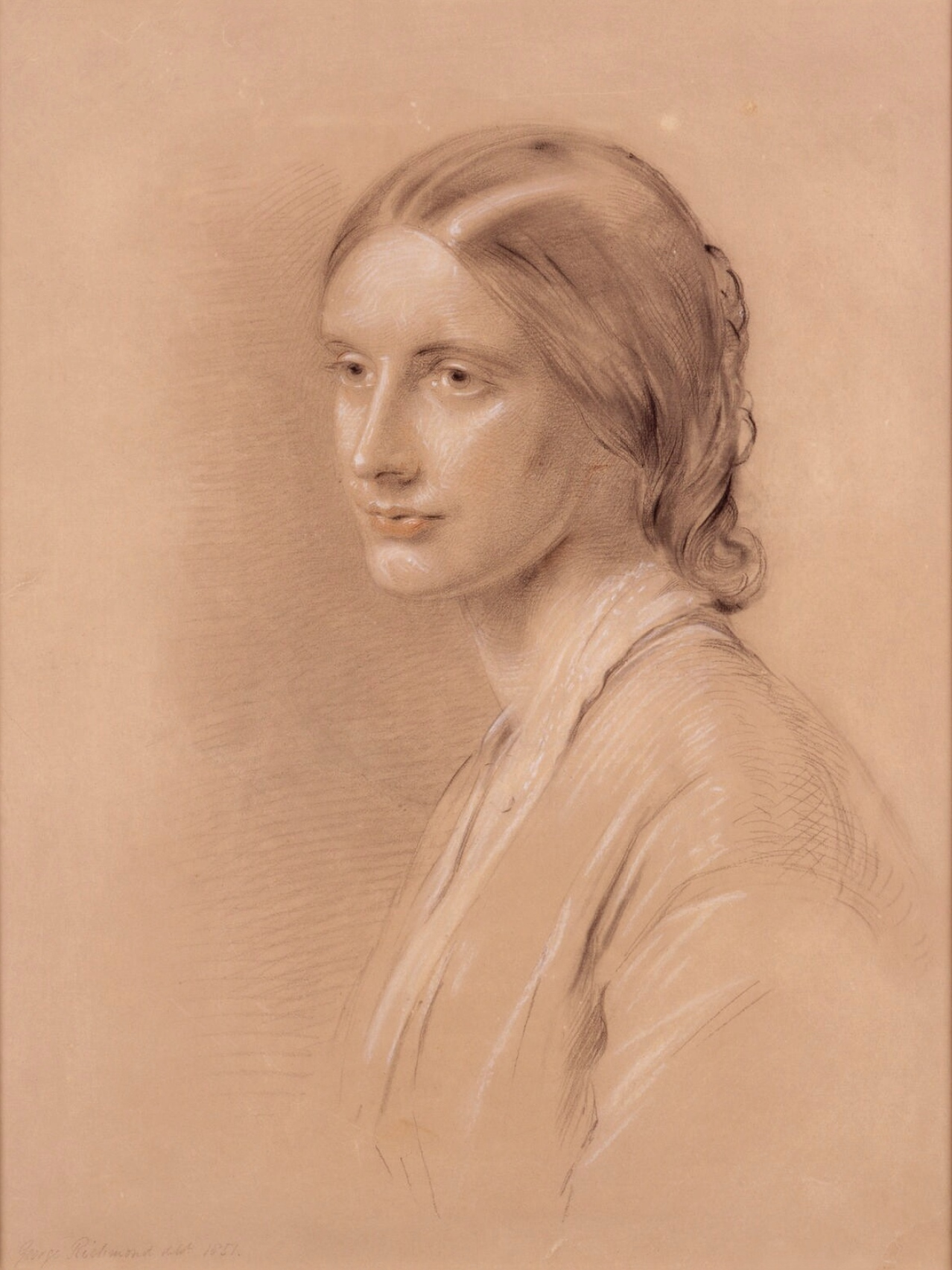
Josephine Butler

- 30. Dezember: Josephine Butler, britische Sozialreformerin (* 1828)
- 30. Dezember: Donelson Caffery, US-amerikanischer Politiker (* 1835)
- 31. Dezember: Friedrich Gumpert, deutscher Hornist und Professor (* 1841)

### Genaues Todesdatum unbekannt
- Asato Ankō, japanischer Meister des frühen Karate (* 1827)
- Manuel Domínguez Sánchez, spanischer Maler (* 1840)
- Georges Jacobi, deutscher Komponist und Dirigent (* 1840)